# Liste der Kulturdenkmale in Connewitz, A–K
Die Liste der Kulturdenkmale in Connewitz enthält die Kulturdenkmale des Leipziger Stadt- und Ortsteils Connewitz, die in der Denkmalliste vom Landesamt für Denkmalpflege Sachsen mit Stand 2017 erfasst wurden.
Aus Platzgründen ist diese Liste geteilt. In dieser Liste sind die Kulturdenkmale in den Straßen mit den Anfangsbuchstaben A–K erfasst. Die Kulturdenkmale in den Straßen L–Z sind in der Liste der Kulturdenkmale in Connewitz, L–Z aufgeführt.

## Legende
- Bild: Bild des Kulturdenkmals, ggf. zusätzlich mit einem Link zu weiteren Fotos des Kulturdenkmals im Medienarchiv Wikimedia Commons. Wenn man auf das Kamerasymbol klickt, können Fotos zu Kulturdenkmalen aus dieser Liste hochgeladen werden:
- Bezeichnung: Denkmalgeschützte Objekte und ggf. Bauwerksname des Kulturdenkmals
- Lage: Straßenname und Hausnummer oder Flurstücknummer des Kulturdenkmals. Die Grundsortierung der Liste erfolgt nach dieser Adresse. Der Link (Karte) führt zu verschiedenen Kartendiensten mit der Position des Kulturdenkmals. Fehlt dieser Link, wurden die Koordinaten noch nicht eingetragen. Sind diese bekannt, können sie über ein Tool mit einer Kartenansicht einfach nachgetragen werden. In dieser Kartenansicht sind Kulturdenkmale ohne Koordinaten mit einem roten bzw. orangen Marker dargestellt und können durch Verschieben auf die richtige Position in der Karte mit Koordinaten versehen werden. Kulturdenkmale ohne Bild sind an einem blauen bzw. roten Marker erkennbar.
- Datierung: Baubeginn, Fertigstellung, Datum der Erstnennung oder grobe zeitliche Einordnung entsprechend des Eintrags in der sächsischen Denkmaldatenbank
- Beschreibung: Kurzcharakteristik des Kulturdenkmals entsprechend des Eintrags in der sächsischen Denkmaldatenbank, ggf. ergänzt durch die dort nur selten veröffentlichten Erfassungstexte oder zusätzliche Informationen
- ID: Vom Landesamt für Denkmalpflege Sachsen vergebene, das Kulturdenkmal eindeutig identifizierende Objekt-Nummer. Der Link führt zum PDF-Denkmaldokument des Landesamtes für Denkmalpflege Sachsen. Bei ehemaligen Kulturdenkmalen können die Objektnummern unbekannt sein und deshalb fehlen bzw. die Links von aus der Datenbank entfernten Objektnummern ins Leere führen. Ein ggf. vorhandenes Icon  führt zu den Angaben des Kulturdenkmals bei Wikidata.

## Liste der Kulturdenkmale in Connewitz, A–K
| Bild                                    | Bezeichnung | Lage                                                                                | Datierung | Beschreibung | ID       |
| --------------------------------------- | --- | ----------------------------------------------------------------------------------- | --- | --- | -------- |
| Weitere Bilder                          | Deutsche Bahn AG; Elsterflutbett-Brücke: Eisenbahnbrücke über das Obere Elsterflutbett | (Karte)                                                                             | 1939 (Eisenbahnbrücke) | mit 115,75 m Länge stählerne Trogbrücke als Durchlaufträger über vier Öffnungen der Eisenbahnstrecke Leipzig-Plagwitz – Markkleeberg-Gaschwitz (6379, sä. PG), verkehrsgeschichtlich und technikgeschichtlich von Bedeutung, Seltenheitswert; über das Elsterhochflutbett | 09294387 |
| Direkt Bild zu diesem Denkmal hochladen | Acht Grenzsteine (vorbehaltlich weiterer noch aufzufindender) im Connewitzer Holz (Grenzgebiet zwischen Probstei und Ratsholz) | (Karte)                                                                             | bezeichnet 1535 (Grenzstein), bezeichnet 1705 (Grenzstein) | sechs mit Stadtwappen und Bezeichnung 1705, einer mit Stadtwappen und Bezeichnung 1535, einer im Boden versunken, regionalgeschichtlich von Bedeutung | 09296653 |
|                                         | Sachgesamtheitsbestandteil der Sachgesamtheit Elsterfloßgraben: Floßgraben (siehe auch Sachgesamtheitsliste, Obj. 09304747) | (Karte)                                                                             | 1608–1610 (Floßgraben) | künstlich angelegter, der Landschaftsform angepasster Floßgraben mit Anfangsstück (sogenannte Batschke) auf Markkleeberger bzw. Zwenkauer Gebiet, im Connewitzer Holz (südlicher Auewald) in die Pleiße mündend, regionalgeschichtlich und technikgeschichtlich von Bedeutung Der Große Elsterfloßgraben, gehört zum Pleiße-Elster-Floßsystem, einem System künstlich angelegter Gräben, das sich aus natürlichen Flussläufen oder Mühlgräben, verbunden mit Wehren, Überläufen und Rechen versehen, zusammensetzte und ab 1579 zum Holztransport mittels Wasser diente. Der sächsische Kurfürst verfolgte mit der Anlage des Floßgrabens das Ziel eigene Salzvorkommen in Salinen bei Weißenfels (Poserna) zu erschließen. Der Graben selbst hatte einen trapezförmigen Querschnitt. Er war an der Oberkante ursprünglich 3 m, am Boden einen Meter breit. Die Länge des Pleiße-Elster-Floßsystem betrug insgesamt 93 km und bewältigte einen Höhenunterschied von 25 m. Damit stellt er das bedeutendste Kunstgrabensystem des 16. Jahrhunderts auf dem europäischen Kontinent dar. Durch den Lauf markierenden Bewuchs hebt er sich deutlich vom landwirtschaftlich geprägten Umland ab. Das Pleiße-Elster-Floßsystem unterteilt sich in die zwei Hauptsysteme Großer Elsterfloßgraben und Kleiner bzw. Leipziger Elsterfloßgraben. In den Jahren 1578 bis 1580 ließ Kurfürst August I. von Sachsen nach Plänen des Oberbergmeisters Martin Planer und unter der Bauleitung von Christian Kohlreiber den Großen Elsterfloßgraben anlegen, der mit Wasser der Weißen Elster gespeist zur Rippach führen und so das Holzflößen bis nach Poserna ermöglichen sollte. 1610 wurde erstmals Holz für die kursächsischen später preußischen Salinen geflößt. Nach dem Niedergang der Salinen wurde der Floßgraben zum Transport von Brenn- und Bauholz verwendet. Auf heutigem sächsischem Gebiet beträgt die Länge des Großen Elsterfloßgrabens 6 km. Eine Besonderheit des Floßgrabens stellen die 79 Brücken dar, die ab Crossen (Thüringen) mit römischen Ziffern durchnummeriert wurden, und die teilweise original erhaltenen Brücken Nummer LIX bis LXXII. Die Stadt Leipzig bezog ihr Holz seit Mitte des 16. Jh. über den Fluss Pleiße. Nachdem die Wälder im Pleiße-Gebiet erschöpft waren, versuchte man den Großen Elsterfloßgraben für den Holztransport zu gewinnen. Bei dem Dorf Stöntzsch legte man dazu einen Abzweig, den sog. Kleinen oder Leipziger Floßgraben, vom Großen Elsterfloßgraben an. Der Floßgraben wurde größtenteils durch Verknüpfung und Ausbau des bestehenden Fluss- und Mühlgrabensystems geschaffen. So wurden die Elster selbst, ihr bei Zwenkau abzweigender Arm Batschke und der Leipziger Pleißemühlgraben in diesen Teil des Grabensystems eingebunden, der 1610 erstmals mit Holz beflößt wurde. Umgeschlagen wurde das Material auf dem damals unmittelbar vor der Stadt befindlichen Leipziger Floßplatz, an dessen Geschichte heute unter anderem der gleichnamig Platz erinnert. Bis um 1820 wurde erfolgreich Holz mit dem Floßgraben geflößt. Danach verlor der Graben zunehmend an Bedeutung. Der Ausbau des Straßensystems sowie ab Mitte des Jahrhunderts das Aufkommen des billigeren Transports per Eisenbahn und der zunehmende Ersatz von Brennholz durch Braunkohle führten zur Einstellung der Elsterflößerei um 1864. An einigen Stellen diente das Wasser des Floßgrabens noch zum Betreiben von Mühlen. Der Wasserdurchsatz wurde aber deutlich reduziert. Da er inzwischen durch verschiedene Länder führte (Herzogtum Altenburg, Preußische Provinz Sachsen und Königreich Sachsen), wurde zu seinem Unterhalt und weiteren Betrieb ein gemeinsamer Zweckverband gegründet, der fast bis Mitte des 20. Jahrhunderts bestand. Ab 1958 wurden Teilstrecken des Elsterfloßgrabens durch Braunkohlentagebaue unterbrochen bzw. trockengelegt. Hinter den Tagebauen versuchte man, seinen Lauf durch Zupumpen von Wasser aus der Weißen Elster aufrechtzuerhalten. Nach Stilllegung dieser Tagebaue wurden ab 1992 zwischen Elstertrebnitz und Werben Teilstücke des alten Floßgrabens auf etwas veränderten Trassen neu errichtet. So führt der rekonstruierte Kleine Floßgraben seit ca. 1996 Wasser und bindet über den Elstermühlgraben wieder Teile der ursprünglich für die Leipziger Flößerei genutzten Gewässersysteme an. Sein denkmalpflegerischer Wert ergibt sich aus seiner Bedeutung als überregional bedeutende Leistungen des Vermessungswesens, des Wasserbaus sowie ein beinahe 300 Jahre anhaltendes erfolgreiches sächsisches Wirtschaftsunternehmen der Wasserwirtschaft und des Transportwesens. LfD/2013 | 09296651 |
| Weitere Bilder                          | Mühlpleiße: Mühlgraben | (Karte)                                                                             | Mitte 13. Jh. (Mühlgraben) | künstlich angelegter, der Landschaftsform angepasster Mühlgraben, in Markkleeberg von der Pleiße abzweigend, nach Verlauf durch Dölitz-Dösen, Lößnig und Connewitz im Connewitzer Holz wieder in die Pleiße mündend, ortsgeschichtlich und technikgeschichtlich von Bedeutung | 09296200 |
| Weitere Bilder                          | Pleißemühlgraben: Mühlgraben, mit Ufermauern, Treppenanlagen, Brücken | (Karte)                                                                             | 13. Jh. (Mühlgraben), 19. Jh. (Ufermauern) | durch die Ortsteile Connewitz, Südvorstadt, Zentrum, Zentrum-Süd und Zentrum-West verlaufend, künstlich angelegter Mühlgraben (um 1951 überwölbt), ortsgeschichtlich von Bedeutung | 09296208 |
| Direkt Bild zu diesem Denkmal hochladen | Wohnhaus in offener Bebauung mit Einfriedung und Toreinfahrt | Am Lindenhof 1 (Karte)                                                              | 1933–1934 (Wohnhaus), 1938 (Garageneinbau im Kellergeschoss) | zeittypischer Putzbau, baugeschichtliche und stadtteilentwicklungsgeschichtliche Bedeutung Architekt Fritz Kösser als Planer und die Bauhütte Leipzig GmbH als ausführende Bauunternehmung standen unter Vertrag mit dem Zahnarzt Franz Heinrich Karl Gustav Molitor für ein Einfamilienwohnhaus, das 1933–1934 erbaut und 1935 als steuerbefreites Eigenheim anerkannt wurde. Im Juli 1938 übernahm Rechtsanwalt Martin Pfeifer die Immobilie und ließ im Keller des Hauses einen Garageneinbau nach Planung von Kösser vornehmen. 1949 erfolgte der Grundbucheintrag als Eigentum des Volkes; Leerstand seit 1999, Sanierung geplant 2005; Der verputzte Baukörper wird abgeschlossen durch ein zeittypisches Mansarddach und akzentuiert durch ein nördlich angeordnetes, halbrund vorstehendes Treppenhaus, einen Standerker mit Terrasse an der Süd-West-Ecke. Die Einfriedung des am Zugang zur Connewitzer Parksiedlung gelegenen Grundstücks ist ebenso wie Teile der historischen Innenausstattung erhalten. Das Haus ist ein baugeschichtliches Zeugnis für den privaten Wohnungsbau in den 1930er Jahren. LfD/2012 | 09299386 |
| Direkt Bild zu diesem Denkmal hochladen | Villa mit Terrasse, Einfriedung und Villengarten | Am Lindenhof 22 (Karte)                                                             | 1938–1939 (Villa) | Putzfassade, erbaut als Wohnhaus des Fabrikbesitzers Willy Mansfeld, Architektur-Dokument privaten Wohnungsbaus kurz vor Beginn des Zweiten Weltkriegs, Teil der Siedlung Am Lindenhof, ortshistorisch und stadtteilgeschichtlich von Interesse, Garten als Teil des älteren Parks des Lindenhofs gartenhistorisch bedeutsam Am unteren Ende der Anliegerstraße entstand neben dem Grundstück von Schulz-Schomburgk in der Siedlung Am Lindenhof in den Jahren 1938 und 1939 ein Einfamilienhaus für die Familie von Willy Mansfeld, Mitinhaber der Maschinenfabrik Chn. Mansfeld in Leipzig. Die Baugesellschaft Emil Bödemann übernahm die Ausführung der Pläne des Architekten Woldemar von Holy. Nach dem Krieg diente das Haus zeitweise als Lehrlingswohnheim der Gehörlosen-Berufsschule, und nach der politischen Wende wurde es von der Freien Schule Connewitz genutzt. Das Landhaus erhielt hellen Verputz, Fensterumrahmungen und Wintergartenvorbau wurden aus Natur- bzw. Kunststein (Muschelkalk) hergestellt. Mit Hinweis auf die Ziegelknappheit erfolgte die Dacheindeckung des Walmdachs mit Naturschiefer. Der unaufdringlich konzipierte Bau mit Büro- und Empfangsräumen im Erdgeschoss, den Familienwohnräumen vorwiegend in der oberen Etage sowie Schutzraum mit Gasschleuse und Billardraum im Keller. Hinsichtlich der abgeschiedenen ruhigen Lage und des weitläufigen Gartens erging ein Verweis auf die gesundheitlichen Probleme des Bauherren und seiner Tochter. Ein 1939 errichtetes hölzernes Gartenhaus auf quadratischem Grundriss ist heute wohl nicht mehr vorhanden. Zur originalen Ausstattung gehören u. a. die beiden Treppenanlagen sowie Wandverkleidungen und ein Kamin in der Diele. Orts- und stadtgeschichtlich ist das Gebäude von Interesse gerade auch als Wohnhaus eines Fabrikbesitzers und Architektur-Dokument des privaten Wohnungsbaus kurz vor Beginn des Zweiten Weltkriegs. LfD/2011 | 09303408 |
| Weitere Bilder                          | Wiedebachplatz | Arno-Nitzsche-Straße - (Karte)                                                      | um 1900 (Schmuckplatz) | Grünanlage zwischen Arno-Nitzsche-Straße, Bernhard-Göring-Straße und Wiedebachstraße, ortsentwicklungsgeschichtlich und stadtgrüngeschichtlich von Bedeutung | 09306265 |
|                                         | 14. Bürgerschule; heute Apollonia-von-Wiedebach-Schule: Schule und zwei Turnhallen | Arno-Nitzsche-Straße 7 (Karte)                                                      | 1898 (Schule) | dreiflügeliger Klinkerbau mit stark vorspringendem Mittelrisalit, baugeschichtlich und ortsgeschichtlich von Bedeutung 1898 errichtet als 14. Bürgerschule; viergeschossiger, quer zur Straße stehender Schulbau, der langgestreckte Baukörper mit durch Mittel- und Seitenrisalite untergliederter nach Westen gerichteter Hauptfront; Die Stirnseiten sind klinkerverkleidet, die Längsfronten verputzt mit klinkerverblendeten Fensterbögen, jeweils drei Achsen werden durch breite vertikale Klinkerbänder zusammengefasst. Die Innenaufteilung ist zweihüftig mit Mittelkorridoren, an denen die Klassenzimmer liegen. Westlich schließt der Schulhof an, der von zwei Turnhallen, eingeschossigen Ziegelbauten mit segmentbogigen Fenstern und flach geneigten Satteldächern, begrenzt wird. Die Schule ist heute benannt nach Apollonia von Wiedebach. | 09296317 |
| Direkt Bild zu diesem Denkmal hochladen | Mietshaus in geschlossener Bebauung und Hinterhaus | Arno-Nitzsche-Straße 10 (Karte)                                                     | um 1905/1910 (Mietshaus) | sparsam dekorierte Putzfassade, baugeschichtlich von Bedeutung Hausnummern 10 und 12: viergeschossiges, um 1905/1910 möglicherweise für den Maurerpolier Albert Peter errichtetes Doppelmietshaus; Die durch schmale Gesimse horizontal untergliederte Putzfassade zeigt in den Obergeschossen kleinteilige Antragsarbeiten, das verhältnismäßig hohe Souterrain und das Erdgeschoss sind genutet. Zu den Seiten befinden sich Tordurchfahrten, die mit Jugendstildekor versehenen Eingänge sind mittig in den Doppelhaushälften angeordnet, darüber sitzt im Dachbereich jeweils eine spitzgiebelige Lukarne. Zwei weitere Lukarnen am Haus Nummer 10 wurden später hinzugefügt. Der Hausflur in Haus Nummer 12 mit Wandfliesen, vertikaler Stuckgliederung der Wände und Tonnengewölbe. Im Hof von Haus Nummer 10 steht ein zweigeschossiges Hinterhaus mit Werkstatt und Wohnungen. | 09296318 |
| Direkt Bild zu diesem Denkmal hochladen | Doppelmietshaus in offener Bebauung und seitliche Einfriedung | Arno-Nitzsche-Straße 11; 13 (Karte)                                                 | 1902–1903 (Doppelmietshaus) | durch Pilaster gegliederte Putzfassade mit jeweils zwei szenischen Reliefs, Einfriedung mit originalen Sandsteinpfosten in Jugendstilformen, am Wiedebachplatz gelegen, städtebaulich und baugeschichtlich von Bedeutung Nummer 11/13 und Nummer 15/17: zwei freistehende, nach Plänen des Architekten F. Otto Gerstenberger für den Bauunternehmer Hermann Engel in repräsentativer Lage an der Nordseite des Wiedebachplatzes errichtete Doppelmietshäuser; Nummer 11-13 aus den Jahren 1902–1903 als ein durch Gesimse horizontal gegliederter Putzbau mit flach geneigtem Walmdach. Erstes und zweites Obergeschoss werden durch eine pilasterartige Gliederung zusammengefasst, dabei werden jeweils die beiden inneren Vertikalgliederungen in das oberste Geschoss fortgesetzt und bilden die Widerlager von Dachausbauten mit geschweiften Giebeln. Über den Fenstern des obersten Geschosses spitz in den konkaven Fassaden Abschluss eingeschnittene Stichkappen mit aus Stuck gearbeiteten Frauenmasken; an den Brüstungsfeldern des zweiten Obergeschosses vier figürliche Stuckreliefs, an Nummer 11 Forschung und Unterricht, an Nummer 13 Bildhauerei, Zeichenkunst und Malerei zeigend. Das im Anschluss 1903–1904 entstandene Doppelhaus Nummer 15-17 mit zwei auf Stuckkonsolen aufsitzenden Erkern, die von Segmentgiebeln mit Thermenfenstern überragt werden. In seiner Kubatur ähnelt das Haus dem Nachbargebäude. Die Fassade jedoch mit geometrischer Gliederung und nicht in den historisierenden Formen von Nummer 11-13 gehalten. An erstem und zweitem Obergeschoss werden jeweils zwei Achsen durch Segmentbögen zusammengefasst. Der ehemals reiche Jugendstildekor an Brüstungsfeldern, Segmentbögen und Fensterzwischenräumen (flache Stuckreliefs mit Masken, Sonnen, Wappen und Blumen) ist nur noch im Bereich von Erd- und erstem Obergeschoss vorhanden. Die Treppenhäuser werden von der Rückseite erschlossen, in den Geschossen sind pro Doppelhaushälfte jeweils zwei Wohnungen. Im Hof von Nummer 15-17 steht ein dreigeschossiges Doppelhinterhaus mit Ziegelsockel sowie durch zurückhaltenden Stuckdekor und Rauputzfelder gestalteter Putzfassade. In jedem Geschoss sind pro Eingang drei Wohnungen. | 09296319 |
| Direkt Bild zu diesem Denkmal hochladen | Mietshaus in geschlossener Bebauung | Arno-Nitzsche-Straße 12 (Karte)                                                     | um 1905/1910 (Mietshaus) | mit Tordurchfahrt, sparsam dekorierte Putzfassade, baugeschichtlich von Bedeutung Nummer 10 und 12: viergeschossiges, um 1905/1910 möglicherweise für den Maurerpolier Albert Peter errichtetes Doppelmietshaus; Die durch schmale Gesimse horizontal untergliederte Putzfassade hat in den Obergeschossen kleinteilige Antragsarbeiten, das verhältnismäßig hohe Souterrain und das Erdgeschoss sind genutet. Zu den Seiten liegen Tordurchfahrten, die mit Jugendstildekor versehenen Eingänge sind in den Doppelhaushälften mittig angeordnet, darüber sitzt im Dachbereich jeweils eine spitzgiebelige Lukarne. Zwei weitere Lukarnen bei Nummer 10 wurden später hinzugefügt. Der Hausflur in Nummer 12 hat Wandfliesen, vertikale Stuckgliederung der Wände und Tonnengewölbe. Im Hof von Nummer 10 steht ein zweigeschossiges Hinterhaus mit Werkstatt und Wohnungen. | 09296316 |
| Direkt Bild zu diesem Denkmal hochladen | Doppelmietshaus (mit Arno-Nitzsche-Straße 17) in offener Bebauung, mit seitlicher Einfriedung und Hinterhaus | Arno-Nitzsche-Straße 15 (Karte)                                                     | 1903–1904 (Mietshaus) | Putzfassade mit Sockel aus grün glasierten Ziegeln, Sandsteinpfeiler der Einfriedung mit Jugendstildekorationen, am Wiedebachplatz gelegen, städtebaulich und baugeschichtlich von Bedeutung s. Nummer 11-13 | 09296362 |
| Direkt Bild zu diesem Denkmal hochladen | Doppelmietshaus (mit Nr. 15) in offener Bebauung, mit Einfriedung und Hinterhaus | Arno-Nitzsche-Straße 17 (Karte)                                                     | 1903–1904 (Mietshaus) | Putzfassade mit Sockel aus grün glasierten Ziegeln, Sandsteinpfeiler der Einfriedung mit Jugendstildekorationen, am Wiedebachplatz gelegen, städtebaulich und baugeschichtlich von Bedeutung s. Nummer 11-13 | 09304763 |
|                                         | Verwaltungsgebäude (mit drei Fassadenfiguren) und Fabrikgebäude sowie rückwärtig daran anstoßende Fabrikhallen bis zur Scheffelstraße sowie Toreinfahrt zur Arno-Nitzsche-Straße | Arno-Nitzsche-Straße 19 (Karte)                                                     | 1899 (Fabrik), 1924–1926 (Verwaltungsgebäude), 1910–1911 (Kessel- und Maschinenhaus), 1899 (dreigesch.), 1938 (Geb. an der Scheffelstr.) | Verwaltungsgebäude als vertikal gegliederter Putzbau mit Natursteingliederungen und drei überlebensgroßen Fassadenfiguren aus Muschelkalk (Merkur, Gutenberg und Arbeiter mit Zirkel und Zahnkranz); Hofgebäude in Ziegelbauweise; teilweise seit 2002 auch unter der Anschrift Arthur-Hoffmann-Straße 175, erbaut als Maschinenfabrik, später VEB Fahrzeuggetriebewerke „Joliot Curie“, ortsgeschichtlich und baugeschichtlich von Bedeutung | 09296480 |
|                                         | Mietshaus in offener Bebauung und in Ecklage | Arno-Nitzsche-Straße 20 (Karte)                                                     | 1901–1902 (Mietshaus) | mit Laden, städtebaulich unverzichtbarer Kopfbau zum Wiedebachplatz, Klinkerfassade mit Stuckdekoration, städtebaulich und baugeschichtlich von Bedeutung Nummer 20, 22, 26 und 28: vier von insgesamt fünf, 1901–1903 nach Plänen des Architekten F. Otto Gerstenberger für den Bauunternehmer Hermann Freiberg an der südlichen Straßenseite errichtete viergeschossige Mietshäuser; Nummer 20 und 28 stehen als Eckbauten zur Zwenkauer Straße und zur projektierten, jedoch nicht ausgeführten Verlängerung der Lößniger Straße / Frohburger Straße. Nummer 22, Nummer 26 und ehemals die kriegszerstörte Nummer 24 wurden als freistehende, von den Eckbauten eingefasste Mietshäuser errichtet. Alle Gebäude haben Klinkerfassaden, Stuckgliederungen, verputzte und zum Teil noch genutete Erdgeschosse sowie die für die Bauten Gerstenbergers in der Umgebung des Wiedebachplatzes charakteristischen abgeflachten Walmdächer, jedoch mit einer individuellen Gestaltung in den Einzelformen. Nummer 20 mit breiter,;abgefaster, durch schmiedeeisernen Balkon und Volutengiebel in der Mitte betonter Hauptfront, die zum Wiedebachplatz gerichtet ist; Nummer 22 mit gelben statt roten Klinkern verblendet, Nummer 26 mit verputztem Mittelerker und Nummer 28 mit verputztem Eckerker; in den Geschossen der Eckbauten jeweils drei, in denen der mittleren Häuser jeweils zwei Wohnungen; Nummer 20 im Erdgeschoss zusätzlich mit drei Läden | 09296447 |
| Direkt Bild zu diesem Denkmal hochladen | Mietshaus in offener Bebauung | Arno-Nitzsche-Straße 21 (Karte)                                                     | bezeichnet 1903 (Mietshaus) | Klinkerfassade mit Stuckgliederungen, baugeschichtlich von Bedeutung Freistehendes, 1903 nach Plänen des Architekten F. Otto Gerstenberger für den Bauunternehmer Hermann Engel errichtetes viergeschossiges Mietshaus; Erdgeschoss verputzt mit Nutung, Obergeschosse klinkerverkleidet mit Stuckgliederungen; Der Hausflur enthält Ornamentfliesen und eine vertikale Wandgliederung mit Stuckdekor in Jugendstilformen. In den Geschossen sind jeweils zwei Wohnungen. | 09296446 |
| Direkt Bild zu diesem Denkmal hochladen | Mietshaus in offener Bebauung und Gartenpavillon im Hof | Arno-Nitzsche-Straße 22 (Karte)                                                     | 1902 vermutlich (Mietshaus) | gelbe Klinkerfassade mit Sandsteingliederungen, hölzerner Gartenpavillon, baugeschichtlich von Bedeutung Nummer 20, 22, 26 und 28: Vier von insgesamt fünf, 1901–1903 nach Plänen des Architekten F. Otto Gerstenberger für den Bauunternehmer Hermann Freiberg an der südlichen Straßenseite errichtete viergeschossige Mietshäuser. Nummer 20 und 28 als Eckbauten zur Zwenkauer Straße und zur projektierten, jedoch nicht ausgeführten Verlängerung der Lößniger/Frohburger Straße, Nummer 22, Nummer 26 und ehemals die kriegszerstörte Nummer 24 als freistehende, von den Eckbauten eingefasste Mietshäuser. Alle Gebäude mit Klinkerfassaden, Stuckgliederungen, verputzten und zum Teil noch genuteten Erdgeschossen sowie den für die Bauten Gerstenbergers in der Umgebung des Wiedebachplatzes charakteristischen abgeflachten Walmdächern, doch mit einer individuellen Gestaltung in den Einzelformen. Nummer 20 mit breiter abgefaster, durch schmiedeeisernen Balkon und Volutengiebel in der Mitte betonter Hauptfront, die zum Wiedebachplatz gerichtet ist. Nummer 22 mit gelben statt roten Klinkerverblendern, Nummer 26 mit verputztem Mittel- und Nummer 28 mit verputztem Eckerker. In den Geschossen der Eckbauten jeweils drei, in denen der mittleren Häuser jeweils zwei Wohnungen. Nummer 20 im Erdgeschoss zusätzlich mit drei Läden. | 09296658 |
| Direkt Bild zu diesem Denkmal hochladen | Mietshaus in ehemals halboffener Bebauung und Hinterhaus | Arno-Nitzsche-Straße 25 (Karte)                                                     | 1904–1905 (Mietshaus) | Klinkerfassade mit Stuckgliederung, baugeschichtlich von Bedeutung Viergeschossiges, als westlicher Teil einer aus drei Häusern bestehenden Gruppe nach Plänen des Architekten F. Otto Gerstenberger für den Bauunternehmer Hermann Engel errichtetes Mietshaus. Das Erdgeschoss verputzt und ursprünglich mit Nutung, die Obergeschosse klinkerverkleidet mit Stuckgliederungen. Von der Rückseite erschlossenes Treppenhaus, in den Geschossen jeweils zwei Wohnungen. Der Hof mit einem dreigeschossigen Hinterwohngebäude. | 09296443 |
| Direkt Bild zu diesem Denkmal hochladen | Mietshaus in offener Bebauung | Arno-Nitzsche-Straße 26 (Karte)                                                     | vermutlich 1903 (Mietshaus) | mit Laden, Klinker-Putz-Fassade mit Erker, mit Jugendstil-Stuckdekorationen, baugeschichtlich von Bedeutung Nummer 20, 22, 26 und 28: Vier von insgesamt fünf, 1901–1903 nach Plänen des Architekten F. Otto Gerstenberger für den Bauunternehmer Hermann Freiberg an der südlichen Straßenseite errichtete viergeschossige Mietshäuser. Nummer 20 und 28 als Eckbauten zur Zwenkauer Straße und zur projektierten, jedoch nicht ausgeführten Verlängerung der Lößniger/Frohburger Straße, Nummer 22, Nummer 26 und ehemals die kriegszerstörte Nummer 24 als freistehende, von den Eckbauten eingefasste Mietshäuser. Alle Gebäude mit Klinkerfassaden, Stuckgliederungen, verputzten und zum Teil noch genuteten Erdgeschossen sowie den für die Bauten Gerstenbergers in der Umgebung des Wiedebachplatzes charakteristischen abgeflachten Walmdächern, doch mit einer individuellen Gestaltung in den Einzelformen. Nummer 20 mit breiter abgefaster, durch schmiedeeisernen Balkon und Volutengiebel in der Mitte betonter Hauptfront, die zum Wiedebachplatz gerichtet ist. Nummer 22 mit gelben statt roten Klinkerverblendern, Nummer 26 mit verputztem Mittel- und Nummer 28 mit verputztem Eckerker. In den Geschossen der Eckbauten jeweils drei, in denen der mittleren Häuser jeweils zwei Wohnungen. Nummer 20 im Erdgeschoss zusätzlich mit drei Läden. | 09296445 |
|                                         | Mietshaus in offener Bebauung und in Ecklage | Arno-Nitzsche-Straße 28 (Karte)                                                     | 1903 (Mietshaus) | Klinkerfassade mit Stuckgliederungen, Eckbetonung durch Eckerker mit Jugendstildekoration, baugeschichtlich von Bedeutung Nummer 20, 22, 26 und 28: Vier von insgesamt fünf, 1901–1903 nach Plänen des Architekten F. Otto Gerstenberger für den Bauunternehmer Hermann Freiberg an der südlichen Straßenseite errichtete viergeschossige Mietshäuser. Nummer 20 und 28 als Eckbauten zur Zwenkauer Straße und zur projektierten, jedoch nicht ausgeführten Verlängerung der Lößniger/Frohburger Straße, Nummer 22, Nummer 26 und ehemals die kriegszerstörte Nummer 24 als freistehende, von den Eckbauten eingefasste Mietshäuser. Alle Gebäude mit Klinkerfassaden, Stuckgliederungen, verputzten und zum Teil noch genuteten Erdgeschossen sowie den für die Bauten Gerstenbergers in der Umgebung des Wiedebachplatzes charakteristischen abgeflachten Walmdächern, doch mit einer individuellen Gestaltung in den Einzelformen. Nummer 20 mit breiter abgefaster, durch schmiedeeisernen Balkon und Volutengiebel in der Mitte betonter Hauptfront, die zum Wiedebachplatz gerichtet ist. Nummer 22 mit gelben statt roten Klinkerverblendern, Nummer 26 mit verputztem Mittel- und Nummer 28 mit verputztem Eckerker. In den Geschossen der Eckbauten jeweils drei, in denen der mittleren Häuser jeweils zwei Wohnungen. Nummer 20 im Erdgeschoss zusätzlich mit drei Läden. | 09296444 |
| Direkt Bild zu diesem Denkmal hochladen | Einzeldenkmale o. g. Sachgesamtheit: Gaswerk (Richard-Lehmann-Straße 114) mit zwei Gasbehältern (Gasometer 1 – Gebäude Nr. 123 und Gasometer 2 – Gebäude Nr. 125, zusätzliche Anschrift Arno-Nitzsche-Straße 35), Regulierungshaus mit Anbauten für Gasbehälter 1 (Gebäude Nr. 116 mit 114 und 115), Regulierungshaus für Gasbehälter 2 (Gebäude Nr. 124), Verwaltungsgebäude (Gebäude Nr. 202), alte Gasreinigung (Gebäude Nr. 218 und 220), neue Gasreinigung (Gebäude Nr. 230), neue Benzolanlage (Gebäude Nr. 229), Transformatorenstation (Gebäude Nr. 227), Werkstatt (Gebäude Nr. 222), Sozialgebäude (Gebäude Nr. 207), Ammoniaksalzfabrik (Gebäude Nr. 224), Wasserturm (Gebäude Nr. 105), Waschhaus (Gebäude Nr. 213), Wagenhalle (Gebäude Nr. 214), Feuerwache (Gebäude Nr. 217) und Einfriedungsmauer zur Richard-Lehmann-Straße (siehe auch Sachgesamtheitsdokument – Obj. 09296679) | Arno-Nitzsche-Straße 35 (Karte)                                                     | 1882–1885 (Regulierungshaus f. Gasbeh. 1), 1882–1885 (Alte Gasreinigung, Geb. 218, 220), 1900 (Regulierungshaus f. Gasbeh. 2), 1903 (Ammoniaksalzfabrik, Geb. 224), 1909–1910 (Neue Gasreinigung, Geb. 230), 1941 (Neue Benzolanlage, Geb. 229) | Ziegelbauten, Verwaltungsgebäude und Gasbehälter mit mehrfarbigen Ziegelfassaden, Gasbehälter als Rundbauten mit Tambourkuppeln, baugeschichtlich, ortsgeschichtlich und industriegeschichtlich von Bedeutung Ehemaliges Städtisches Gaswerk II, ab 1929 Städtisches Zentralgaswerk. Zur Entlastung der ersten Gasanstalt an der Yorkstraße plante der Rat der Stadt Leipzig seit Ende der 1870er Jahre den Bau des neuen Werkes südlich der damaligen Leipziger Flurgrenze auf Connewitzer Gebiet. Das auf den Bau von Gaswerken spezialisierte Architekturbüro Oechelhäuser und Klönne in Berlin legte einen ersten Entwurf vor, auf dessen Grundlage der technische Inspektor und spätere Direktor der städtischen Gasanstalten, Georg Wunder, die auszuführende Planung schuf. Vorgesehen war eine Anlage, die im ausgebauten Zustand eine Tageshöchstleistung von 120.000 Kubikmeter erbringen sollte. Sie entstand in vier Bauabschnitten für jeweils ein Viertel der vollen Kapazität in den Jahren 1882–1885, 1888–1890, 1902–1905 und 1906–1910. Eine weitere Bauphase zur Errichtung von Verwaltungs- und Nebengebäuden sowie des Wasserturmes schloss sich bis 1914 an. 1934 erfolgte eine Erweiterung des Betriebsgeländes nach Süden, wo an der Arno-Nitzsche-Straße ein zweiter Eingang geschaffen wurde. Als Baugrundstück wurde ein langer Streifen südlich der heutigen Richard-Lehmann-Straße längs der Eisenbahnlinie nach Hof ausgewählt. Es lag zur Zeit der Errichtung der Gasanstalt noch außerhalb der Stadtgrenze, befand sich aber in städtischem Besitz. Eine Mittelachse wurde als Hauptverkehrsweg angelegt, westlich daran wurden Retortenhäuser, Werkstätten sowie Anlagen zur Gasreinigung und Gewinnung von Nebenprodukten, etwa von Benzol, errichtet, östlich Kohlen- und Lagerschuppen sowie Entgasungsanlagen. Zur Richard-Lehmann-Straße hin bildeten drei runde, ziegelgemauerte Gasbehälter von 1884 und 1900 den städtebaulich wirkungsvollen Auftakt der Anlage. Ein vierter ohne Ummauerung errichteter Behälter kam in den Jahren 1923–1925 hinzu. Die Gebäude waren zumeist in rotem Rohziegelbau mit sparsamer Gliederung ausgeführt. Nach Flächenabrissen längs der Eisenbahngleise und dem Abgang von zwei der vier Gasbehälter konnte nur noch die Westhälfte des Geländes in größerem Umfang historische Bausubstanz bewahren. Auf Grund der stetigen Vergrößerung des Gaswerks wurde für den Betrieb des Geländes eine eigenständige Wasserversorgung notwendig. Dazu veranlasste das Betriebsamt der Stadt Leipzig 1912 den Bau eines Wasserturmes, mit dessen Ausführung die Firma Dyckerhoff und Widmann betraut wurde. Es handelt sich um einen Skelettbau, dessen tragende Teile als Eisenbetonkonstruktion ausgeführt und mit Ziegelmauerwerk gefüllt sind. Die eiserne Dachkonstruktion sowie den Hängebodenbehälter fertigte die Berlin-Anhaltische-Maschinenbau AG. Bis zur Oberkante des Wasserbehälters misst der quadratische Turm 31 Meter. Er ist bis auf das mit zwei vollplastischen Löwenskulpturen und dem Leipziger Stadtwappen bekrönte Eingangsportal schmucklos und weiß gefasst und war laut Bauplan ehemals mit einem oktogonalen Aufbau versehen. Dieser ist jedoch nicht erhalten und wurde durch ein flaches Zeltdach ersetzt. Der Turm besitzt als Teil der Sachgesamt des Städtischen Gaswerks II eine stadt- und technikgeschichtliche Bedeutung. LfD/2017 | 09296307 |
| Direkt Bild zu diesem Denkmal hochladen | Mietshauszeile einer Wohnanlage, mit begrüntem Innenhof | Arthur-Hoffmann-Straße 122; 124 (Karte)                                             | 1927 (Mietshaus) | Putzfassade in Art-Déco-Formen, die Mietshäuser Arthur-Hoffmann-Straße 126/128 und Nummer 132 ff. kriegszerstört, siehe auch Arthur-Hoffmann-Straße 130, Richard-Lehmann-Straße 44-52 und Bernhard-Göring-Straße 125, baugeschichtlich und sozialgeschichtlich von Bedeutung | 09296333 |
| Direkt Bild zu diesem Denkmal hochladen | Mietshaus einer Wohnanlage, mit Vorgarten und begrüntem Innenhof | Arthur-Hoffmann-Straße 130 (Karte)                                                  | 1927 (Mietshaus) | Putzfassade in Art-Déco-Formen, Arthur-Hoffmann-Straße 126/128 und Nummer 132 ff. kriegszerstört, siehe auch Arthur-Hoffmann-Straße 122/124, Richard-Lehmann-Straße 44-52 und Bernhard-Göring-Straße 125, baugeschichtlich und sozialgeschichtlich von Bedeutung | 09299395 |
| Direkt Bild zu diesem Denkmal hochladen | Mietshauszeile einer Wohnanlage, Vorgärten vor Nr. 145-149 | Arthur-Hoffmann-Straße 139; 141; 143; 145; 147; 149; 151; 153; 155 (Karte)          | 1927–1928 (Wohnblock) | zusammen mit Richard-Lehmann-Straße 54/56, Putzfassade, im Art-Déco-Stil, baugeschichtlich von Bedeutung Zweiflügelige Wohnanlage mit viergeschossigen Putzfronten in Blockrandstruktur zu Arthur-Hoffmann- und Richard-Lehmann-Straße, errichtet 1927–1928 nach Plänen des Architekten Fritz Riemann für die Gemeinnützige Beamtenbaugenossenschaft. Die langgestreckte Hauptfront zur Arthur-Hoffmann-Straße aufgelockert durch eine Abfolge zweigeschossiger, mit Stuckornamentik besetzter Erker, eine mittlere, von einem breiten Dreiecksgiebel überhöhte Rücklage und zwei Dachausbauten über den zunächst der Rücklage gelegenen Eingangsachsen der vorspringenden Bauteile. Zur Richard-Lehmamm-Straße erfolgt die Aufgliederung der Front ebenfalls durch einen breiten mittleren Giebel, Erker und einachsige Eingangsrisalite mit Art-Déco-Verzierungen. Die Erdgeschosse waren durch eine Begrünung an stellenweise noch vorhandenen Spalieren gestaltet. Das oberste Geschoss ist durch ein schmales Gurtgesims abgetrennt. Über dem Hauptgesims ein Walmdach. Die Eingänge mit abgeschrägten oder in Art-Déco-Formen gestalteten Gewänden. Die Geschosse pro Eingang mit jeweils zwei Drei- oder Vierzimmerwohnungen, die Wohnungsgrößen betragen zwischen 71 und 97 Quadratmetern. Von dem Flügel zur Richard-Lehmann-Straße nur noch Nummer 54 und 56 vorhanden, Nummer 58-62 hingegen kriegszerstört. | 09296382 |
| Direkt Bild zu diesem Denkmal hochladen | Mietshauszeile einer Wohnanlage, mit Vorgarten, Garten und Einfriedung | Arthur-Hoffmann-Straße 146; 148; 150; 152; 154; 156 (Karte)                         | 1935–1936 (Wohnblock) | Putzfassade, baugeschichtlich von Bedeutung | 09299408 |
| Direkt Bild zu diesem Denkmal hochladen | Ladengebäude einer Wohnanlage | Arthur-Hoffmann-Straße 155a (Karte)                                                 | 1928 (Laden) | kleiner Lebensmittelladen mit Flachdach zwischen zwei Wohnhauszeilen, baugeschichtlich von Bedeutung Der kleine eingeschossige Lebensmittelladen zwischen zwei Wohnanlagen der Gemeinnützigen Beamtenbaugenossenschaft wohl wie diese nach Plänen des Architekten Fritz Riemann. Flachgedeckter Ziegelbau von 1928. | 09296097 |
| Direkt Bild zu diesem Denkmal hochladen | Mietshauszeile einer Wohnanlage, Vorgärten vor Nr. 163/165 | Arthur-Hoffmann-Straße 157; 159; 161; 163; 165; 173 (Karte)                         | 1930 (Wohnblock) | bildet eine Wohnanlage zusammen mit Scheffelstraße 51-57 (Arthur-Hoffmann-Straße 167/169/171 kriegszerstört), traditionalistische Putzfassade, baugeschichtlich von Bedeutung 1930 in Blockrandstruktur zu Arthur-Hoffmann-Straße und Scheffelstraße errichtete zweiflügelige Wohnanlage, die viergeschossigen Baukörper verputzt mit Ziegelsockel und hoher Souterrainzone. Wie die benachbarte Anlage Nummer 139-155 nach Plänen des Architekten Fritz Riemann für die Gemeinnützige Beamtenbaugenossenschaft erbaut, ist ihre Hauptfront zur Arthur-Hoffmann-Straße mit mittlerer Rücklage, vorstehenden Seitenteilen und abgeschrägten Erkern entsprechend angelegt, in der Gestaltung jedoch durch den Verzicht auf Art-Déco-Formen schlichter. Doch wird eine Rhythmisierung erreicht durch einen Wechsel von breiteren Hausabschnitten mit und schmäleren ohne Erker. Die Fassadengestaltung horizontal angelegt mit Putzbänderung und schmalen Stuckgesimse. Das Walmdach mit massiven Ausbauten über den einzelnen Hausabschnitten. In den Geschossen pro Eingang jeweils zwei Wohnungen, in den breiteren Abschnitten mit vier, in den schmäleren mit drei Zimmern, zwischen 63 m² für eine kleinere Erdgeschosswohnung und 121 m² für die größten der Obergeschosswohnungen. Die meisten Wohneinheiten mit ca. 73 m². Mit Scheffelstraße Nummer 51-57. Die Abschnitte Arthur-Hoffmann-Straße Nummer 167-171 sind kriegszerstört. | 09296096 |
| Direkt Bild zu diesem Denkmal hochladen | Mietshaus in offener Bebauung und in Ecklage | Arthur-Hoffmann-Straße 170 (Karte)                                                  | 1900–1902 (Mietshaus) | Putzfassade, ehemals mit Eckladen, Lage: am Wiedebachplatz, städtebaulich und baugeschichtlich von Bedeutung Die Errichtung eines Eckwohngebäudes wurde im Dezember 1900 von Maurermeister Hermann Engel in Connewitz beabsichtigt und in Hände des Architekten F. Otto Gerstenberger gelegt. Im März 1902 erfolgte die Schlussprüfung des Dreispänners mit Putzfassade. Von dem ehemals eleganten, vielteilig gegliederten und stuckverzierten Entwurf wurde in der Ausführung weitgehend abgerückt, heute ist eine weitgehend geglättete und insbesondere durch Kunststeinfensterrahmungen geprägte Fassade geblieben. Ein Ecktürmchen war seinerzeit baubehördlich versagt worden. Ehemals Waschküche im Keller und bis 1973 ein Laden an der verbrochenen Ecke. Zwischen 1947 und 1951 konnten Bombenschäden aus dem 2. Weltkrieg mit dem Wiederaufbau des Dachgeschosses und durch Reparaturen im dritten Stock beseitigt werden. Bauantrag für Umbau und Modernisierung, Ausbau des Dachspeichers zu einer 5. Dachgeschosswohnung sowie für die Errichtung einer Balkonanlage erging im April 1999 durch Fa. Noppi GmbH Immobilienbesitz KG aus Wiesbaden. Der freistehende Eckbau am gründerzeitlichen Schmuckplatz mit städtebaulich bedeutender Funktion sowie baugeschichtlichem Wert. LfD/2011, 2014 | 09296906 |
| Direkt Bild zu diesem Denkmal hochladen | Fabrikbau | Arthur-Hoffmann-Straße 175 (Karte)                                                  | 1938 (Fabrik) | ehemals zur Fabrikanlage unter Arno-Nitzsche-Straße 19, Stahlbetonskelettbau mit Klinkerfassade, mit breiten Fensterflächen und abgerundeter Gebäudekante, erbaut als Maschinenfabrik, später VEB Fahrzeuggetriebewerke »Joliot Curie«, baugeschichtlich und ortsgeschichtlich von Bedeutung Neubau der zuvor in der Arndtstraße 6 ansässigen Fabrik für Buchdruckereimaschinen Gustav Eduard Reinhardt. Die ersten Planungen für ein dreigeschossiges, quer zur Straße stehendes Fabrikgebäude in Ziegelbauweise mit westlich anstoßender Sheddachhalle noch 1896 von Architekt August Leonhardt, die Ausführung erfolgte 1899 nach einer Überarbeitung der Pläne durch das auch mit der Ausführung betraute Baugeschäft Ohme und Bechert. 1908 erste Erweiterung von Fabrikbau und -halle um zehn Achsen nach Norden, eine zweite Erweiterung des Fabrikgebäudes um weitere vier nördlich angrenzende Achsen erfolgte 1918. 1921 wird der dreigeschossige Bau mit einem Geschoss übersetzt. Ein zweigeschossiges, langgestrecktes Lagergebäude seitlich rechts entstand 1905–1906 ebenfalls durch die Firma Ohne und Bechert und wird 1922 zu Speisesaal und Garderobe umgebaut. 1910–1911 Errichtung eines Maschinenhauses nördlich des Fabrikgebäudes durch Ohme und Bechert, die zugehörige Esse von 1923. Der straßenseitige Verwaltungs- und Fabrikbau entstand 1924–1926 nach Plänen des Architekten Ernst Steinkopf als viergeschossiger, vertikalgegliederter Putzbau mit Natursteingliederungen, genutetem Erdgeschoss und zwei leicht vorstehenden Seitenrisaliten. An den mittleren der jeweils drei Achsen zusammenfassenden Vertikalgliederungen drei Muschelkalkfiguren, die Merkur, Johannes Gutenberg und einen Arbeiter mit Zirkel und Zahnrad darstellen. Das Erdgeschoss mit Fabriksaal, der durch einen rückseitigen eingeschossigen Anbau mit der Shetdachhalle von 1899 verbunden ist. Erstes und zweites Obergeschoss enthalten Büro- und Lagerräume. Im obersten, durch Rundbogenfenster gegliederten Geschoss zwei Wohnungen für Hausmann und Pförtner. Nach einer Erweiterung des Betriebsgeländes nach Norden wurde 1938 an der Scheffelstraße ein viergeschossiges Fabrikgebäude, wiederum nach den Plänen von Ernst Steinkopf errichtet. Der vertikalgegliederte Ziegelbau mit breiten Fensterflächen und abgerundeter Gebäudekante zur Arthur-Hoffmann-Straße enthält auf allen Geschossen Fabriksäle. | 09301927 |
|                                         | Mietshaus in halboffener Bebauung | Arthur-Hoffmann-Straße 181 (Karte)                                                  | 1903 (Mietshaus) | Klinker-Putz-Fassade, baugeschichtlich von Bedeutung Die drei Häuser entstanden als Baugruppe in den Jahren 1902 und 1903 durch den Tischlermeister Robert Klepzig als Bauherren und Ausführenden sowie den Architekten Heinrich Lindemann, der für Entwurf und Bauleitung verantwortlich zeichnete. Sowohl die Gestaltung der Fassaden durch Verputz, gelben Klinker und Kunststeinelemente als auch die Ausstattung der viergeschossigen Gebäude u. a. mit Stuckkehlen und Fußbodenfliesen in den Eingangsbereichen sind einheitlich. Trotz leicht unterschiedlicher Gebäudehöhen erscheint die Gruppe der drei Häuser einheitlich durch axiale Gestaltung und eine Mittenbetonung durch einen dreiachsigen Risalit mit Zwerchhaus. In der Formensprache zeitigt die Fassade einen zurückhaltenden Jugendstil. Auf dem Grundstück Arthur-Hoffmann-Straße 181 wurde 1903 nachträglich ein Gartenhäuschen beantragt und ausgeführt, der pittoreske Fachwerkbau mit erhöhter Lage und offener Halle besitzt Seltenheitswert. LfD/2005 | 09299688 |
|                                         | Mietshaus in geschlossener Bebauung | Arthur-Hoffmann-Straße 183 (Karte)                                                  | 1902–1903 (Mietshaus) | Putz-Klinker-Fassade, baugeschichtlich von Bedeutung Siehe unter Nummer 181 | 09299689 |
|                                         | Mietshaus in halboffener Bebauung | Arthur-Hoffmann-Straße 185 (Karte)                                                  | 1902–1903 (Mietshaus) | Klinker-Putz-Fassade, baugeschichtlich von Bedeutung | 09299687 |
|                                         | Mietshaus in geschlossener Bebauung | Auerbachstraße 2 (Karte)                                                            | 1893 (Mietshaus) | mit Ladenzone, Klinker-Putz-Fassade, baugeschichtlich von Bedeutung Fünfgeschossiges, 1893 nach Plänen des Architekten August Franke für die Tierhändlergattin Amalie Geupel errichtetes Mietshaus in Ecklage zur Wolfgang-Heinze-Straße. Klinkerbau mit Stuckgliederungen, Erdgeschoss und Eckbereich verputzt. Die Ecke hervorgehoben durch viergeschossigen Erker mit Säulen, Karyatiden und Stuckdekor. Das Erdgeschoss zur Wolfgang-Heinze-Straße mit Ladenzone, die Obergeschosse mit jeweils zwei Wohnungen. | 09296652 |
| Weitere Bilder                          | Doppelmietshaus in geschlossener Bebauung | Auerbachstraße 2a; 2b (Karte)                                                       | 1906–1907 (Doppelmietshaus) | zeittypische Putzfassade, Eingangsbereich mit Kratzputz, Klinkersockel, baugeschichtlich von Bedeutung Zwei- bis dreigeschossiges Doppelmietshaus, errichtet 1906–1907 durch den auch als Bauherr zeichnenden Maurerpolier Otto Sachse. Sachse ließ sich durch den Architekten W. Helmholtz die Grundrisse entwerfen, die Fassadenentwürfe stammen hingegen von eigener Hand. Putzbauten mit Ziegelsockel und Stuckdekor in biedermeierlichen Jugendstilformen. Die Seitenteile erhöht, die Kubatur dadurch uneinheitlich. Ausbauten der Dächer über den niedrigeren zweigeschossigen Partien erfolgten 1922 (2a) und 1956–1957 (2b). Die Hausflure mit Stuckdekor, in den Geschossen pro Doppelhaushälfte zwei Wohnungen. | 09296515 |
| Weitere Bilder                          | Doppelmietshaus in geschlossener Bebauung | Auerbachstraße 4; 6 (Karte)                                                         | 1874 (Doppelmietshaus) | Klinker-Putz-Fassade, baugeschichtlich von Bedeutung Durch den Architekten Ottomar Jummel und den Bauunternehmer Carl Friedrich Thielemann, die beide auch als Bauherrn zeichnen, 1874 errichtetes dreigeschossiges Doppelmietshaus mit langgestreckter Ziegel-Putzfassade und Sandsteingesimsen. Als einziger Dekor runde Stuckscheiben unter den Sohlbänken des zweiten Obergeschosses. Über dem Hauptgesims zwei- und einachsige Dachhäuser in dichter Reihung und rythmisiertem Wechsel. Die zurückhaltend gestaltete Fassade wirkt für die Entstehungszeit sehr modern, durch den Wechsel von Putz- und Ziegelflächen ebenso wie in den segmentbogigen Einfassungen der Erdgeschossfenster, wie sie auch an der Fassade des 1887–1888 erbauten Rathauses in Leipzig-Eutritzsch, für das Jummel ebenfalls die Pläne lieferte, vorkommen. Der innovative Charakter wird auch durch den Umstand sichtbar, dass es sich um das älteste aus den Bauakten datierbare Mietshaus städtischer Prägung in der bis dahin ländlich anmutenden Bebauung von Connewitz handelt. Die Geschosse pro Doppelhaushälfte mit jeweils zwei Wohnungen im Korridortypus. | 09296675 |
|                                         | Mietshaus in ehemals halboffener Bebauung, mit Seitenflügel zum Hof | Auerbachstraße 10 (Karte)                                                           | 1895–1896 (Mietshaus), 1895–1896, Seitenflügel (Hinterhaus) | Klinkerfassade, baugeschichtlich von Bedeutung Dreigeschossiges, 1895–1896 nach Plänen des Architekten Gustav Gehler zusammen mit dem benachbarten Eckgebäude Biedermannstraße 24 errichtetes Eckgebäude, für das Gehlers Ehefrau Maria als Bauherrin zeichnet. In halboffener Bebauung mit Seitenflügel. Das Erdgeschoss verputzt, die Obergeschosse klinkerverkleidet mit einfachen Stuckgliederungen. Die Geschosse mit jeweils zwei Wohnungen. | 09295814 |
| Direkt Bild zu diesem Denkmal hochladen | Mietshaus einer Wohnanlage, mit begrüntem Innenhof | Bernhard-Göring-Straße 125 (Karte)                                                  | 1927 (Mietshaus) | Putzfassade in Art-Déco-Formen, mit Eckladen, siehe auch Arthur-Hoffmann-Straße 122/124 und 130 sowie Richard-Lehmann-Straße 44-52, baugeschichtlich und sozialgeschichtlich von Bedeutung siehe Richard-Lehmann-Straße 44-52 | 09296332 |
|                                         | Ehemaliges Waisenhaus | Bernhard-Göring-Straße 152 (Karte)                                                  | 1901–1902 (Waisenhaus) | langgestreckter Bau, Sockel, Portal- und Fensterrahmungen aus Rochlitzer Porphyrtuff, rückseitig polygonaler Treppenhausturm Ehemaliges städtisches Waisenhaus, heute Haus der Demokratie, 1901–1902 nach Plänen von Stadtbaurat Otto Wilhelm Scharenberg. Viergeschossiger Putzbau mit Bruchsteinsockel und Gliederungen aus rotem Sandstein. Die breitgelagerte Front untergliedert durch zwei leicht vortretende, von schweren Konsolen abgefangenen Erkern, darüber ursprünglich giebelartige Dachaufbauten. Zur Auflockerung der Fassade sind an den Rücklagen die Fenster jeweils paarweise oder zu dritt zusammengestellt. Mittig ein breites rundbogiges Portal, das mit verzierten Kämpfern auf der Sockelzone aufliegt. Der natursteinverkleidete Bogen von reich dekorierten und grob gearbeiteten Wülsten eingefasst. Die Innenaufteilung der Geschosse zweihüftig mit Mittelkorridor, das Treppenhaus rückseitig. Im Erdgeschoss ursprünglich Verwaltung, Arzt- und Krankenzimmer, Musikzimmer, Arbeitszimmer, Waschraum und Hausmeisterwohnung. Die Obergeschosse ehemals mit Schlafzimmern, Aufenthaltsräumen, Bädern und Lesezimmern. Im Krieg zu 70 % beschädigt, erfolgte der Wiederaufbau in den Jahren 1952–1957. | 09296452 |
| Direkt Bild zu diesem Denkmal hochladen | Mietshaus in ehemals geschlossener Bebauung | Bernhard-Göring-Straße 154 (Karte)                                                  | 1910 (Mietshaus) | Putzfassade mit zwei Erkern und Balkons, am Wiedebachplatz gelegen, städtebaulich und baugeschichtlich von Bedeutung Viergeschossiges, 1910 nach Plänen des Architekten Theodor George für den Maurermeister Wilhelm Richter erbautes Mietshaus. Putzfassade mit geometrisierenden Antragsarbeiten, die vier äußeren Achsen links mit gebrochenem, nachträglich zu einem Vollgeschoss ausgebauten Giebel. Vor der Fassade zwei abgeschrägte Erker, zwischen denen drei Balkons mit schmiedeeisernen Gittern eingespannt sind. Der Hausflur mit Wandkacheln und Stucklisenengliederung. | 09296451 |
| Direkt Bild zu diesem Denkmal hochladen | Mietshaus in offener Bebauung und in Ecklage | Bernhard-Göring-Straße 159 (Karte)                                                  | 1903–1904 (Mietshaus) | mit Eckladen, Ziegel-Putz-Fassade mit Jugendstil-Stuckdekoration und Rundbogenportal mit reichem Reliefschmuck, bildet Teil der Fassadenfront zum Wiedebachplatz, städtebaulich und baugeschichtlich von Bedeutung Viergeschossiges, 1903–1904 nach den Plänen des auch als Bauherrn zeichnenden Architekten Ernst Franke in Ecklage zur Arno-Nitzsche-Straße errichtetes freistehendes Mietshaus. Durch Erker, eine eigenwillige Ecklösung, Stuckgliederungen und Stuckdekor in Jugendstilformen reich durchgebildeter Ziegelbau. Die Ecke im Erdgeschoss abgefast mit einer die rechtwinklige Eckausbildung von erstem und zweitem Obergeschoss tragenden Konsole, ab dem dritten Obergeschoss ein zurückgesetzter polygonaler Eckturm. Beide Straßenfronten mit dreiachsigen, im dritten Obergeschoss um eine Achse reduzierten Erkern. Der Hausflur mit Wandkacheln und vertikaler Stuckgliederung der Wände. In den Geschossen jeweils zwei Wohnungen, das Erdgeschoss außerdem mit Eckladen. | 09296450 |
| Direkt Bild zu diesem Denkmal hochladen | Mietshaus in ehemals geschlossener Bebauung | Bernhard-Göring-Straße 162 (Karte)                                                  | 1897–1898 (Mietshaus) | mit Laden, gelb-rote Klinkerfassade mit Stuckdekoration, am Wiedebachplatz gelegen, städtebaulich und baugeschichtlich von Bedeutung Ein viergeschossiges 1897–1898 nach Plänen des Architekten Erhardt Kraus für den Tischlermeister Robert Klepzig Mietshaus. Die drei mittleren Achsen leicht risalitartig vorstehend. Das Erdgeschoss mit einer Putznutung. Die Obergeschosse sind ziegelverblendet, die drei mittleren Achsen mit rotem, die seitlichen Achsen mit gelbem Klinker. Die Fensterrahmungen des ersten und des zweiten Obergeschosses weisen reichen Stuckdekor in Formen des Rokoko auf. | 09296448 |
| Direkt Bild zu diesem Denkmal hochladen | Mietshaus in ehemals geschlossener Bebauung und in Ecklage | Bernhard-Göring-Straße 164 (Karte)                                                  | 1894 (Mietshaus) | Klinkerfassade mit Stuckgliederungen, am Wiedebachplatz gelegen, städtebaulich und baugeschichtlich von Bedeutung Das fünfgeschossige Eckgebäude 1894 nach Plänen des Architekten Otto Lehmann für den Bauunternehmer Hermann Schellenberger errichtet. Ein stattlicher, jedoch einfach gestalteter Bau mit abgefaster Ecke, einem ursprünglich mit einer Putznutung versehenen Erdgeschoss und klinkerverkleideten Obergeschossen mit Stuckgliederungen. Im Inneren eine bemerkenswerte dreiläufige Haustreppe. | 09296449 |
| Direkt Bild zu diesem Denkmal hochladen | Mietshaus in ehemals geschlossener Bebauung | Biedermannstraße 14 (Karte)                                                         | 1903 (Mietshaus) | mit Tordurchfahrt, Klinkerfassade mit Erker, baugeschichtlich von Bedeutung 1904 durch den auch als Bauherr zeichnenden Architekten Kurt Bergk errichtet. Bestimmendes Element der viergeschossigen Klinkerfassade der zweiachsige stark vortretende Mittelerker. Das oberste Geschoss, ursprünglich ebenfalls mit Klinkerverkleidung, jetzt glatt verputzt. Seitlich links im Hof ehemals ein Ateliergebäude, das bis 1914 durch den Bildhauer Oskar Hänsler und anschließend bis 1931 durch den Bildhauer und Stuckateur Oswald Domgall genutzt wurde. | 09295953 |
| Direkt Bild zu diesem Denkmal hochladen | Mietshaus in geschlossener Bebauung | Biedermannstraße 16 (Karte)                                                         | 1898 (Mietshaus) | mit Tordurchfahrt, historisierende Putzfassade, baugeschichtlich von Bedeutung 1898 nach Plänen des Maurermeisters Richard Reinhold für den Maurermeister Heinrich Walther errichtet. Die breitgelagerte Fassade des 4-geschossigen Mietshauses durch den wechsel von übergiebelten und gerade geschlossenen Fenstern rhythmisiert, das erste und zweite Obergeschoss durch Gurtgesimse abgesetzt. | 09295952 |
| Direkt Bild zu diesem Denkmal hochladen | Mietshaus in geschlossener Bebauung | Biedermannstraße 18 (Karte)                                                         | 1898–1899 (Mietshaus) | historisierende Klinker-Putz-Fassade, baugeschichtlich von Bedeutung Errichtet 1898–1899 nach Plänen des Architekten Otto Lehmann für den Bauunternehmer Hermann Liersch, der den halbfertigen Rohbau an den Architekten Richard Füssel weiterverkaufte. Einfache viergeschossige ursprünglich vollständig klinkerverkleidete Fassade. Nach einem Brand 1938 Instandsetzung des Erdgeschosses und ersten Obergeschosses 1951, des zweiten und dritten Obergeschosses 1952–1953. | 09295951 |
| Direkt Bild zu diesem Denkmal hochladen | Wohnhaus in halboffener Bebauung | Biedermannstraße 19 (Karte)                                                         | 1864 (Wohnhaus) | Putzfassade mit Sandsteingliederung und Zwerchhaus im Dach, baugeschichtlich von Bedeutung, Straßenfront hat auch städtebauliche Wirkung als point de vue der auf sie zuführenden Herderstraße Um 1865 möglicherweise wie das ähnlich gestaltete Nachbarhaus Nummer 21 durch den Zimmermeister G. H. Müller errichtetes zweigeschossiges Wohnhaus. Die Putzfassade mit Sandsteingliederung, die beiden mittleren Achsen bis in den Dachbereich massiv mit Dreiecksgiebel. Die Fassaden im Nachhinein durch Neuverputzung verändert. Die Straßenfront mit dem Dreiecksgiebel hat städtebauliche Wirkung als point de vue der auf sie zuführenden Herderstraße. | 09296777 |
| Direkt Bild zu diesem Denkmal hochladen | Mietshaus in ehemals geschlossener Bebauung, mit Werkstattgebäude im Hof und Vorgarten | Biedermannstraße 20 (Karte)                                                         | 1898 (Mietshaus), 1898 (Nebengelass) | Vorderhaus mit Tordurchfahrt, Putzfassade mit Stuckgliederung, baugeschichtlich von Bedeutung 1898 durch den Maurermeister Heinrich Walther errichtetes Mietshaus. Breitgelagerte viergeschossige Putzfassade mit Löwenköpfen über den Erdgeschossfenstern. Die Tordurchfahrt mit Stuckdecke. Seitlich links im Hof ein zweigeschossiges, 1925 als Tischlerei genutztes Werkstattgebäude. LfD/1993/1998 | 09295950 |
|                                         | Mietshaus in halboffener Bebauung in Ecklage | Biedermannstraße 24 (Karte)                                                         | 1896–1897 (Mietshaus) | Eckbetonung durch Abschrägung und turmartigen Dachaufsatz, Klinker-Putz-Fassade, ehemals Eckladen, baugeschichtlich von Bedeutung 1896 zusammen mit dem Nachbarhaus Biedermannstraße 10 nach Plänen des Architekten Gustav Gehler errichtet, während seine Frau Marie als Bauherrin zeichnet. Nachfolgebau eines bereits 1882 vorhandenen traufständigen Wohnhauses. Dreigeschossiges markantes Eckgebäude mit Klinkerfassade, steiler Dachaufbau über der abgefasten Ecke. An der Eckachse ursprünglich zwei Balkons mit Balusterbrüstungen. Im Erdgeschoss bis 1913 die Druckerei der Verlagsbuchhandlung Fritz Tiefenbach. | 09295949 |
| Direkt Bild zu diesem Denkmal hochladen | Fassaden eines Mietshauses in halboffener Bebauung | Biedermannstraße 30 (Karte)                                                         | 1906 (Fassade) | Klinker-Putz-Fassade straßenseitig, unmittelbar neben dem Herderplatz gelegener Mietshausbau mit straßenraumakzentuierender Fassade, baugeschichtlich und ortsteilentwicklungsgeschichtlich bedeutsam Auf dem Grundstück eines 1881 bereits vorhandenen Wohnhauses 1906 nach Plänen des Architekten F. Otto Gerstenberger für den Getreidehändler Louis Jacob erbautes Mietshaus. Klinkerfassade mit zurückhaltender geometrisierender Jugendstilornamentik. Im Zuge der Gesamtsanierung Rettung des Gebäudes, jedoch Einbau eines neuen Treppenhauses, keine originale Ausstattung mehr. LfD/1993-1997, 2013 | 09295948 |
|                                         | Mietshaus in geschlossener Bebauung | Biedermannstraße 49 (Karte)                                                         | 1904 (Mietshaus) | Klinkerfassade mit Stuckdekoration, mit breitem Mittelerker, baugeschichtlich von Bedeutung 1904 nach Plänen des Architekten Hugo Grasemann für den Sekretär Karl Döring errichtetes viergeschossiges Mietshaus. Breitgelagerte Klinkerfassade mit breitem, die geschlossene Straßenfront beherrschendem Mittelerker. Im Erdgeschoss zwei, in den Obergeschossen jeweils drei Wohnungen. Der Garageneinbau in der Souterrainzone von 1927. | 09296374 |
|                                         | Mietshaus in geschlossener Bebauung | Biedermannstraße 51 (Karte)                                                         | 1904 (Mietshaus) | Klinker-Putz-Fassade, baugeschichtlich von Bedeutung Nach Plänen von Garnison-Bauinspektor Georg Lubowski 1904 für den Faktor Richard Bierbrauer errichtetes viergeschossiges Mietshaus. Die Klinkerfassade mit einfachen Stuckgliederungen, das Erdgeschoss verputzt und mit Nutung. In der Mittelachse der Eingang mit rundbogigem Portal. In den Geschossen jeweils zwei Wohnungen. | 09295935 |
|                                         | Mietshaus in geschlossener Bebauung in Ecklage | Biedermannstraße 55 (Karte)                                                         | 1904–1905 (Mietshaus) | Putzfassade mit geometrischer Dekoration in Jugendstilformen, baugeschichtlich von Bedeutung Nach Plänen des Architekten Max Todt 1904–1905 für den Maurerpolier und Bauunternehmer Karl Geißler erbautes viergeschossiges Mietshaus in abgefaster Ecklage zur Ecksteinstraße. Die Putzfassaden mit horizontaler Streifung, am Eingang und an den Brüstungsfeldern der Fenster Stuckdekor in Jugendstilformen, dabei das Portal von zwei Baumstämmen mit Blättern und Blüten umgeben. Das Hauptgesims wird an der Abfasung von zwei Masken gestützt. In den Geschossen jeweils drei Wohnungen. | 09296375 |
|                                         | Mietshaus in geschlossener Bebauung | Biedermannstraße 57 (Karte)                                                         | 1904 (Mietshaus) | Putzfassade mit geometrischer Dekoration, Kamm-, Spritz- und Glattputz, Anklänge an den Jugendstil, baugeschichtlich von Bedeutung Nummer 57, 59, 61 und 63: Vier viergeschossige Mietshäuser, die 1904 nach Plänen des Garnison-Bauinspektors Georg Lubowski auf einem im Vorjahr für den Grundstücksmakler Albert Hoffmann parzellierten Areal errichtet wurden. Im Typus gleich als neun- und zehnachsige Bauten mit mittig angeordneten Hausfluren und dreispänniger Grundrissaufteilung der Obergeschosse, variieren die Häuser, bedingt durch den jeweiligen Käufer vor Baubeginn, in der Gestaltung ihrer Fassaden: Nummer 57 als Putzbau mit in verschiedenartigen Putzarten und Stuckdekorationen gestalteter Jugendstilfassade für die Bauunternehmergattin Clara Gödicke, Nummer 59 als Putzbau für William Haase mit einem strenger gegliederten Fassadenentwurf in Jugendstilformen des Architekten Alwin Hädrich, Nummer 61 als konventioneller Klinkerbau für die Bauunternehmergattin Anna Wallenberger, Nummer 63 schließlich als schlichter Putzbau mit Stuckgliederungen für die Maurer Karl und Richard Börner. Nummer 61 1994 unter Entfernung der Klinkerverblendung entstellend verputzt. | 09296376 |
| Direkt Bild zu diesem Denkmal hochladen | Mietshaus in geschlossener Bebauung | Biedermannstraße 58 (Karte)                                                         | 1876 (Mietshaus) | Putzfassade, Treppenhausfenster mit geätzter Verglasung, baugeschichtlich von Bedeutung Auf dem Grundstück von Bäckermeister Friedrich Johann Heisinger sollte 1866 das eingeschossige und für den Leipziger Vorort Connewitz typische Handwerkerhaus abgebrochen und durch einen dreigeschossigen Wohnhausneubau ersetzt werden. Vorgesehen waren eine Bäckerei im Parterre mit angeschlossener Wohnung und Laden nebst straßenseitigem Zugang, wohingegen der Hauseingang vom Hof erfolgen sollte. Die Planungen von Maurermeister Karl Steitmann kamen nicht zur Ausführung und stattdessen wurde 1867 ein Bäckereieinbau in das kleine verputzte Wohnhaus vorgenommen. Im Februar 1876 beabsichtigte Korbmachermeister Friedrich Carl Beyer (auch: Carl Friedrich Beyer) einen über die gesamte Grundstücksbreite reichenden Mietshausbau unter der Begründung, „da mein Haus baufällig geworden“ ist. Wilhelm Knittel aus Connewitz lieferte die Pläne für den im gleichen Jahr vollendeten Zweispänner mit ausgebautem Mansardgeschoss. Das über Bruchsteinsockel verputzte Gebäude zeigt als Bindeglied den baulichen Werdegang der Ortsteilentwicklung von den frühen Handwerkerhäusern (erhalten Nummer 62) zu den wirkungsvollen Mietshausfassaden aus Historismus und Jugendstil auf der gegenüber liegenden Straßenseite, baugeschichtlich bedeutsam. LfD/2012 | 09299241 |
|                                         | Mietshaus in geschlossener Bebauung | Biedermannstraße 59 (Karte)                                                         | 1904–1905 (Mietshaus) | Putzfassade mit geometrischer Putzdekoration, stilistisch zwischen Historismus und Jugendstil, baugeschichtlich von Bedeutung Nummer 57, 59, 61 und 63: Vier viergeschossige Mietshäuser, die 1904 nach Plänen des Garnison-Bauinspektors Georg Lubowski auf einem im Vorjahr für den Grundstücksmakler Albert Hoffmann parzellierten Areal errichtet wurden. Im Typus gleich als neun- und zehnachsige Bauten mit mittig angeordneten Hausfluren und dreispänniger Grundrissaufteilung der Obergeschosse, variieren die Häuser, bedingt durch den jeweiligen Käufer vor Baubeginn, in der Gestaltung ihrer Fassaden: Nummer 57 als Putzbau mit in verschiedenartigen Putzarten und Stuckdekorationen gestalteter Jugendstilfassade für die Bauunternehmergattin Clara Gödicke, Nummer 59 als Putzbau für William Haase mit einem strenger gegliederten Fassadenentwurf in Jugendstilformen des Architekten Alwin Hädrich, Nummer 61 als konventioneller Klinkerbau für die Bauunternehmergattin Anna Wallenberger, Nummer 63 schließlich als schlichter Putzbau mit Stuckgliederungen für die Maurer Karl und Richard Börner. Nummer 61 1994 unter Entfernung der Klinkerverblendung entstellend verputzt. | 09296371 |
|                                         | Mietshaus in geschlossener Bebauung | Biedermannstraße 61 (Karte)                                                         | 1904 (Mietshaus) | ehemals Klinkerfassade mit Stuckdekoration (heute verputzt), historisierende Fassade, baugeschichtlich von Bedeutung Nummer 57, 59, 61 und 63: Vier viergeschossige Mietshäuser, die 1904 nach Plänen des Garnison-Bauinspektors Georg Lubowski auf einem im Vorjahr für den Grundstücksmakler Albert Hoffmann parzellierten Areal errichtet wurden. Im Typus gleich als neun- und zehnachsige Bauten mit mittig angeordneten Hausfluren und dreispänniger Grundrissaufteilung der Obergeschosse, variieren die Häuser, bedingt durch den jeweiligen Käufer vor Baubeginn, in der Gestaltung ihrer Fassaden: Nummer 57 als Putzbau mit in verschiedenartigen Putzarten und Stuckdekorationen gestalteter Jugendstilfassade für die Bauunternehmergattin Clara Gödicke, Nummer 59 als Putzbau für William Haase mit einem strenger gegliederten Fassadenentwurf in Jugendstilformen des Architekten Alwin Hädrich, Nummer 61 als konventioneller Klinkerbau für die Bauunternehmergattin Anna Wallenberger, Nummer 63 schließlich als schlichter Putzbau mit Stuckgliederungen für die Maurer Karl und Richard Börner. Nummer 61 1994 unter Entfernung der Klinkerverblendung entstellend verputzt. | 09296372 |
|                                         | Wohnhaus in offener Bebauung, mit Einfriedung | Biedermannstraße 62 (Karte)                                                         | um 1860 (Wohnhaus) | eingeschossiger Bau mit Putzfassade, eines der spätesten Bauernhäuser in Connewitz; baugeschichtlich und ortsentwicklungsgeschichtlich von Bedeutung Um 1860 errichtetes traufständiges Bauernhaus, verputzter Ziegelbau mit Krüppelwalmdach und Dachhäusern, als Einfriedung ein Holzlattenzaun | 09295936 |
|                                         | Mietshaus in geschlossener Bebauung | Biedermannstraße 63 (Karte)                                                         | 1904 (Mietshaus) | historisierende Putzfassade mit Stuckdekoration, baugeschichtlich von Bedeutung Nummer 57, 59, 61 und 63: Vier viergeschossige Mietshäuser, die 1904 nach Plänen des Garnison-Bauinspektors Georg Lubowski auf einem im Vorjahr für den Grundstücksmakler Albert Hoffmann parzellierten Areal errichtet wurden. Im Typus gleich als neun- und zehnachsige Bauten mit mittig angeordneten Hausfluren und dreispänniger Grundrissaufteilung der Obergeschosse, variieren die Häuser, bedingt durch den jeweiligen Käufer vor Baubeginn, in der Gestaltung ihrer Fassaden: Nummer 57 als Putzbau mit in verschiedenartigen Putzarten und Stuckdekorationen gestalteter Jugendstilfassade für die Bauunternehmergattin Clara Gödicke, Nummer 59 als Putzbau für William Haase mit einem strenger gegliederten Fassadenentwurf in Jugendstilformen des Architekten Alwin Hädrich, Nummer 61 als konventioneller Klinkerbau für die Bauunternehmergattin Anna Wallenberger, Nummer 63 schließlich als schlichter Putzbau mit Stuckgliederungen für die Maurer Karl und Richard Börner. Nummer 61 1994 unter Entfernung der Klinkerverblendung entstellend verputzt. | 09296373 |
|                                         | Mietshaus in geschlossener Bebauung | Biedermannstraße 68 (Karte)                                                         | 1907 (Mietshaus) | zeittypische Putzfassade, baugeschichtlich von Bedeutung 1907 nach Plänen des Architekten Hugo Grasemann für den Maurermeister Louis Regel erbautes viergeschossiges Mietshaus. Putzfassade auf hohem Souterrain mit Nutung, Stuckgliederungen und zurückhaltendem Stuckdekor. Die Obergeschosse an der Rücklage zwischen den beiden leicht vorstehenden Seitenrisaliten mit vertikaler Gliederung. Der Hausflur mit Stuckdekorationen und Windfangtür, in den Geschossen jeweils zwei Wohnungen. | 09295937 |
|                                         | Mietshaus in geschlossener Bebauung | Biedermannstraße 70 (Karte)                                                         | 1908 (Mietshaus) | historisierende Putzfassade, baugeschichtlich von Bedeutung Viergeschossiges, 1908 nach Plänen des Architekten Ludwig Paul für den Modelltischler Oswald Ferdinand Hündorf erbautes Mietshaus. Putzbau mit Stuckgliederungen, das Erdgeschoss genutet. Die Fassade mit vereinfachender Neuverputzung. Der Hausflur enthält Ornamentfliesen und Stuckdecke, in den Geschossen jeweils zwei Wohnungen. | 09295938 |
|                                         | Mietshaus in geschlossener Bebauung | Biedermannstraße 72 (Karte)                                                         | 1907 (Mietshaus) | Klinker-Putz-Fassade, baugeschichtlich von Bedeutung Nach Plänen des Architekten Hugo Grasemann 1907 für die Grundstücksbesitzerin Julie Kunstmann erbautes viergeschossiges Mietshaus. Über einem hohen Souterrain mit Putznutung und bossierten Kanten ein ebenfalls mit einer Putznutung versehenes Erdgeschoss. Darüber die klinkerverkleideten Obergeschosse mit Stuckgliederungen und gerauten Putzfeldern unterhalb der Sohlbänke. Die Obergeschosse mit jeweils zwei Wohnungen. 1924 Umwandlung der Tordurchfahrt zu einem Hausflur durch Einbau eines Wohnraumes im hinteren Teil. Dabei Einfügung einer bemerkenswerten Haustür in geschwungenen, sich an den Jugendstil anlehnenden Formen. | 09295939 |
|                                         | Mietshaus in halboffener Bebauung | Biedermannstraße 74 (Karte)                                                         | 1910–1911 (Mietshaus) | breitgelagerte Putzfassade, Reformstil-Architektur, baugeschichtlich von Bedeutung 1910–1911 anstelle einer Hofstelle aus den 1830er Jahren nach Plänen des auch als Bauherr zeichnenden Architekten Ludwig Paul errichtetes viergeschossiges Mietshaus. Die mit elf Achsen breitgelagerte Putzfassade durch leicht vorstehende, mit einer Nutung versehenen Seitenrisalite sowie die nur in den Obergeschossen vortretende Mittelachse vertikal untergliedert. Das Erdgeschoss ebenfalls mit Nutung, der Hausflur mit Wandkacheln und kassettiertem Tonnengewölbe. In den Geschossen jeweils zwei Wohnungen. | 09295940 |
|                                         | Wohnhaus in offener Bebauung | Biedermannstraße 80 (Karte)                                                         | Mitte 19. Jh. (Bauernhaus) | zur Straße giebelständiger eingeschossiger Putzbau mit Satteldach, baugeschichtlich bemerkenswertes Gebäude als Bestandteil der alten Ortsbebauung Giebelständiges, eingeschossiges Bauernhaus aus der Mitte des 19. Jahrhunderts mit späterem Dachausbau. Verputzter Ziegelbau mit Satteldach. An die hintere Giebelseite anschließend ein Stallgebäude (abgebrochen 2013), Sanierung 2014–2015. LfD/2014 | 09295941 |
| Direkt Bild zu diesem Denkmal hochladen | Mietshaus in geschlossener Bebauung | Biedermannstraße 81 (Karte)                                                         | 1929–1930 (Mietshaus) | zeittypische Putz-Klinker-Fassade, hoher Klinkersockel mit Garagen, Hauseingang mit profilierter Klinkerrahmung, zwei Erker mit breitem profiliertem Klinkerband, Treppengiebel, baugeschichtlich von Bedeutung Dreigeschossiges Mietshaus, das 1929–1930 nach Plänen des Architekten Arthur Seifert für den Schlossermeister Richard Rauber errichtet wurde. Putzfassade mit hohem Ziegelsockel und zwei Erkern, die eine breite profilierte Ziegelbänderung aufweisen. Die beiden rechten Achsen sind bis in den Dachbereich massiv mit abgestuftem Giebel, links davon ein späterer Dachausbau. In der Sockelzone der Hausflur und drei Garagen, die Geschosse wie auch das Dachgeschoss mit jeweils zwei Wohnungen. In seinen kubischen Formen und der Materialgerechtigkeit der Ziegelflächen im Wechsel mit einem Edelputz ein charakteristischer Wohnbau der späten 1920er Jahre. | 09296370 |
|                                         | Doppelmietshaus in geschlossener Bebauung, mit Waschhaus im Hof von Nr. 85 | Biedermannstraße 83; 85 (Karte)                                                     | 1912 (Doppelmietshaus) | mit Tordurchfahrt, Putzfassade, barockisierende Reformstil-Architektur, baugeschichtlich von Bedeutung Dreigeschossiges, nach Plänen des Architekten und Baumeisters Willy Schmidt für den Fleischermeister Oswald Walther erbautes Doppelmietshaus. Die Putzfassade mit einer hohen genuteten Sockelzone, die Horizontalgliederungen und Traufen aufgrund des Anstiegs der Biedermannstraße nicht über beide Doppelhaushälften durchlaufend, sondern gegenseitig versetzt. Die drei aneinanderstoßenden Achsen jeder Hälfte bis in den Dachbereich massiv und von hohem markantem Dreiecksgiebel auf geschweiftem Unterbau bekrönt, im Bereich der Obergeschosse mit Putzeinrahmungen und kleinen Antragsarbeiten. Die beiden Eingänge als Portale in barockisierenden Formen ausgestaltet, seitlich pro Hälfte eine Garageneinfahrt. In den Geschossen in jeder Doppelhaushälfte jeweils zwei Wohnungen. | 09296734 |
| Weitere Bilder                          | Krankenhausgebäude mit Terrassen | Biedermannstraße 84 (Karte)                                                         | 1930–1931 (Krankenhausanlage), 1931 (Wandbild) | zweihüftige Dreiflügelanlage im Horizontaltypus, Putzfassade mit Ziegelgliederung, im Treppenhaus Keramik-Schmuckwand, Ensemble mit benachbarter Bonifatiuskirche samt dazugehöriger Gartenanlage, Anklänge an den Stil der Moderne, baugeschichtlich und ortsgeschichtlich von Bedeutung St. Elisabeth-Krankenhaus, erbaut 1930–1931 im Auftrag des Katholischen Kirchenlehen St. Trinitatis nach Plänen des Architekten Paul Fischer aus Halle auf dem rückwärtigen Teil eines ursprünglich zur Sommervilla Prinz-Eugen-Straße 21 gehörenden Gartengeländes. Wegen Differenzen zwischen Architekt und Chefarzt übernahm nach Fertigstellung des Rohbaus der frühere Leipziger Stadtbaurat Hubert Ritter die Bauleitung, der an den Plänen Fischers nur geringfügige Änderungen bezüglich der Innenaufteilung des Dachgeschosses vornahm. Zweigeschossiger, mit dem Rundbau der benachbarten Bonifatiuskirche ein Ensemble bildender Dreiflügelbau. Durch die ihrerseits wiederum dreiflügelig angelegten Seitenflügel wird die langgestreckte, nach Norden weisende Hauptfront von flankierenden Vorbauten untergliedert. Die Fassade mit aufgerautem Kratzputz, sog. Münchner historischem Rauputz, der in Entsprechung zur Bonifatiuskirche wohl unter dem Einfluss des dort tätigen Architekten Theo Burlage angebracht wurde. Die durch Klinkerverblendungen zusammengefassten Fensterbänder setzen sich von diesen Putzflächen ebenso ab wie der umlaufende Klinkersockel. An den Fronten der Seitenflügel Geschosse und Dachgeschoss mit Liegeterrassen, die durch Treppenhausrisalite in zwei Abschnitte unterteilt werden. Das steile, über der Traufe leicht geknickte Walmdach mit flach abschließenden Dachhäusern und massiven Dachausbauten über den Mittelabschnitten der Gebäudefronten. Durch die zweihüftige Innenaufteilung mit Mittelkorridor wie auch aufgrund der breiten Lagerung des Baukörpers lässt sich das Gebäude dem horizontalen Krankenhaustypus zuordnen, bei dem Untersuchung, Behandlung und Pflege auf der gleichen Ebene angesiedelt sind. Die beiden Geschosse enthalten daher jeweils vier Stationen mit den zugehörigen Behandlungszimmern, Laboratorien und Operationssälen, während die Versorgungsräume wie Wäscherei, Küche, Bäckerei, Apotheke und chirurgische Werkstatt im Souterrain und die Schwesternzimmer neben weiteren Krankenzimmern und Lagerräumen im Dachgeschoss untergebracht sind. Im Eingangsbereich eine durch den Künstler Alfred Burges gestaltete Keramikschmuckwand mit Szenen aus dem Leben der heiligen Elisabeth. Vor der Hauptfassade die als weiträumige abgemauerte Terrasse gestaltete Auffahrt mit einer großen ovalen Rabatte. Westlich angrenzend ein zugehöriges Parkgelände mit altem Baumbestand. An der Biedermannstraße ein Pförtnerhäuschen mit eingeknicktem Zeltdach, 1934 nach Plänen von Hubert Ritter. | 09296484 |
| Weitere Bilder                          | Kath. Pfarrkirche (mit Ausstattung) | Biedermannstraße 86 (Karte)                                                         | 1929–1930 (Kirche); 1935 (Orgel) | errichtet als Kriegergedächtniskirche des Verbandes Katholischer Kaufmännischer Vereinigungen Deutschlands, ein Zentralbau, Eingangsfront mit großer Rosette und dreigeteiltem Portal, der Turm auf quadratischem Grundriss seitlich des Chores, Putzfassade mit Ziegelgliederung, originale Innenausstattung unter anderem mit Glasfenstern, überlebensgroßem Kruzifix, Taufbecken und ziegelgemauerten Durchgängen zu Gedächtniskapelle und Taufkapelle mit Terrakottafiguren, Architekt: Theo Burlage, kunstgeschichtlich, baugeschichtlich und ortsgeschichtlich von Bedeutung Kaufmanns-Gedächtniskirche St. Bonifatius. Römisch-Katholische Pfarrkirche für den Leipziger Süden, errichtet nach einem Beschluss des Verbandes Katholischer Kaufmännischer Vereinigungen Deutschlands (KKV) von 1924, in Leipzig eine zentrale Gedächtniskirche für die 1500 im Ersten Weltkrieg gefallenen katholischen Kaufleute zu errichten. Bereits 1903 hatten sich die Katholiken im Leipziger Süden zu einer Hubertus-Konferenz mit dem Ziel, eine Pfarrkirche zu bauen, zusammengeschlossen. 1926 erwarb der KKV das Villengrundstück Prinz-Eugen-Straße 21, dessen weiträumigen Gartengelände ausreichenden Bauplatz bot. Aus den auf den 1928 ausgeschriebenen Wettbewerb eingegangen 240 Entwürfen entschied sich der KKV für den drittplatzierten Beitrag, den Entwurf „Zwei Opfer“ des Osnabrücker Architekten Theo Burlage. Die Ausführung erfolgte in den Jahren 1929–1930. 1932 kam eine Einfriedung zur Biedermannstraße hinzu, 1968–1969 wurde eine Umgestaltung des Altarbereiches und der Gedächtniskapelle vorgenommen. Der ausgeführte, den Opfertod Christi in Beziehung zu dem Opfertod der gefallenen Kaufleute setzende Entwurf Burlages als ein mit der Dreiflügelanlage des 1931 eingeweihten St. Elisabeth-Krankenhauses ein Ensemble bildender Rundbau mit Eingangsportikus und angefügtem Turm. Der aus Ziegeln errichtete Baukörper mit „Münchner historischem Rauputz“, einem für die 1920er Jahre charakteristischen rauen Kratzputz, sparsamer Klinkerverblendung an Portalen und Fenstern sowie Gesimsen in Ziegelrohbau. Das Dach als freitragende Stahlbinderkonstruktion, die Innenkuppel aus Rabitz. Um den runden Hauptraum ist ringförmig eine niedrigere Raumlage geführt, die hinter dem Altarbereich Sakristei und Paramentenkammer sowie seitlich Kapellen enthält. An der zur Biedermannstraße gerichteten Hauptfront ist der Ring bis zur Firsthöhe als ein Portikus mit drei Rundportalen und einem großen, vier Meter im Durchmesser betragenden Rundfenster hochgeführt. In dem Portikus eine Vorhalle, darüber die Orgelempore. Links vom Altarbereich in den Ring einschneidend und durch dessen Krümmung in reizvoller Schrägstellung zu dem Portikus positioniert der ca. 27,5 Meter hohe kantige Turm, dessen Erdgeschoss die Gedächtniskapelle für die gefallenen Kaufleute enthält. Die Verbindung zwischen Altarzone und Kapelle, den beiden die zwei Opfer thematisierenden Raumbereichen, stellt ein von zwölf Meter hohen Klinkerpfeilern unterteilter Durchgang dar. An den Pfeilern auf Konsolbändern zwölf durch die Frankfurter Künstler Alfred Burges und Wolfdietrich Stein geschaffene Terrakottafiguren mit Bezug auf die Opferthematik: in der unteren Zone die alttestamentlichen Vorbilder des eucharistischen Opfers, darüber vier altkirchliche Märtyrer, in der obersten Zone vier mittelalterliche und neuzeitliche Heilige. In der Gedächtniskapelle ursprünglich eine große Liegefigur des Toten Kriegers, die 1967/1968 unter den Fußboden abgesenkt wurde. Die Taufkapelle seitlich rechts des Altarbereiches in dem umgebenden Ring gelegen mit ebenfalls durch Klinkerstützen untergliedertem Zugang vom Hauptraum aus. Über diesen von denselben Künstlern vier Terrakottafiguren der Evangelisten. Von der ursprünglichen Farbverglasung nur noch das große, den heiligen Bonifatius zeigende Rundfenster nach Entwürfen von Theo Maria Landmann im Portikus. Hochaltar, Marienaltar und der nicht erhaltene Bonifatiusaltar mit Klinkerstipen und Sandsteinmensen, von dem Bonifatiusaltar ist eine Terrakottafigur des Heiligen vorhanden. Hinter dem bei der Umgestaltung vorgezogenen Hochaltar an der Wand ein ca. 6,5 Meter großes holzgeschnitztes Kruzifix. Der 1967/1968 in die Gedächtniskapelle versetzte Tabernakel aus Messing mit neugestalteter Klinkerumrahmung. In der Taufkapelle der Taufstein als ein aus Klinker gemauerter Würfel auf quadratischem Pament. Die 1935 eingebaute Orgel der Firma Jehmlich war kurz nach dem Ersten Weltkrieg für die Dresdner Andreaskirche geschaffen worden. Datierung 1929–1930 (Kirche), 1930 (Josephsglocke) | 09296485 |
| Direkt Bild zu diesem Denkmal hochladen | Mietshaus in geschlossener Bebauung | Biedermannstraße 87 (Karte)                                                         | 1912 (Mietshaus) | Putzbau mit hohem Ziegelsockel, Reformstil-Architektur, baugeschichtlich von Bedeutung Dreigeschossiges, 1912 nach Plänen des Baumeisters Arthur Wilke für Anna Köhler errichtetes Mietshaus. Putzfassade mit hohem Ziegelsockel, die beiden mittleren Achsen bis in den Dachbereich massiv mit Dreiecksgiebel. In den Geschossen jeweils eine Wohnung. Rückseitig Küchenaustritte. | 09296789 |
|                                         | Mietshaus in geschlossener Bebauung | Biedermannstraße 89 (Karte)                                                         | 1912–1913 (Mietshaus) | Putzfassade, Reformstil-Architektur, baugeschichtlich von Bedeutung Nach Plänen des Architekten Karl Voigt 1912–1913 für den Maurermeister Oscar Hochmuth erbautes dreigeschossiges Mietshaus. Putzbau mit leicht in den Obergeschossen vorstehender mittlerer Partie und erhöhten von einem Dreiecksgiebel bekrönten Seitenachsen. Ehemals ziegelverblendete Sockelzone. Der Hausflur mit Stuckdekor und Stuckdecke. In den Geschossen jeweils zwei Wohnungen. Rückseitig Küchenaustritte. | 09296018 |
|                                         | Mietshaus in geschlossener Bebauung und Waschhaus im linken Seitengebäude | Biedermannstraße 93 (Karte)                                                         | 1888 (Mietshaus) | Mietshaus mit Hausdurchgang, historistische Putzfassade, eines der ersten Gebäude städtischen Charakters im Dorf Connewitz, ortsentwicklungsgeschichtlich und baugeschichtlich von Bedeutung 1888 durch den auch als Bauherrn verantwortlich zeichnenden Zimmermann Wilhelm Schade erbautes dreigeschossiges Mietshaus, eines der ersten Gebäude städtischen Charakters in dem noch überwiegend von Hofstellen bestandenen südlichen Abschnitt der Biedermannstraße. Die Putzfassade mit Stuckgliederungen, das Erdgeschoss genutet. Die Fassade ursprünglich mit eine Uhr enthaltendem Giebelaufsatz geplant. Über der Tordurchfahrt eine Frauenmaske, die Durchfahrt selbst mit Holzpaneelen. In den Geschossen jeweils zwei Wohnungen. Der Hof mit Waschhaus als linkem Seitengebäude. | 09296017 |
|                                         | Mietshaus in geschlossener Bebauung | Biedermannstraße 95 (Karte)                                                         | 1937–1938 (Mietshaus) | Putzfassade, ehemals mit Klinkergliederung, Anklänge an den Stil der Moderne, baugeschichtlich von Bedeutung Anstelle eines zweigeschossigen Wohnhauses von 1894 errichtete der auch als Bauherr zeichnende Baumeister Erich Boragk, Bauanwalt am Universitäts-Neubauamt in Königsberg, 1937–1938 das dreigeschossige Mietshaus. Der kubische Baukörper mit hohem Ziegelsockel, aus tiefen Loggien vortretenden ziegelverblendeten Balkonen und massivem mittlerem Dachausbau. Die ungewöhnliche und originelle Innenaufteilung mit zwei halbrunden, von einem zentralen Zugang im Sockelbereich erschlossenen und in Lichtschächten untergebrachten Treppenhäusern, um die sich in jedem Geschoss vier Wohnungen gruppieren. Die durch den Wechsel von Ziegel- und Putzflächen zeittypische und auf den gegenüberliegenden Bau des St. Elisabeth-Krankenhauses bezugnehmende Fassadengestaltung 1992/1993 durch völlige Überputzung verändert. | 09296019 |
|                                         | Wohnhaus | Biedermannstraße 105 (Karte)                                                        | um 1860 (Wohnhaus) | alte Ortslage Connewitz, zweigeschossiger Putzbau mit Krüppelwalmdach, eines der letzten Beispiele der ehemaligen dörflichen Bebauung in Connewitz, baugeschichtlich von Bedeutung Um 1860 errichtetes Wohnhaus, das trotz seiner geringen Größe ursprünglich vier Wohnungen enthielt. In Kubatur, Dachform, Fensterzuschnitt und Fensterformen vermittelt es einen guten Eindruck eines Arbeiterwohnhauses aus der Frühzeit der Industrialisierung. | 09296016 |
|                                         | Mietshaus in halboffener Bebauung | Biedermannstraße 107 (Karte)                                                        | 1901–1902 (Mietshaus) | historisierende Klinkerfassade, baugeschichtlich von Bedeutung Nummer 107 und 109: Zwei 1901–1902 zusammen mit der angrenzenden Bebauung Probstheidaer Straße 7-11 nach Plänen des Architekten Heinrich Lindemann für den Tischlermeister Robert Klepzig errichtete dreigeschossige Mietshäuser. Nummer 107 als schmaler Klinkerbau mit bossiertem Sockel, farbig abgesetztem Dekor durch Klinkerverblender und seitlichen Loggien. Nummer 109 als abgefaster Eckbau mit verputztem und genutetem Erdgeschoss sowie klinkerverkleideten Obergeschossen, die Stuckgliederungen und vertikale Putzstreifen aufweisen. Die Eingänge beider Häuser portalartig ausgebildet mit flankierenden Pilastern und Dreiecksgiebeln. In Nummer 107 pro Geschoss eine Wohnung, in Nummer 109 das Erdgeschoss ursprünglich mit Eckladen, die Obergeschosse mit jeweils drei Wohnungen. | 09296015 |
|                                         | Mietshaus in geschlossener Bebauung in Ecklage | Biedermannstraße 109 (Karte)                                                        | 1901–1902 (Mietshaus) | mit Laden ehemals auch mit Eckladen, Klinkerfassade, im Erdgeschoss Putznutung, baugeschichtlich von Bedeutung Nummer 107 und 109: Zwei 1901–1902 zusammen mit der angrenzenden Bebauung Probstheidaer Straße 7-11 nach Plänen des Architekten Heinrich Lindemann für den Tischlermeister Robert Klepzig errichtete dreigeschossige Mietshäuser. Nummer 107 als schmaler Klinkerbau mit bossiertem Sockel, farbig abgesetztem Dekor durch Klinkerverblender und seitlichen Loggien. Nummer 109 als abgefaster Eckbau mit verputztem und genutetem Erdgeschoss sowie klinkerverkleideten Obergeschossen, die Stuckgliederungen und vertikale Putzstreifen aufweisen. Die Eingänge beider Häuser portalartig ausgebildet mit flankierenden Pilastern und Dreiecksgiebeln. In Nummer 107 pro Geschoss eine Wohnung, in Nummer 109 das Erdgeschoss ursprünglich mit Eckladen, die Obergeschosse mit jeweils drei Wohnungen. | 09296369 |
| Direkt Bild zu diesem Denkmal hochladen | Platzanlage | Bornaische Straße - (Karte)                                                         | um 1895 (Platz) | kleine Grünanlage zwischen Wiedebachstraße, Bernhard-Göring-Straße und Bornaische Straße, ortsentwicklungsgeschichtlich und stadtgrüngeschichtlich von Bedeutung | 09299147 |
| Direkt Bild zu diesem Denkmal hochladen | Mietshaus in ehemals geschlossener Bebauung | Bornaische Straße 1 (Karte)                                                         | 1896 (Mietshaus) | mit Tordurchfahrt und Laden, Klinkerfassade mit Stuckgliederungen, baugeschichtlich von Bedeutung Viergeschossiges, 1896 nach Plänen des Architekten Otto Lehmann für den Bauunternehmer Hermann Schellenberger errichtetes Mietshaus. Das Erdgeschoss verputzt und ehemals genutet, die Obergeschosse klinkerverkleidet mit Stuckgliederungen. Rechts ein zweiachsiger Seitenrisalit mit gequaderten Kanten, der im Dachbereich von einem Neorenaissancegiebel bekrönt wird. Im Erdgeschoss Laden und eine Wohnung, in den Obergeschossen jeweils zwei Wohnungen. | 09296345 |
| Direkt Bild zu diesem Denkmal hochladen | Mietshaus in ehemals geschlossener Bebauung | Bornaische Straße 3a (Karte)                                                        | bezeichnet 1911 (Mietshaus) | mit Ladenzone, Putzfassade mit zwei Erkern, Reformstil-Architektur, baugeschichtlich von Bedeutung 1911 durch den Bauunternehmer Karl Wolny errichtetes dreigeschossiges Wohn- und Geschäftshaus mit Putzfassade und zwei abgeschrägten Erkern. Unter den Sohlbänken der mittleren Fensterachsen kleine Flachreliefs als Antragsarbeiten, als Abschluss der Fassade ein gekehltes Kranzgesims. In den Obergeschossen befinden sich jeweils zwei großzügige Wohnungen mit Bad. Für ein während des Krieges teilzerstörtes und 1946 wiederaufgebautes zweigeschossiges Werkstattgebäude ist 1919 eine Nutzung durch die Werkzeugfabrik F. F. Schulze und Co. OHG belegt. | 09296344 |
| Direkt Bild zu diesem Denkmal hochladen | Mietshaus in geschlossener Bebauung | Bornaische Straße 3c (Karte)                                                        | 1911–1912 (Mietshaus) | mit Ladenzone, Putzfassade mit zwei Erkern, im Hof ehemals das Kino »Centraltheater«, Reformstil-Architektur, baugeschichtlich von Bedeutung Das viergeschossige Wohn- und Geschäftshaus wurde 1911–1912 nach Plänen des Architekten Artur Werner errichtet, der gemeinsam mit dem bauausführenden Maurermeister Hermann Kühnast auch als Bauherr in Erscheinung tritt. Das Erdgeschoss mit Ladenzone, die Putzfassade wird in den Obergeschossen strukturiert durch zwei abgeschrägte Erker mit Balkon- und Dachaufsätzen und unter den Sohlbänken der Fenster des dritten Obergeschosses durch ein doppeltes Gurtgesims untergliedert. Die vier linken Achsen sind im Dachbereich massiv ausgebaut und schließen mit einem geschweiften Giebel ab. Hier befindet sich eine Dachwohnung, während die Obergeschosse jeweils zwei geräumige Wohnungen mit Bad enthalten. Der Hausflur besitzt die originale Ausstattung mit Wandkacheln und einem Tonnengewölbe mit flachen Stuckbändern. Ein nicht mehr vorhandenes eingeschossiges Hintergebäude enthielt seit seiner Fertigstellung 1912 ein Kinematographentheater, das wie das im selben Jahr eröffnete in der Pegauer Straße (Wolfgang-Heinze-Straße 12) durch die U.T. Lichtspiele C.T. Connewitz betrieben wurde. LfD/1998 | 09296342 |
| Weitere Bilder                          | Handschwengelpumpe mit Brunnenschacht und Abdeckplatte | Bornaische Straße 3c (vor) (Karte)                                                  | 1914 (Handschwengelpumpe) | Typ Großer Löwe, ortsgeschichtlich von Bedeutung Gusseiserne Handschwengelpumpe des Typs Großer Löwe vor Nummer 3c. Nach 1910. | 09296343 |
| Direkt Bild zu diesem Denkmal hochladen | Mietshaus in geschlossener Bebauung | Bornaische Straße 3d (Karte)                                                        | 1911–1912 (Mietshaus) | mit Tordurchfahrt und Läden, mittenbetonte Putzfassade, Reformstil-Architektur, baugeschichtliche Relevanz im geschlossenen Ensemble einer bedeutsamen Ortsausfallstraße Auf dem Grundstück eines abgebrochenen Dampfsägewerkes initiierte Bauunternehmer Karl Wolny aus Wahren 1911–1912 die Errichtung von Wohnhaus nebst zweigeschossigem Hintergebäude und übernahm selbst auch Ausführung, statische Berechnung und Bauleitung. Fassaden- und Grundrisszeichnungen von Architekt Willy Voigt, der Pläne für den Nachbarbau Nummer 3e als Geschwisterhaus entwarf. Während in den oberen Etagen jeweils drei Wohnungen, davon aber nur eine mit Bad/WC, vermietet werden konnten, befanden sich im Erdgeschoss zwei Ladenwohnungen und die Durchfahrt. Die repräsentative Reformstilfassade mit dreiachsigen gebrochenen Zwerchhausgiebel, Edelputz und wenigen Kunststeinformteilen. 1928 Erweiterung der Wohnräume im Dachgeschoss unter Bauherr Otto Gogisch. 1993 Modernisierungs- und Sanierungsantrag mit dem Vorhaben eines weiteren Dachgeschossausbaus für Bauherrin Brigitte Scholze. Das Hofgebäudes erfuhr 1924 eine Übersetzung und sollte 1947 wegen der schweren Beschädigungen durch Fliegerangriffe abgebrochen werden. Auf dem Grundstück zahlreiche unterschiedliche Gewerbe, u. a. Armer & Co (Saxonia-Schuhcreme-Fabrik), die Jalousiefabrik Franz Ernst Kling, Fleischerei von Fleischermeister Arthur Beschnidt, Bauschlosserei und Rolladenfabrik Ernst Illing, Fa. Schuhmann & Röhl sowie Tonofax Companie und schließlich die Konsumgenossenschaft Leipzig-Südatiert Baugeschichtliche Relevanz im geschlossenen Ensemble einer bedeutsamen Ortsausfallstraße. LfD/2012 | 09292917 |
| Direkt Bild zu diesem Denkmal hochladen | Mietshaus in geschlossener Bebauung | Bornaische Straße 3e (Karte)                                                        | 1911–1912 (Mietshaus) | Putzbau als Geschwisterhaus mit Nummer 3d und Ladenzone, Reformstil-Architektur, baugeschichtlich interessantes Mietwohnungsgebäude im geschlossenen Ensemble Viergeschossiges 1911–1912 nach Plänen des Architekten Willy Voigt für den Maurerpolier Albert Peter errichtetes Wohn- und Geschäftshaus mit durchgängiger Ladenzone und breitgelagerter Putzfassade. Das beherrschende Motiv der Fassade ist der gebrochene Mittelgiebel, der die drei mittleren bis in das Dachgeschoss massiv ausgeführten Achsen überspannt. Die Fassade besitzt eine zurückhaltende Gestaltung mit ornamentalen und figuralen Flachreliefs unter den Fenstern, pflanzlichem Stuckdekor im Giebelfeld, einem die Fenster des dritten Obergeschosses überfangendem Rauputzstreifen sowie einer Einfassung der erhöhten Achsen durch Lisenen. Pro Obergeschoss beinhaltet das Gebäude drei großzügig zugeschnittene Wohnungen mit Bad. Der Dachausbau an der rechten Gebäudehälfte erfolgte 1921. | 09296341 |
| Direkt Bild zu diesem Denkmal hochladen | Mietshaus in geschlossener Bebauung und Werkstattgebäude sowie Garage im Hof | Bornaische Straße 5 (Karte)                                                         | 1897–1898 (Mietshaus) | Vorderhaus mit Hausdurchgang, Klinkerfassade mit Stuckgliederungen, baugeschichtlich von Bedeutung Das viergeschossige Mietshaus wurde 1897–1898 durch den Zimmermann Friedrich Ernst Strieder errichtet. Guterhaltene Klinkerfassade mit Ziegelsockel und einem Erdgeschoss mit Putzverfugung. An den Fensterverdachungen bemerkenswerte kleinteilig modellierte Stuckarbeiten, als Kartuschen über den Erdgeschossfenstern und als Frauenköpfen mit Rankenwerk über den zusätzlich von Ziegelbögen überzogenen Fenstern des ersten und zweiten Obergeschosses. Eine Werkstatt im Hof wird 1899 als Steindruckerei, 1904 als Buchdruckerei genutzt. | 09296340 |
| Direkt Bild zu diesem Denkmal hochladen | Mietshaus in halboffener Bebauung | Bornaische Straße 6 (Karte)                                                         | 1891 (Mietshaus) | mit Laden, historisierende Klinkerfassade, baugeschichtlich von Bedeutung Auf einer verhältnismäßig schmalen noch unbebauten Parzelle zwischen den beiden bereits bestehenden vorgründerzeitlichen Nachbaranwesen entstand 1891 für die Bauherren Emil Peters und Paul Straßberger das viergeschossige Mietshaus nach Plänen der Architekten Rudolf Hoffmann und Ludwig Taummler. Über dem verputzten Erdgeschoss eine Klinkerfassade mit Gliederungen und einem Stuckgirlandenfries unter dem Kranzgesims. Jedes der Obergeschosse wird von einer Wohnung eingenommen. | 09295974 |
| Direkt Bild zu diesem Denkmal hochladen | Wohnhaus in ehemals geschlossener Bebauung | Bornaische Straße 8 (Karte)                                                         | 1865 (Wohnhaus) | biedermeierliches Wohnhaus, Putzfassade, ortsentwicklungsgeschichtlich und baugeschichtlich von Bedeutung Zweigeschossiges traufständiges biedermeierliches Wohnhaus, das 1865 durch den Maurermeister Gotthelf Hartung für Carl Brückner errichtet wurde. Putzfassade mit Sandsteingliederungen, die mittleren Achsen bis in den Dachbereich massiv mit Dreiecksgiebel. | 09295975 |
| Direkt Bild zu diesem Denkmal hochladen | Mietshaus in ehemals geschlossener Bebauung in Ecklage | Bornaische Straße 9 (Karte)                                                         | 1892–1893 (Mietshaus) | mit Tordurchfahrt, zeittypische Klinkerfassade mit Stuckgliederungen, baugeschichtlich von Bedeutung Das stattliche fünfgeschossige abgefaste Eckgebäude entstand 1892–1893 nach Plänen des Baumeisters W. Kubasch für den Bauunternehmer Hermann Schellenberger. Klinkerbau mit einfachen Stuckgliederungen, die Erdgeschosszone mit Läden zur Bornaischen Straße und Wohnungen zur Bernhard-Göring-Straße. 1910 erfolgte der Einbau eines Eckladens und 1913 die Tieferlegung der älteren Läden auf das Straßenniveau. | 09296339 |
| Direkt Bild zu diesem Denkmal hochladen | Mietshaus in geschlossener Bebauung in Ecklage | Bornaische Straße 11 (Karte)                                                        | 1896–1898 (Mietshaus) | mit Ladenzone, Ziegelfassade mit verputzten Eckrisaliten, baugeschichtlich von Bedeutung Nach Plänen des Architekten Richard Müller 1896–1898 für den Bauunternehmer Otto Hartmann errichtetes fünfgeschossiges Eckgebäude. Stattlicher Klinkerbau mit Abfasung, genutetem Erdgeschoss und einfachen Gliederungen. Das Erdgeschoss als Ladenzone mit drei Läden und drei Ladenwohnungen, die Obergeschosse mit jeweils drei Wohnungen im ersten und zweiten und vier im dritten und vierten Stockwerk. Im Treppenhaus befindet sich eine bemerkenswerte dreiläufige Haustreppe. | 09296346 |
|                                         | Mietshaus in geschlossener Bebauung | Bornaische Straße 13 (Karte)                                                        | 1897–1898 (Mietshaus) | mit Läden, Klinkerfassade mit Stuckgliederungen, baugeschichtlich von Bedeutung Mit Nummer 15: Zwei 1897–1898 nach Plänen des Architekten Albert Wolf für den Fuhrwerksbesitzer Robert Geißler erbaute viergeschossige Mietshäuser. Klinkerbauten mit Stuckgliederungen, beidseitig die beiden äußeren Achsen risalitartig vorstehend. Das verputzte Erdgeschoss von Nummer 13 ursprünglich mit einer Nutung, im zurückgesetzten Mittelteil befinden sich, den zentralen Eingang rechts und links flankierend, zwei Läden. Bei Nummer 15 ist die Erdgeschossnutung erhalten geblieben, im linken befindet sich hier eine Tordurchfahrt. Das gesamte erste Obergeschoss in Nummer 13 wird von einer einzigen, ursprünglich durch den Bauherrn bewohnten Wohnung eingenommen, während die beiden darüberliegenden Geschosse wie auch die Obergeschosse von Nummer 15 den gebräuchlichen dreispännigen Grundrisstypus aufweisen. Im Hof von Nummer 15 ein zweigeschossiges zweiflügeliges Hintergebäude, das ursprünglich als Stall zur Unterbringung von 26 Pferden diente. | 09296347 |
|                                         | Mietshaus in geschlossener Bebauung, mit zweiflügeligem Hofgebäude und Hofpflasterung | Bornaische Straße 15 (Karte)                                                        | 1897 (Mietshaus) | Vorderhaus mit Tordurchfahrt, Klinkerfassade mit stark plastischen Stuckgliederungen, Hintergebäude ehemals Stall mit Waschhaus, baugeschichtlich von Bedeutung s. Nummer 13 | 09296348 |
|                                         | Mietshaus in geschlossener Bebauung | Bornaische Straße 17 (Karte)                                                        | 1897–1898 (Mietshaus) | mit Ladenzone und Tordurchfahrt, mehrfarbige Klinkerfassade mit Stuckgliederungen Breitgelagertes viergeschossiges Mietshaus, das 1897–1898 nach Plänen des Architekten F. Otto Gerstenberger für den Geschäftsführer Carl Bock entstanden ist. Das nun geglättete Erdgeschoss ehemals genutet, die Obergeschosse klinkerverkleidet. Mit der einfachen Reihung der Fenster und den schlichten Gliederungen ist die Fassade wesentlich bescheidener gestaltet als die zur gleichen Zeit von Gerstenberger für Carl Bock entworfenen Mietshäuser Pfeffinger Straße 20 und 22. Akzentuiert wird einzig die Mittelachse durch ein aufgesetztes Dachhaus. | 09296349 |
|                                         | Mietshaus in geschlossener Bebauung in Ecklage | Bornaische Straße 21 (Karte)                                                        | 1896–1897 (Mietshaus) | mit Läden, Putz-Klinker-Fassade mit Stuckgliederungen, städtebaulich und baugeschichtlich von Bedeutung Viergeschossiges, 1896–1897 durch den Maurermeister Hermann Engel erbautes Eckgebäude, das aufgrund des spitzen Winkels, in dem die Stockartstraße auf die Bornaische Straße stößt, beinahe schon als Kopfbau wirkt. Über dem Erdgeschoss ein Entresol, dessen Putznutung die gleiche Gliederung aufweist, wie sie ursprünglich auch das jetzt glatt verputzte Parterre besessen hat. Die zweiachsig abgefaste Ecke, die sie flankierenden Achsen und an beiden Straßenfronten die mittleren Kompartimente leicht vorstehend mit Verputzung und rocaillehaftem Dekor, die Obergeschosse ansonsten klinkerverkleidet mit Stuckgliederungen. 1905 erfolgte eine Vergrößerung des bereits bestehenden Eckladens und der Einbau von drei weiteren Läden. | 09296325 |
|                                         | Mietshaus in geschlossener Bebauung und Werkstattgebäude im Hof | Bornaische Straße 23 (Karte)                                                        | 1895 (Mietshaus), 1895 (Werkstatt) | Vorderhaus mit Hausdurchgang und Läden, Klinkerfassade mit Stuckgliederungen und Seitenrisaliten mit Hermenpilastern, baugeschichtlich von Bedeutung 1895 nach Plänen des Architekten August Franke für den Gastwirt Eduard Metzner errichtetes fünfgeschossiges Mietshaus. Klinkerbau mit Stuckgliederungen, beidseitig die zwei äußeren Achsen leicht vorstehend mit Hermenpilastern, darüber Dachhäuser. Das Erdgeschoss ursprünglich mit Putznutung. Ladeneinbauten erfolgten 1909 und 1924. LfD/1998 | 09296326 |
| Direkt Bild zu diesem Denkmal hochladen | Mietshaus in geschlossener Bebauung | Bornaische Straße 24 (Karte)                                                        | 1911 (Mietshaus) | mit Hausdurchgang und Laden, Putzfassade mit zwei Erkern, Reformstil-Architektur, baugeschichtlich von Bedeutung Anstelle eines vermutlich aus den 1860er Jahren stammenden Wohnhauses entstand das viergeschossige Mietshaus 1911 nach Plänen des Architekten Ludwig Paul für den Maurermeister Louis Regel. Im Vergleich zu der südlich anschließenden Nachbarbebauung wirkt es aufgrund seiner steilen Dachneigung recht stattlich. Verhältnismäßig schlichte Putzfassade mit zwei abgeschrägten Erkern, dessen Stirnseiten durch kleinformatige Antragsarbeiten in Stuck dekoriert sind. | 09295977 |
|                                         | Mietshaus in geschlossener Bebauung in Ecklage | Bornaische Straße 25 (Karte)                                                        | 1892–1893 (Mietshaus) | mit Tordurchfahrt, Klinkerfassade mit Stuckgliederungen, baugeschichtlich von Bedeutung Das fünfgeschossige abgefaste Eckgebäude wurde 1892–1893 durch den Zimmermeister Louis Rossberger für den Gastwirt Eduard Metzner erbaut. Schlichter Klinkerbau mit einfachen Gliederungen sowie verputztem und mit einer Nutung versehenem Erdgeschoss. Das Erdgeschoss enthält eine im Jahr 1900 erweiterte Gaststätte. | 09296327 |
| Direkt Bild zu diesem Denkmal hochladen | Mietshaus in geschlossener Bebauung | Bornaische Straße 26 (Karte)                                                        | 1903–1904 (Mietshaus) | mit zwei Läden und Tordurchfahrt, Klinker-Putz-Fassade, baugeschichtlich von Bedeutung 1903–1904 nach Plänen des Architekten Emil Franke für den Maurermeister Louis Regel errichtetes Mietshaus, das sich mit seiner langgezogenen Front über das Areal eines 1859 erbauten und 1903 abgerissenen Wohnhauses sowie über das südlich daran anschließende freigebliebene Grundstück erstreckt. Das verputzte und mit einer Nutung versehene Erdgeschoss enthält zu beiden Seiten eines portalartigen Einganges jeweils einen Laden mit Ladenwohnung und seitlich eine Durchfahrt. Darüber die Obergeschosse mit Klinkerverblendung und Stuckgliederungen sowie beidseitig einer Hervorhebung der beiden äußeren Achsen, links durch Putznutung und Pilasterrahmung, rechts durch Überfangbögen. Die Grundrisse der Obergeschosse sind dreispännig angelegt. | 09295978 |
|                                         | Mietshaus in halboffener Bebauung und in Ecklage | Bornaische Straße 27 (Karte)                                                        | bezeichnet 1898 (Mietshaus) | ehemals mit Eckladen, Klinkerfassade mit Stuckgliederungen, Eckbetonung durch breite Eckabschrägung mit großem Volutengiebel und schmiedeeisernen Balkons, eine Zeit lang Rat des Stadtbezirkes Süd genutzt, städtebaulich, baugeschichtlich und ortsgeschichtlich von Bedeutung Repräsentatives, aufgrund des spitzen Einmündungswinkels der Stockartstraße in Kopflage errichtetes viergeschossiges Eckgebäude, das 1898 nach Plänen des Architekten Gustav Franke für den Gastwirt Eduard Metzner entstanden ist. Die Hauptfront des Klinkerbaues weist als vierachsige Abfasung zur Straßenkreuzung und ist bekrönt von einem breiten Renaissancegiebel mit Voluten, gekuppeltem Fenster, Blendoculus im oberen Giebelfeld, Wappen, Jahreszahl und rundbogigem, von einer Vase durchbrochenem Abschluss. An den beiden Straßenfronten korrespondieren hiermit zwei weitere Giebel in Renaissanceformen als Abschluss von jeweils in den Obergeschossen leicht vorstehenden seitlichen Kompartimenten, während der dazwischenliegende Dachraum von Dachhäusern in axialer Reihung ausgefüllt wird. In dem mit einer Putznutung versehenen Erdgeschoss befanden sich ursprünglich zwei Läden. | 09296328 |
|                                         | Mietshaus in geschlossener Bebauung | Bornaische Straße 29 (Karte)                                                        | 1897–1898 (Mietshaus) | mit Laden, Klinkerfassade mit Stuckgliederungen, baugeschichtlich von Bedeutung 1897–1898 nach Plänen des Architekten F. Otto Gerstenberger für den Maurermeister Hermann Engel erbautes viergeschossiges Mietshaus mit verputztem und ehemals mit einer Nutung versehenem Erdgeschoss und klinkerverkleideten Obergeschossen. Beidseitig zwei leicht vorstehende Risalite mit barockisierenden Stuckgliederungen und Giebeln. | 09296334 |
|                                         | Mietshaus in geschlossener Bebauung | Bornaische Straße 30 (Karte)                                                        | 1904–1905 (Mietshaus) | mit Läden, Putzfassade mit feinteiligem Stuckdekor, baugeschichtlich von Bedeutung Nach dem Abriss des Vorgängerbaues von 1859, eines traufständigen Doppelwohnhauses, errichtete 1904–1905 der Bauunternehmer Robert Laue das viergeschossige Mietshaus für den Kaufmann Arthur Sens. Die Putzfassade mit feinteiligem Stuckdekor am zweiten und dritten Obergeschoss in Flachreliefs unter den Sohlbänken sowie als Girlanden- und Rocaillenschmuck an zwei leicht vorstehenden von Flügelmasken abgefangenen Kompartimenten. Das heute verkachelte Erdgeschoss war ursprünglich mit einer Putznutung versehen. Die Hausflurausstattung mit Ornamentfliesen, Wandkacheln, Stuckdekoration und Stuckdecke. In den Obergeschossen dreispännige Grundrisse. | 09295979 |
|                                         | Mietshaus in geschlossener Bebauung, mit Werkstattgebäude im Hof | Bornaische Straße 31 (Karte)                                                        | 1898 (Mietshaus) | Vorderhaus mit Tordurchfahrt und Ladenzone, Klinkerfassade mit Stuckgliederungen, Hofgebäude zeitweise Galerie Eigen + Art, ortsgeschichtlich und baugeschichtlich von Bedeutung Das 1898 durch den Bauunternehmer Hermann Döge für den Inhaber einer Formstecherei Hermann Lönicker erbaute viergeschossige Mietshaus lehnt sich in Kubatur und Gliederung an das drei Monate zuvor begonnene Nachbarhaus Nummer 29 an, insbesondere in der Verwendung von gerade abschließenden Giebeln mit gekuppelten Fenstern über den leicht vorstehenden seitlichen Risaliten. Wie dort besaßen die Giebel auch hier ehemals Aufsätze, links mit den Initialen Lönickers, rechts mit der Jahreszahl 1898. Doch ist im Unterschied zu dem Nachbarhaus auf die Verwendung von Stukkaturen weitgehend verzichtet worden, vielmehr wurden durch das Überfangen der Obergeschossfenster mit Ziegelbögen stärker die gestalterischen Möglichkeiten der Klinkerverblendung berücksichtigt. Im Hof befindet sich als Hintergebäude eine zugleich mit dem Vorderhaus erbaute zweigeschossige Werkstatt, in der Lönicker seine Formstecherei für Druckwalzen und Formen betrieb. | 09296335 |
|                                         | Mietshaus in geschlossener Bebauung, mit Hofpflaster | Bornaische Straße 33 (Karte)                                                        | 1898–1899 (Mietshaus) | mit Tordurchfahrt und Ladenzone, Klinkerfassade mit Stuckgliederungen, baugeschichtlich von Bedeutung Viergeschossiges, 1898–1899 nach Plänen des Architekten F. Otto Gerstenberger für den Maurermeister Hermann Engel errichtetes Mietshaus. Das Erdgeschoss als Ladenzone mit Tordurchfahrt gestaltet und durch ein breites Gurtgesims von den klinkerverkleideten Obergeschossen abgesetzt. Die Trennung von Geschäfts- und Wohnbereich wird zusätzlich hervorgehoben, indem die plastische Durchbildung der Fassade durch vortretende mittlere und seitliche Kompartimente erst über dem die Ladenzone abschließenden Gesims geschieht. Im vollzogen wird. Im Dachbereich wird dagegen diese Durchgliederung aufgriffen in der Staffelung von einem höheren mittleren und beidseitig je zwei niedrigeren Dachhäusern, die eingerahmt werden durch zwei massive reich dekorierte Giebel mit gekuppelten Fenstern über den seitlichen Kompartimenten. | 09296336 |
|                                         | Mietshaus in geschlossener Bebauung und Werkstattgebäude im Hof | Bornaische Straße 35 (Karte)                                                        | 1898–1899 (Mietshaus), 1901–1902 (Werkstatt) | Vordergebäude mit Läden und Tordurchfahrt, Klinkerfassade mit Stuckgliederungen, baugeschichtlich von Bedeutung 1898–1899 wurde das viergeschossige Mietshaus nach Plänen des Architekten August Franke für den Tiefbauununternehmer Franz Heinrich Trommer errichtet. Klinkerbau mit Stuckgliederungen und Mittelbetonung durch leicht vortretenden zweiachsigen mittleren Risaliten mit Toreinfahrt und Renaissancegiebel. Das Erdgeschoss verputzt und mit Nutung, in der linken Gebäudehälfte in jüngerer Zeit durch entstellende Kachelverkleidung verändert. Im Hof ein 1901–1902 nach Plänen desselben Architekten erbautes zweigeschossiges Hintergebäude mit Werkstellen, für das 1903 eine Nutzung zur Herstellung elektrischer Licht- und Kraftanlagen (Firma Schubert und Co.) nachweisbar ist. | 09296337 |
|                                         | Mietshaus in geschlossener Bebauung | Bornaische Straße 36 (Karte)                                                        | 1886–1887 (Mietshaus) | mit Laden, Putzfassade mit strenger Gliederung, Bindeglied zwischen den vorgründerzeitlichen Handwerkerhäusern und den Mietshäusern des Historismus, baugeschichtlich von Bedeutung Auf schmalem, unregelmäßigem Grundstück erbaute Maurer Johann Gottlieb Beeger in Zusammenarbeit mit Zimmermeister Wenzel ein viergeschossiges Wohngebäude mit Hausdurchgang, flach geneigtem Dach und schlichter Putzfassade mit strenger Gliederung. Zur Erbauungszeit 1886 bis 1887 kam ein kleiner Vorgarten zur Anlage. Kurz vor der Fertigstellung des Hauses beantragte Maurer Heinrich Richard Beeger die Einrichtung eines Ladens, der 1904 ein größeres Schaufenster durch die Initiative von Friseur Robert Geißler erhielt. In den oberen Etagen je zwei kleine Wohnungen mit Stube, Küche und einer bzw. zwei Kammern, im Hof ein Waschhaus- und Privetgebäude. Erst 1938 wurde ein Abort im Erdgeschoss eingebaut, der für alle Mieter im Haus zu nutzen war. In den Jahren 1998/1999 Sanierung nebst Balkonanbau durch Terra Nova Grundbesitz GmbH aus Mainz-Kassel. Das Haus erscheint im Straßenabschnitt als Bindeglied zwischen den vorgründerzeitlichen Handwerkerhäusern und den Mietshäusern aus Historismus und Jugendstil, baugeschichtlich von Bedeutung LfD/2012 | 09299270 |
| Direkt Bild zu diesem Denkmal hochladen | Mietshaus in geschlossener Bebauung | Bornaische Straße 37 (Karte)                                                        | 1899 (Mietshaus) | mit Tordurchfahrt und Laden, Putzfassade, baugeschichtlich und ortsentwicklungsgeschichtlich relevanter Mietshausbau Entwurf, Ausführung und Bauherrenschaft lagen in einer Hand für den 1899 auf einem Grundstück des Haunsteinschen Bebauungsplanes errichteten Mietshausneubau. Architekt Friedrich Otto Gerstenberger zeichnete auch verantwortlich für ein photographisches Atelier im Hof, auf dem in den folgenden Jahren verschiedene weitere Baulichkeiten entstanden. Das denkmalgeschützte Vorderwohnhaus mit Putzfassade, Tordurchfahrt und noch im Bauverlauf konzipiertem Ladeneinbau und rückwärtigem Hauseingang. Kunststeinformteile gliedern den vom Jugendstil noch unbeEinflussten, verputzten Historismusbau, das verschieferte Mansardgeschoss heute ausgebaut. Ein zunächst vorgesehener Erker im 2. Obergeschoss erhielt keine baupolizeiliche Anerkennung. Von der Ausstattung u. a. das hölzerne Treppenhaus und die originale Ladenfront zu erwähnen. Baugeschichtlich und ortsentwicklungsgeschichtlich relevanter Mietshausbau der Jahrhundertwende in städtebaulich nicht unbedeutender Lage. LfD/2012 | 09299594 |
| Direkt Bild zu diesem Denkmal hochladen | Mietshaus (mit zwei Hausnummern) in geschlossener Bebauung, mit Hofpflaster sowie Werkstattgebäude im Hof | Bornaische Straße 38; 40 (Karte)                                                    | 1888–1889 (Doppelmietshaus) | Vorderhaus mit Tordurchfahrt und Läden, historisierende Putzfassade, baugeschichtlich von Bedeutung Anstelle eines zweigeschossigen giebelständigen Wohnhauses von 1869 errichtete der Zimmermeister Otto Wenzel 1888–1889 das viergeschossige Doppelmietshaus. Putzbau mit bossiertem Erdgeschoss und Gliederungen, das erste und zweite Obergeschoss mit feiner Nutung, rechts ein leicht vorstehender zweiachsiger Seitenrisalit. Im Erdgeschoss ein Laden mit originaler Front und ein 1930 erweitertes Ladenlokal. | 09295980 |
|                                         | Mietshaus in halboffener Bebauung | Bornaische Straße 39 (Karte)                                                        | 1898 (Mietshaus) | Gründerzeitgebäude, mit Tordurchfahrt und Laden, Klinkerfassade mit Stuckgliederungen, baugeschichtlich von Bedeutung Das viergeschossige Mietshaus wurde 1898 nach Plänen des Architekten F. Otto Gerstenberger, der auch als Bauherr zeichnet, errichtet. Klinkerbau mit geometrisierenden Stuckgliederungen und zwei leicht vorstehenden und von Dachhäusern bekrönten Seitenrisaliten. Ebenfalls durch ein Dachhaus wird die mittlere Achse akzentuiert. Das mit einer Putznutung versehene Erdgeschoss besitzt eine originale Ladenfront. | 09296338 |
|                                         | Mietshaus in halboffener Bebauung in Ecklage | Bornaische Straße 41 (Karte)                                                        | vermutlich 1898 (Mietshaus) | mit Laden (Apotheke), Putzfassade, baugeschichtlich von Bedeutung Viergeschossiger wohl 1898 errichteter Putzbau in Ecklage mit Abfasung und langgestreckten Fronten sowohl zur Bornaischen als auch zur Meusdorfer Straße. Unter den Sohlbänken und den Verdachungen der Obergeschossfenster feinteiliger Stuckdekor. Die Dachzone wird durch Dachhäuser in dichter Reihung betont. | 09296352 |
| Direkt Bild zu diesem Denkmal hochladen | Mietshaus in halboffener Bebauung, mit Hofgebäude | Bornaische Straße 42 (Karte)                                                        | 1909–1910 (Mietshaus) | drei Läden, Klinker-Putz-Fassade mit Erkern, ehemals Bäckereigebäude im Hof, baugeschichtlich von Bedeutung Nach dem Abbruch des Vorgängergebäudes, eines 1860 erbauten zweigeschossigen traufständigen Wohnhauses, entstand 1909 bis 1910 das viergeschossige Mietshaus nach Plänen des Architekten H. Heusing für die Maler Emil Schmidt und Emil Jäger sowie den Zimmermeister Franz Schmidt. Breitgelagerte Klinkerfassade mit Gliederungen und zwei zweigeschossigen abgeschrägten Erkern mit Verputzung und geometrisierendem Dekor. Über der Mittelachse ein erhöhter Dachaufbau mit geschwungenem Giebel. Das Erdgeschoss als ist als Ladenzone ausgestaltet mit ursprünglich fünf später zusammengelegten Läden. Die Obergeschosse mit dreispännigen Grundrissen. Im Hof ein eingeschossiges ehemals als Bäckerei genutztes Hintergebäude mit Schornstein. | 09295981 |
|                                         | Mietshaus in geschlossener Bebauung in Ecklage | Bornaische Straße 43 (Karte)                                                        | 1904 (Mietshaus) | mit Laden, historisierende Putzfassade, baugeschichtlich von Bedeutung Nummer 43, 45, 47, 49 und 51: Geschlossene aus fünf viergeschossigen Mietshäusern bestehende Zeile zwischen Meusdorfer Straße und Ecksteinstraße, die 1904 nach Plänen des Architekten F. Otto Gerstenberger für verschiedene Bauherren entstanden ist, Nummer 43 für den Zimmerpolier Bernhard Gänss, Nummer 45 für den Maurermeister Hermann Engel, Nummer 47 für den Maurermeister Eduard Möller, Nummer 49 für die Bauunternehmer Otto Thier und Alwin Schütz und Nummer 51 für den Bauunternehmer Alwin Knössin. Sämtliche Bauten mit hohen Ziegelsockeln und klinkerverkleideten Obergeschossen. Die beiden äußeren Häuser als Eckbauten mit Abfasung, welche bei Nummer 43 durch eine Pilastergliederung hervorgehoben wird. Die drei mittleren Häuser mit ihren breitgelagerten zehnachsigen Fronten und den in den Obergeschossen leicht vortretenden zweiachsigen Mittelkompartimenten von gleicher Kubatur. Doch zeigen nur Nummer 45 und 49 dieselbe Gestaltung mit geschwungenen Fensterverdachungen und gegenständlichen Flachreliefs an den Mittelachsen, während die Fassade von Nummer 47 konventioneller gehalten ist. Der Hausflur von Nummer 45 weist eine Stuckausstattung mit bildlichen Darstellungen auf. Im Hof von Nummer 47 ein als Pferdestall mit Geschirrkammer errichtetes zweigeschossiges linkes Seitengebäude. Der Dachausbau bei Nummer 51 erfolgte 1925. Bei Nummer 43 wurde die Fassade in jüngerer Zeit durch eine Überputzung der Obergeschosse und eine Reduzierung der Gliederungen entstellend verändert. | 09296353 |
|                                         | Mietshaus in geschlossener Bebauung | Bornaische Straße 45 (Karte)                                                        | 1904 (Mietshaus) | mit Laden, Klinkerfassade mit Stuckgliederungen, baugeschichtlich von Bedeutung Nummer 43, 45, 47, 49 und 51: Aus fünf viergeschossigen Mietshäusern bestehende Zeile zwischen Meusdorfer Straße und Ecksteinstraße, 1904 nach Plänen von F. Otto Gerstenberger für verschiedene Bauherren: Maurermeister, Zimmerpolier und Bauunternehmer, entstanden: Sämtliche Bauten mit hohen Ziegelsockeln und klinkerverkleideten Obergeschossen. Die beiden äußeren Häuser als Eckbauten mit Abfasung, welche bei Nummer 43 durch eine Pilastergliederung hervorgehoben wird. Die drei mittleren Häuser mit breitgelagerten zehnachsigen Fronten und in den Obergeschossen leicht vortretenden zweiachsigen Mittelkompartimenten. Doch zeigen nur Nummer 45 und 49 dieselbe Gestaltung mit geschwungenen Fensterverdachungen und figürlichen Flachreliefs an den Mittelachsen, während die Fassade von Nummer 47 konventioneller gehalten ist. Der Hausflur von Nummer 45 mit Stuckreliefs Im Hof von Nummer 47 ein als Pferdestall mit Geschirrkammer errichtetes zweigeschossiges Seitengebäude. Der Dachausbau bei Nummer 51 von 1925. Die Fassade von Nummer 43 in jüngerer Zeit entstellend verändert. (Denkmaltopographie Bundesrepublik Deutschland, Denkmale in Sachsen, Stadt Leipzig, Südliche Stadterweiterung, 1998) | 09296354 |
|                                         | Mietshaus in geschlossener Bebauung, mit Werkstattgebäude und Waschhaus im Hof | Bornaische Straße 47 (Karte)                                                        | 1904 (Mietshaus) | Vorderhaus mit Tordurchfahrt und Laden, Klinkerfassade mit Stuckgliederungen, baugeschichtlich von Bedeutung Nummer 43, 45, 47, 49 und 51: Aus fünf viergeschossigen Mietshäusern bestehende Zeile zwischen Meusdorfer Straße und Ecksteinstraße, 1904 nach Plänen von F. Otto Gerstenberger für verschiedene Bauherren: Maurermeister, Zimmerpolier und Bauunternehmer, entstanden: Sämtliche Bauten mit hohen Ziegelsockeln und klinkerverkleideten Obergeschossen. Die beiden äußeren Häuser als Eckbauten mit Abfasung, welche bei Nummer 43 durch eine Pilastergliederung hervorgehoben wird. Die drei mittleren Häuser mit breitgelagerten zehnachsigen Fronten und in den Obergeschossen leicht vortretenden zweiachsigen Mittelkompartimenten. Doch zeigen nur Nummer 45 und 49 dieselbe Gestaltung mit geschwungenen Fensterverdachungen und figürlichen Flachreliefs an den Mittelachsen, während die Fassade von Nummer 47 konventioneller gehalten ist. Der Hausflur von Nummer 45 mit Stuckreliefs Im Hof von Nummer 47 ein als Pferdestall mit Geschirrkammer errichtetes zweigeschossiges Seitengebäude. Der Dachausbau bei Nummer 51 von 1925. Die Fassade von Nummer 43 in jüngerer Zeit entstellend verändert. (Denkmaltopographie Bundesrepublik Deutschland, Denkmale in Sachsen, Stadt Leipzig, Südliche Stadterweiterung, 1998) | 09296355 |
|                                         | Mietshaus in geschlossener Bebauung | Bornaische Straße 49 (Karte)                                                        | 1904 (Mietshaus) | mit Läden, Klinkerfassade mit Stuckgliederungen und Mittelrisalit mit Jugendstil-Stuckdekorationen, baugeschichtlich von Bedeutung Nummer 43, 45, 47, 49 und 51: Aus fünf viergeschossigen Mietshäusern bestehende Zeile zwischen Meusdorfer Straße und Ecksteinstraße, 1904 nach Plänen von F. Otto Gerstenberger für verschiedene Bauherren: Maurermeister, Zimmerpolier und Bauunternehmer, entstanden: Sämtliche Bauten mit hohen Ziegelsockeln und klinkerverkleideten Obergeschossen. Die beiden äußeren Häuser als Eckbauten mit Abfasung, welche bei Nummer 43 durch eine Pilastergliederung hervorgehoben wird. Die drei mittleren Häuser mit breitgelagerten zehnachsigen Fronten und in den Obergeschossen leicht vortretenden zweiachsigen Mittelkompartimenten. Doch zeigen nur Nummer 45 und 49 dieselbe Gestaltung mit geschwungenen Fensterverdachungen und figürlichen Flachreliefs an den Mittelachsen, während die Fassade von Nummer 47 konventioneller gehalten ist. Der Hausflur von Nummer 45 mit Stuckreliefs Im Hof von Nummer 47 ein als Pferdestall mit Geschirrkammer errichtetes zweigeschossiges Seitengebäude. Der Dachausbau bei Nummer 51 von 1925. Die Fassade von Nummer 43 in jüngerer Zeit entstellend verändert. (Denkmaltopographie Bundesrepublik Deutschland, Denkmale in Sachsen, Stadt Leipzig, Südliche Stadterweiterung, 1998) | 09296356 |
| Direkt Bild zu diesem Denkmal hochladen | Mietshaus in halboffener Bebauung und in Ecklage | Bornaische Straße 50 (Karte)                                                        | 1911 (Mietshaus) | mit Läden, Putzfassade, Eckbetonung durch Eckerker, Reformstil-Architektur, baugeschichtlich von Bedeutung Nummer 50 und 52: Zwei viergeschossige, 1911 nach Plänen des Architekten Franz Hübler für den Zimmermeister Franz Harnisch und den Maurermeister Louis Kubitzki errichtete Mietshäuser. Zuvor befand sich an der Stelle von Nummer 50 ein vor 1869 entstandenes traufständiges Wohngebäude, das wohl bis 1886 als Bahnwärterhaus diente. Die Neubauten von 1911 entstanden als Putzbauten mit schmalen Gurtgesimsen und geometrischen Putzspiegeln unter oder zwischen den Fenstern. Nummer 50 besitzt zur Straßenecke eine zweiachsige Abfasung mit zweigeschossigem Erker und aufgrund seiner steilen Proportionierung markantem gebrochenem Giebel. Bei Nummer 52 die vier rechten Achsen bis in das Dachgeschoss massiv. In beiden Häusern die Hausflure reich ausgestattet mit Wandkacheln, Stuckdekorationen, spielende Kinder zeigenden Stuckreliefs und Kassettendecken. Das Erdgeschoss von Nummer 52 als reine Ladenzone mit zwei Läden, während in Nummer 50 neben zwei Läden noch eine Wohnung in der Erdgeschosszone untergebracht ist. | 09295982 |
|                                         | Mietshaus in geschlossener Bebauung und in Ecklage | Bornaische Straße 51 (Karte)                                                        | 1904 (Mietshaus) | mit Laden, Klinkerfassade mit Stuckgliederungen, baugeschichtlich von Bedeutung Nummer 43, 45, 47, 49 und 51: Aus fünf viergeschossigen Mietshäusern bestehende Zeile zwischen Meusdorfer Straße und Ecksteinstraße, 1904 nach Plänen von F. Otto Gerstenberger für verschiedene Bauherren: Maurermeister, Zimmerpolier und Bauunternehmer, entstanden: Sämtliche Bauten mit hohen Ziegelsockeln und klinkerverkleideten Obergeschossen. Die beiden äußeren Häuser als Eckbauten mit Abfasung, welche bei Nummer 43 durch eine Pilastergliederung hervorgehoben wird. Die drei mittleren Häuser mit breitgelagerten zehnachsigen Fronten und in den Obergeschossen leicht vortretenden zweiachsigen Mittelkompartimenten. Doch zeigen nur Nummer 45 und 49 dieselbe Gestaltung mit geschwungenen Fensterverdachungen und figürlichen Flachreliefs an den Mittelachsen, während die Fassade von Nummer 47 konventioneller gehalten ist. Der Hausflur von Nummer 45 mit Stuckreliefs Im Hof von Nummer 47 ein als Pferdestall mit Geschirrkammer errichtetes zweigeschossiges Seitengebäude. Der Dachausbau bei Nummer 51 von 1925. Die Fassade von Nummer 43 in jüngerer Zeit entstellend verändert. (Denkmaltopographie Bundesrepublik Deutschland, Denkmale in Sachsen, Stadt Leipzig, Südliche Stadterweiterung, 1998) | 09296357 |
|                                         | Mietshaus in geschlossener Bebauung | Bornaische Straße 52 (Karte)                                                        | 1911 (Mietshaus) | mit zum Teil originalen Läden, Putzfassade, Reformstil-Architektur, baugeschichtlich von Bedeutung Nummer 50 und 52: Zwei viergeschossige, 1911 nach Plänen des Architekten Franz Hübler für den Zimmermeister Franz Harnisch und den Maurermeister Louis Kubitzki errichtete Mietshäuser. Zuvor befand sich an der Stelle von Nummer 50 ein vor 1869 entstandenes traufständiges Wohngebäude, das wohl bis 1886 als Bahnwärterhaus diente. Die Neubauten von 1911 entstanden als Putzbauten mit schmalen Gurtgesimsen und geometrischen Putzspiegeln unter oder zwischen den Fenstern. Nummer 50 besitzt zur Straßenecke eine zweiachsige Abfasung mit zweigeschossigem Erker und aufgrund seiner steilen Proportionierung markantem gebrochenem Giebel. Bei Nummer 52 die vier rechten Achsen bis in das Dachgeschoss massiv. In beiden Häusern die Hausflure reich ausgestattet mit Wandkacheln, Stuckdekorationen, spielende Kinder zeigenden Stuckreliefs und Kassettendecken. Das Erdgeschoss von Nummer 52 als reine Ladenzone mit zwei Läden, während in Nummer 50 neben zwei Läden noch eine Wohnung in der Erdgeschosszone untergebracht ist. | 09295983 |
| Weitere Bilder                          | Akkumulatorenhaus mit rückseitig anstoßender Maschinenhalle, Einfriedung und Toreinfahrt sowie Pflasterung, ehemals auch Vorgarten | Bornaische Straße 53 (Karte)                                                        | 1909–1910 (Umspannwerk) | gelbe Ziegelfassade mit grünem Klinkerornament, zugehöriges Verwaltungsgebäude und Beamtenwohnhaus siehe Ecksteinstraße 40 (siehe Objekt 09295945), baugeschichtlich und technikgeschichtlich von Bedeutung | 09296358 |
|                                         | Wohn- und Geschäftshaus in geschlossener Bebauung sowie Hinterhaus, Fabrikgebäude und ehemaliges Stallgebäude im Hof | Bornaische Straße 54 (Karte)                                                        | 1912–1913 (Wohn- und Geschäftshaus) | Vorderhaus mit Tordurchfahrt und Laden, Reformstil-Architektur, baugeschichtlich und ortsgeschichtlich von Bedeutung | 09295984 |
| Direkt Bild zu diesem Denkmal hochladen | Straßenbahndepot mit Verwaltungsgebäude (Zwenkauer Straße 44) sowie Wagenhalle (Bornaische Straße 55) | Bornaische Straße 55 (Karte)                                                        | 1912 (Straßenbahndepot) | Leipziger Elektrische Straßenbahn, Depotanlage Connewitz, ortsgeschichtlich und technikgeschichtlich von Bedeutung | 09295944 |
| Direkt Bild zu diesem Denkmal hochladen | Mietshaus in geschlossener Bebauung | Bornaische Straße 56 (Karte)                                                        | 1901 (Mietshaus) | mit Gaststätte und Hausdurchgang, historisierende Klinker-Putz-Fassade, ehemals mit Werkstattgebäude im Hof, baugeschichtlich von Bedeutung Viergeschossiges Mietshaus, das 1901 nach Plänen des Architekten Gustav Liebmann anstelle eines zweigeschossigen traufständigen Wohnhauses von 1861 für den Maurer Arthur Bertram errichtet wurde. Das Erdgeschoss mit Putznutung, die Obergeschosse mit farbig dekorierter Klinkerverkleidung, dabei beidseitig die beiden äußeren Achsen leicht vorstehend und über dem Erdgeschoss auf Konsolen ruhend. Im Erdgeschoss seit der Erbauungszeit wie auch schon in dem Vorgängerbau eine Gaststätte. | 09295985 |
|                                         | Doppelmietshaus (mit Meusdorfer Straße 61) in Ecklage | Bornaische Straße 58 (Karte)                                                        | bezeichnet 1898 (Doppelmietshaus) | mit Laden, Eckbetonung durch Abschrägung und Neorenaissancegiebel, Klinkerfassade, baugeschichtlich von Bedeutung Bornaische Straße 58/Meusdorfer Straße 61: Viergeschossiges, 1898 nach Plänen des Architekten F. Otto Gerstenberger für den Expedienten Carl Döring errichtetes Doppelhaus in Ecklage. Das verputzte und mit einer Nutung versehene Erdgeschoss mit Ladeneinbauten, die Obergeschosse klinkerverkleidet mit Stuckgliederungen. In der Fassade zur Bornaischen Straße zwei leicht vorstehende Seitenrisalite, über dem rechten seitlichen wie auch über der abgefasten Ecke Neorenaissancegiebel, die die breitgelagerte Straßenfront begrenzen. Dazwischen sind in der Dachzone über dem von Konsolen getragenen Hauptgesims Dachhäuser in auf die Gebäudeachsen bezogener Reihung angeordnet, wie auch an der Front zur Meusdorfer Straße (auch Meusdorfer Straße 61). | 09295986 |
|                                         | Mietshaus in geschlossener Bebauung | Bornaische Straße 68 (Karte)                                                        | 1888 (Mietshaus) | mit Tordurchfahrt und Laden, historisierende Putzfassade mit feinteiligem Stuckdekor, baugeschichtlich von Bedeutung Zwischen 1888 und 1891 bebaute der Zimmermeister Louis Roßberger die zur Bornaischen Straße gelegene Seite seines Zimmerplatzes zwischen Meusdorfer Straße und Ecksteinstraße mit viergeschossigen Mietshäusern. Als eines der ersten Häuser entstand 1888 die Nummer 68 nach Plänen des Architekten S. Schreyer als Putzbau mit stark durch Gesimse und Giebel gegliederter Fassade und feinteiligem Stuckdekor. Das zweite Obergeschoss wird durch Rundgiebel hervorgehoben. Beidseitig befinden sich leicht vorstehende und bis in das Dachgeschoss erhöhte Seitenrisalite mit Pilastergliederung. Über dem auf Konsolen ruhenden Hauptgesims drei Dachhäuser in enger Stellung mit pyramidenartigen Aufsätzen. In der Tordurchfahrt Gratgewölbe, das Treppenhaus mit Holzkassattendecken. | 09295987 |
| Direkt Bild zu diesem Denkmal hochladen | Mietshaus in offener Bebauung | Bornaische Straße 73 (Karte)                                                        | 1888–1889 (Mietshaus) | fein strukturierte Putzfassade, ortsentwicklungsgeschichtlich von Bedeutung | 09299061 |
|                                         | Pflegeheim, ehemaliges Armenhaus, mit Anbau und Einfriedung | Bornaische Straße 82 (Karte)                                                        | 1886–1887 (Pflegeheim) | errichtet 1886-1887als Armenhaus der Gemeinde Connewitz, viergeschossiges und elfachsiges Gebäude, Souterrain und Mansardgeschoss, Anbau mit gelber Ziegelfassade, bauhistorisch und ortsgeschichtlich von Bedeutung Pflegeheim Connewitz, errichtet 1886–1887 durch den Maurermeister G. H. Rietzschel für den Gemeinderat Connewitz als Armenhaus auf einem 1881 von dem Bankier Wilhelm Seyfferth der Gemeinde vererbten Gelände. Der viergeschossige Putzbau mit Sandsteingliederungen und einachsigem, den Eingang aufnehmenden Mittelrisalit. Das Erdgeschoss mit feiner Nutung, erstes und zweites Obergeschoss mit schmaler Putzbänderung, im Dachbereich in dichter Abfolge ein Wechsel von breiten und schmalen Dachhäusern. Die Innenaufteilung zweihüftig mit einer Anordnung der Räume an einem Mittelkorridor, im Erdgeschoss Verwaltungsräume, Küchen und sechs Zimmer, Obergeschosse und Dachgeschoss mit jeweils dreizehn Zimmern. Rückseitig ein zweigeschossiges, ehemals Waschküchen und Leichenkammern enthaltendes Nebengebäude. Seitlich rechts ein 1895–1896 durch den Maurermeister Franz Wendt errichteter Anbau als ein in der Traufhöhe das alte Haus deutlich überragender viergeschossiger Ziegelbau. Er diente der geschlossenen Armenpflege und enthielt fünf Arbeits- und drei Schlafsäle. Der die gesamte Parzelle 91 einnehmende parkartige Garten wohl 1892 bei der Errichtung der Einfriedungsmauer angelegt. | 09295989 |
|                                         | Mietshaus in geschlossener Bebauung | Bornaische Straße 83 (Karte)                                                        | 1903 (Mietshaus) | mit Hausdurchgang und Laden, Klinkerfassade mit Stuckgliederungen, baugeschichtlich von Bedeutung Mit Nummer 85 und 87: Die drei dreigeschossigen Mietshäuser wurden 1903 nach Plänen des Architekten F. Otto Gerstenberger für den Maurermeister Julius Illge errichtet. Klinkerbauten mit verputzten und zum Teil mit einer Nutung versehenen Erdgeschossen. Obwohl zeitgleich und nach Plänen desselben Architekten für denselben Bauherrn entstanden, weisen sie keine einheitliche Gestaltung auf. Am aufwendigsten stellt sich Nummer 85 dar mit einem von Frauenmasken eingefassten Portal, geometrisierendem Dekor an den Fensterbrüstungen der Obergeschosse und zwei Renaissancegiebeln. Bei Nummer 87 handelt es sich um ein Eckgebäude mit Abfasung, langgestreckter Front zur Klemmstraße und einem für die Erbauungszeit altertümlichen massiven Aufsatz im Eckbereich. | 09296359 |
|                                         | Mietshaus in geschlossener Bebauung | Bornaische Straße 85 (Karte)                                                        | 1903 (Mietshaus) | mit Laden, Klinkerfassade mit Jugendstil-Stuckdekorationen, baugeschichtlich von Bedeutung Bornaische Straße 83/85/87 1903 nach Plänen von F. Otto Gerstenberger für den Maurermeister Julius Illge errichtet. Klinkerbauten mit verputzten und teilweise genuteten Erdgeschossen. Die Fassadengestaltung nicht einheitlich: Am aufwendigsten Nummer 85 mit einem von Frauenmasken eingefassten Portal, geometrisierendem Dekor an den Fensterbrüstungen der Obergeschosse und zwei Renaissancegiebeln. Das Eckgebäude Nummer 87 mit Abfasung, langgestreckter Front zur Klemmstraße und einem für die Erbauungszeit altertümlichen erhöhten Aufsatz im Eckbereich. (Denkmaltopographie Bundesrepublik Deutschland, Denkmale in Sachsen, Stadt Leipzig, Südliche Stadterweiterung, 1998) | 09296360 |
|                                         | Mietshaus in geschlossener Bebauung in Ecklage | Bornaische Straße 87 (Karte)                                                        | 1903 (Mietshaus) | mit Laden, Klinkerfassade mit Stuckdekorationen, baugeschichtlich von Bedeutung Bornaische Straße 83/85/87 1903 nach Plänen von F. Otto Gerstenberger für den Maurermeister Julius Illge errichtet. Klinkerbauten mit verputzten und teilweise genuteten Erdgeschossen. Die Fassadengestaltung nicht einheitlich: Am aufwendigsten Nummer 85 mit einem von Frauenmasken eingefassten Portal, geometrisierendem Dekor an den Fensterbrüstungen der Obergeschosse und zwei Renaissancegiebeln. Das Eckgebäude Nummer 87 mit Abfasung, langgestreckter Front zur Klemmstraße und einem für die Erbauungszeit altertümlichen erhöhten Aufsatz im Eckbereich. (Denkmaltopographie Bundesrepublik Deutschland, Denkmale in Sachsen, Stadt Leipzig, Südliche Stadterweiterung, 1998) | 09296361 |
| Direkt Bild zu diesem Denkmal hochladen | Mietshauszeile einer Wohnanlage, ehemals mit Postamt in Nr. 90 | Bornaische Straße 90; 90a; 92; 94; 96; 98; 100; 102 (Karte)                         | 1933–1934 (Mehrfamilienwohnhaus) | mit Läden (Lebensmittelladen in Nummer 92, Eckladen von Nummer 102 ehemals Molkereigeschäft), Putzfassade mit Ziegelsockel und Ziegeleinfassungen der Eingänge, Eckbetonung der Hauszeile in Art eines Kopfbaus zur Probstheidaer Straße, siehe auch Dölitzer Straße 43a und Probstheidaer Straße 13/15, baugeschichtlich von Bedeutung Mit Dölitzer Straße 43a und Probstheidaer Straße 13-15: Auf sukzessive von der Stadtgemeinde erworbenem Gelände an Dölitzer, Probstheidaer und Bornaischer Straße in vier Bauabschnitten zwischen 1933 und 1940 durch den Baumeister F. Herbert Heine als steuerbefreiter Kleinwohnungsbau privat errichtete Wohnanlage. Zum ersten Bauabschnitt von 1933–1934 gehören Dölitzer Straße 43a, nach Plänen des Architekten Erich Heine, mit dreigeschossiger Putzfassade, hoher ziegelverblendeter Sockelzone und ziegelgebänderten Erkern sowie Probstheidaer Straße 13-14 und Bornaischer Straße 100-102, drei- bis viergeschossige Putzbauten mit durch einen Fußwalm abgesetzten massiven Dachgeschossen nach Plänen des Architekten Ernst Riedel. Das Eckgebäude Bornaische Straße 102 mit in origineller Weise in die Eckkante eingeschnittener abgefaster Ladenfront. Die anschließende langgezogene, den geschwungenen Verlauf der Bornaischen Straße aufnehmende Zeile als viergeschossige ungegliederte Putzbauten aus den drei weiteren Bauphasen: Nummer 94-98 1934–1935, Nummer 92 1935–1936 und Nummer 90 und 90a 1939–1940. Der nunmehr auch für den Entwurf verantwortlich zeichnende Bauherr griff dabei auf die Pläne zurück, die Riedel für Nummer 100 ausgearbeitet hatte, die jüngeren Häuser der Zeile erhielten jedoch schlichtere Eingänge. Die Erdgeschosse in der Regel mit zwei Wohnungen pro Eingang, während die Obergeschosse eine dreispännige Grundrissaufteilung mit jeweils drei Wohnungen aufweisen. Die Wohnungsgrößen betragen zwischen 35 und 60 Quadratmeter. Nur die größeren Wohnungen wurden mit Bad ausgestattet, für die meisten waren in den Souterrains Gemeinschaftsbäder eingerichtet. Zur Infrastruktur der Anlage gehörten ein Postamt in Straße Nummer 90 und ein Lebensmittelladen in Nummer 92, während sich in dem Eckladen von Nummer 102 ein Molkereigeschäft befand. | 09295990 |
|                                         | Mietshaus in halboffener Bebauung | Bornaische Straße 93 (Karte)                                                        | 1905–1906 (Mietshaus) | mit Läden, Klinkerfassade mit Stuckgliederungen, baugeschichtlich von Bedeutung Mit Nummer 95: Zwei 1905 nach Plänen des Architekten F. Otto Gerstenberger für den Maurermeister und Kohlenhändler Julius Illge erbaute dreigeschossige Mietshäuser. Die Obergeschosse mit Klinkerverblendung, die Erdgeschosse verputzt und mit einer Nutung. Nummer 93 aufgrund der beiden Renaissancegiebel und dem zentrierten rundbogigem Portal von ähnlicher Gestaltung wie Gerstenbergers zwei Jahre zuvor ebenfalls für Julius Illge erbautes Wohnhaus Bornaische Straße Nummer 85, doch ist die Fassade aufgrund der Verwendung von Dreiecksgiebeln und des Verzichtes auf geschwungene Formen in den Details strenger. Das dem Connewitzer Bahnhof gegenüberliegende Eckgebäude Nummer 95 entspricht in der rythmisierenden Reihung der Fenster sowie in der Höhe der Sohlbänke und der Gesimse dem Nachbarhaus, variiert aber im Dekor der Fensterumrahmungen und in der Höhe der Verdachungen. Das beherrschende Motiv ist die Gestaltung abgefasten Ecke mit massivem Dachausbau, zweiachsigem Erker und turmartigem Dachaufsatz, die für die Erbauungszeit, ähnlich wie bereits an Gerstenbergers 1903 für Illge erbautem Eckhaus Bornaische Straße 87, altertümlich wirkt. Im Erdgeschoss von Nummer 95, im Bereich der heutigen Gaststätte, befanden sich ursprünglich die Kontore und der Wiegeraum von Illges Kohlenhandlung. | 09296322 |
|                                         | Mietshaus in halboffener Bebauung und in Ecklage | Bornaische Straße 95 (Karte)                                                        | 1905 (Mietshaus) | dreigeschossiges Gebäude mit Eckkneipe, Klinkerfassade mit Stuckgliederungen, Eckerker, baugeschichtlich von Bedeutung Bornaische Straße 93/95 1905 nach Plänen von F. Otto Gerstenberger für den Maurermeister und Kohlenhändler Julius Illge erbaut. Die Obergeschosse klinkerverblendet, die Erdgeschosse mit Putznutung. Nummer 93 mit den beiden Renaissancegiebel und dem zentrierten rundbogigen Portal von ähnlicher Gestaltung wie Gerstenbergers zwei Jahre zuvor ebenfalls für Julius Illge erbautes Wohnhaus Bornaische Straße Nummer 85. Das dem Connewitzer Bahnhof gegenüberliegende Eckgebäude Nummer 95 entspricht mit der rythmisierenden Anordnung der Fenster sowie in der Höhe der Sohlbänke und Gesimse dem Nachbarhaus, variiert aber in Fensterrahmungen und Verdachungen. Beherrschendes Motiv ist hier die Gestaltung der abgefasten Ecke mit Dachausbau, Erker und Dachaufsatz, die für die Erbauungszeit – ähnlich wie bereits an Gerstenbergers 1903 für Illge erbautem Eckhaus Bornaische Straße 87 – altertümlich wirkt. (Denkmaltopographie Bundesrepublik Deutschland, Denkmale in Sachsen, Stadt Leipzig, Südliche Stadterweiterung, 1998) | 09296323 |
| Weitere Bilder                          | Bahnhof mit Verwaltungs- und Empfangsgebäude, Güterschuppen und Toilettenhäuschen | Bornaische Straße 95a (Karte)                                                       | 1888 (Empfangsgebäude), 1907 (Bahnsteig), 1893 (Bahnsteigüberdachung), 1907 (Güterbahnhof), 1888 (Güterschuppen) | Güterschuppen mit Rampe und vorstehendem Schutzdach, als zusammenhängendes Ensemble in Ziegelbauweise, Dokument der Orts- und Verkehrsgeschichte | 09296645 |
| Weitere Bilder                          | Schule mit Turnhalle, daran angebauter Hausmeisterwohnung, Vorgarten, Schulhof und Einfriedungsmauer mit Portal | Bornaische Straße 104 (Karte)                                                       | 1903–1904 (Schule) | langgestreckter Schulbau mit Uhrenturm, rückseitig an der Dölitzer Straße gelegen, historistische Putzfassade, baugeschichtlich und ortsgeschichtlich von Bedeutung 1992–2006 Theodor-Mommsen-Gymnasium, errichtet 1903–1904 als 31. Bezirksschule nach Plänen von Stadtbaurat Otto Wilhelm Scharenberg auf einem bereits 1890 von der Schulgemeinde Connewitz erworbenen Gelände an der Bornaischen Straße. Das dreiflügelige Schulgebäude als ein von der Straße zurückgesetzter viergeschossiger barockisierender Putzbau. Der langgestreckte, in die Bauflucht der rückwärtig verlaufenden Dölitzer Straße eingepasste Hauptflügel besitzt zur Bornaischen Straße einen breiten Mittelrisalit mit zentralem geschweiften Giebel und bildet zusammen mit den kurzen Seitenflügeln eine den Schulhof einfassende Ehrenhofsituation aus. Der nördliche Seitenflügel wird durch einen in dem Straßenzug der Dölitzer Straße als Blickpunkt wirkungsvollen Uhrenturm mit barockisierender Haube überhöht. In seiner Verlängerung zur Bornaischen Straße ein eingeschossiges Turnhallengebäude mit angrenzendem zweigeschossigem Hausmeistertrakt, beide zur Straße mit geschweiften Giebeln und zentralem, durch Pilaster und Gesimse gestalteten rundbogigem Portal. Zur Bornaischen Straße wird der Schulhof durch eine verputzte Ziegelmauer mit Eisenzaun und dreigeteiltem, segmentbogigem Portal abgeschlossen, das über der mittleren Durchfahrt eine große Kartusche mit Leipziger Stadtwappen zeigt. Die Grundrissaufteilung des Hauptgebäudes zweihüftig mit an einem Mittelkorridor gelegenen Klassenzimmern. | 09295997 |
|                                         | Mietshaus in offener Bebauung, mit Waschhaus im Hof | Bornaische Straße 106 (Karte)                                                       | 1908 (Mietshaus) | ehemals mit zwei Läden, Klinker-Putz-Fassade mit zwei Erkern, baugeschichtlich von Bedeutung Freistehendes dreigeschossiges, zusammen mit dem auf dem rückseitigen angrenzenden Grundstück Dölitzer Straße 45 errichteten Wohngebäude Dölitzer Straße 45 1908 durch den Baumeister Arthur Riehl für den Baumaterialienhändler Bruno Paukert erbautes Mietshaus. Von der unteren ziegelverblendeten, aus Sockel und Erdgeschoss bestehenden Gebäudezone die klinkerverkleideten Obergeschosse durch ein Gurtgesims abgesetzt. Beidseitig jeweils ein halbrunder, durch Vertikalgliederungen und Putzfelder mit aufgelegter Stuckdekoration unterteilter Erker, der linke mit Balkonaufsatz, der rechte mit flachem Kuppeldach über den ausladenden Kopfgesimsen. Überragt wird der Erker links durch einen gebrochenen Giebel. Der Eingang mittig mit ovalem Obergeschoss, darüber das mittlere Fenster im ersten Obergeschoss durch Stuckdekor betont. Der Hausflur mit Ornamentfliesen, Wandkacheln und einem Kreuzrippengewölbe mit Gurten. In den Geschossen jeweils zwei Wohnungen, von den beiden Läden im Erdgeschoss ursprünglich nur der rechte vorhanden. | 09295998 |
|                                         | Mietshaus in offener Bebauung | Bornaische Straße 108 (Karte)                                                       | 1910–1911 (Mietshaus) | mit Läden, Putzfassade mit Erkern, Reformstil-Architektur, baugeschichtlich von Bedeutung Bauherr, Bauleiter und Ausführender für das freistehende Mietshaus war Maurermeister Ernst Viereckel, der einen im Oktober 1910 vorgestellten Planungsentwurf bis Januar 1911 umsetzte (zwei verschiedene Entwürfe sind aktenkundig), die Försterschen Massivdecken brachte Baumeister Otto Bergelt ein. 2001 Bauantrag für Balkonanlagen. Verputzter, wenig verzierter Reformstilbau mit rundem Erker an der einen Gebäudeecke und Kastenerker auf der anderen Fassadenseite, das Erdgeschoss vollständig als Ladenzone ausgebaut. LfD/2008 | 09299232 |
|                                         | Doppelmietshaus (Bornaische Straße 110 und Prinz-Eugen-Straße 43) in offener Bebauung mit Vorgarten an der Prinz-Eugen-Straße | Bornaische Straße 110 (Karte)                                                       | 1935–1936 (Doppelmietshaus) | zeittypischer Putzbau, Eckbetonung durch Balkon, baugeschichtlich von Bedeutung Auf dem Eckgrundstück, gegenüber dem Connewitzer Bahnhof gelegen, stand zunächst nur ein kleines Verkaufsgebäude, wohl eher als Kiosk anzusprechen. Ein 1909 initiiertes Bauvorhaben blieb unausgeführt. Auch 1933 von Architekt Ernst Riedel eingereichte Pläne für Kleinwohnungen kamen nicht zur Umsetzung. Erst 1935–1936 kam der heutige Bau zu stehen, vom vorgenannten Architekten mit überarbeitetem Entwurf betreut und durch die Unternehmung von R. Julius Alexander Schulz finanziert. Der Inhaber des Baugeschäftes Aug. Richter, Maurermeister Paul Körner, übernahm Ausführung und die Verbauung der von der Leipziger Westend-Betonwerk GmbH gelieferten Eisenbetonstürze. Ein im September 1940 eingereichter Garagenbau erfuhr im Januar 1942 wegen des “bestehenden Neubauverbotes” baupolizeiliche Versagung. Ausgesprochen modern ist der Erstentwurf, mit konkav verbrochener Ecke nebst Vorfahrt für motorisierte Fahrzeuge und etwas zurückgesetztem Obergeschoss. Mit den eingereichten Tekturen trat eine gewisse Biederheit in den Vordergrund, nicht aber der Verzicht auf eine gediegene Ausstattung. Es gliedern u. a. Keramikfliesen an den Hauseingängen und Eisenklinker im Sockelbereich sowie einige Eisengitter den Bau. Im Jahr 1966 übrigens wurde im Haus Bornaische Straße 110 eine Konsum-Verkaufsstelle erwähnt. Städtebaulich gegenüber dem Connewitzer Bahnhof, in unmittelbarer Nähe zur Bornaischen Brücke und am oberen Ende der ehemaligen alten Dorfstraße (heute Prinz-Eugen-Straße) gelegenes Doppelhaus mit stadtteilentwicklungsgeschichtlicher Bedeutung. LfD/2013 | 09304424 |
|                                         | Zwei Mietshäuser einer Wohnanlage (bauliche Einheit mit Prinz-Eugen-Straße 56), mit Vorgarten | Bornaische Straße 112; 114 (Karte)                                                  | bezeichnet 1937, 1936–1937 (Doppelmietshaus) | traditionalistische Putzfassade, Eckbetonung durch Abrundung, Graffiti und erhöhten Eckbau, siehe auch Prinz-Eugen-Straße 56, baugeschichtlich von Bedeutung Nach Plänen des Architekten Woldemar von Holy 1936–1937 für Landes-Siedlungs- und Wohnungsfürsorgegesellschaft m.b.H. „Sächsisches Heim“ in Dresden errichtete Wohnanlage in abgerundeter Ecklage an der Einmündung der Prinz-Eugen-Straße in die Bornaische Straße. Ein erhöhter viergeschossiger Mittelbau auf gebogenem Grundriss die Straßenecke beherrschend, ihn flankieren zwei jeweils dreigeschossige Seitenflügel. Die Fassaden mit ziegelverblendetem Sockel und Rauputz, an den mittig angeordneten Eingangsachsen ornamentale Putzgraffitifelder. In den Geschossen pro Eingang jeweils zwei Dreizimmerwohnungen, rückseitig vier Balkonvorbauten. Die fünf Meter tiefen Vorgärten zur Prinz-Eugen-Straße erhalten, die mit halber Tiefe angelegten zur Bornaischen Straße zugunsten einer Bürgersteigverbreiterung aufgegeben. | 09295993 |
|                                         | Mietshaus in geschlossener Bebauung | Brandstraße 2 (Karte)                                                               | 1904 (Mietshaus) | historisierende Klinkerfassade mit zeitgemäßer Jugendstil-Ornamentik am Erker, siehe auch Wolfgang-Heinze-Straße 38 und 38b, baugeschichtlich von Bedeutung 1904 vom Architekten Carl Wolf für Tischlermeister Robert Klepzig erbaut. Asymmetrische Ziegelfassade mit zeitgemäßer Jugendstil-Ornamentik vor allem am verputzten Erker (siehe auch Wolfgang-Heinze-Straße 38, 38b). | 09296226 |
|                                         | Mietshaus in ehemals geschlossener Bebauung | Brandstraße 3 (Karte)                                                               | 1929–1931 (Mietshaus) | Putzfassade mit Erker, Seitenrisalit mit Stufengiebel, Tendenz zu spätexpressionistischen Formen, vergleiche Neudorfgasse 4, baugeschichtlich von Bedeutung Brandstraße 3 und Neudorfgasse 4: Zusammen mit dem Eckbau Brandstraße 1 (kriegszerstört) und Neudorfgasse 4 1929 bis 1931 nach Plänen von Otto Juhrich für die Wohnungsbaugesellschaft Leipziger Handwerker errichtet. Durch die Zerstörung des Eckhauses ist der Zusammenhang heute auseinandergerissen. Die beiden „Flügelbauten“ an der Brandstraße und der Neudorfgasse sind spiegelbildlich aufeinander bezogen: sie besitzen einen fünfgeschossigen, zweiachsigen Seitenrisalit, der in einen hohen Stufengiebel (mit charakteristischer Spitze und Rhombenfenster) ausläuft und jeweils einen zweigeschossigen Erker, der ebenfalls spitzgiebelig endet. Ein Fensterband in der Dachzone verband die beiden äußeren Bauten mit dem höhengestaffelten Eckbau. Der rötliche Originalputz ist bei Brandstraße 3 erhalten, ebenso die ursprünglichen „vergitterten“ Fenster und der geradlinig gerahmte Eingang. Beispiel für die bis nach 1930 anhaltende Tendenz zum Vertikalismus des gemäßigten Expressionismus, der die Bauten der zwanziger Jahre in Leipzig beherrscht. | 09296025 |
| Direkt Bild zu diesem Denkmal hochladen | Doppelmietshaus in halboffener Bebauung in Ecklage | Brandstraße 4; 6 (Karte)                                                            | 1931–1938, Nummer 4 (Doppelmietshaus) | traditionalistische Putzfassade mit Loggien, aufwendige Haustürrahmungen, städtebaulich markante Lage an einer Straßenbiegung, baugeschichtlich von Bedeutung Ein Wohnhausprojekt von Paatzsch & Adam für Bauunternehmer Liebold 1914 kam nicht zur Umsetzung und so standen Wohn- und Stallgebäude auf dem ehemaligen Grundstück Beckmann (Nummer 4) bis zu ihrem Abbruch 1937, als die Wohnungsbaugesellschaft Leipziger Handwerker den Architekten Otto Juhrich beauftragte. Die Bauakte für Nummer 6 ist vermutlich verloren, jedoch können die Grundlinien des Mietwohnungsbaus auf dem Nachbargrundstück Nummer 4 übertragen werden. Im Oktober begannen die Arbeiten von Nummer 4 durch Paul Arthur Friedrich, Inhaber eines 90 Arbeiter beschäftigenden Baugeschäfts. Beteiligt war ferner Baumeister J. Zuber mit seiner Firma für Hoch-, Tief- und Eisenbetonbau, im Juni 1938 wurden die Arbeiten abgeschlossen. Der Laden im Erdgeschoss erfuhr einen Umbau 1966 zum Wohnraum. Hinter der Putzfassade mit strenger Gliederung liegen in den Obergeschossen je drei Wohnungen mit zwei Zimmern, einer Kammer, Küche sowie Bad- und Toilettenraum, die jeweils vom Vorplatz aus erschlossen werden, eine Wohnung ist im Dachgeschoss untergebracht. Leider wurde ein erster Entwurf mit seitlichen Zwerchgiebeln im späten Art-Déco-Stil und einem Erker über die drei Obergeschosse reichend nicht umgesetzt. Somit zeugt die schlichte Architektur von Sparsamkeit und einem Verzicht auf schmückende Gestaltung (mit Ausnahme der Hauseingangstür-Rahmung), der in das Stilempfinden Einzug gehaltenen Strenge, bereits zur Erbauungszeit wurde im Keller neben dem Waschhaus ein Luftschutzraum eingerichtet. Die Fassade von Nummer 6 ist durch straßenseitige Loggien geöffnet und erscheint weniger streng, die originalen Holzfenster der beiden Häuser sind erhalten. Von besonderem Interesse die an der Fassade sichtbaren Halterungen für die Aufhängung der Fahrleitung ehemals hier verkehrender Oberleitungsbusse. Baugeschichtlich und städtebaulich von Bedeutung. LfD/2012 | 09297261 |
|                                         | Mietshaus in geschlossener Bebauung | Brandstraße 15 (Karte)                                                              | 1899 (Mietshaus) | mit Ladenzone und mit Tordurchfahrt, historisierende Klinkerfassade, baugeschichtlich von Bedeutung Schlichter Bau mit ursprünglicher Ladenfront und Verblendziegel-Fassade, 1899 vom Zimmermeister Ernst Strieder erbaut. | 09295899 |
|                                         | Mietshaus in ehemals offener Bebauung | Brandstraße 17 (Karte)                                                              | 1875 (Mietshaus) | historisierende Putzfassade in spätbiedermeierlicher Baugesinnung, mit übergiebeltem Mittelrisalit, baugeschichtlich von Bedeutung 1875 für Franz Hermann Hartmann erbaut. Wohnhaus in spätbiedermeierlicher Baugesinnung mit leicht hervortretendem übergiebelten Mittelrisalit, delikater Fensterrahmung und feinem Stuck im Giebelfeld und auf den geraden Fensterbedachungen. Das Erdgeschoss genutet. Der jüngst erfolgte Dachausbau unpassend. Zum Haus gehörte ein Waschhaus im Hof, mit Toiletten und einer Kleinstwohnung. LfD/2018 | 09295900 |
|                                         | Mietshaus in geschlossener Bebauung in Ecklage | Brandstraße 19a (Karte)                                                             | 1911 (Mietshaus) | ehemals mit Läden, Putzfassade, Reformstil-Architektur, baugeschichtlich von Bedeutung 1911 für den Milchhändler Franz Friedrich von Hugo Grasemann, Architekt und Baumeister errichtet. Konventionelle Gliederungsprinzipien, so das Zusammenfassen von zwei Hauptetagen durch Fensterbedachungen, verbinden sich mit zeitgemäßen Einzelformen wie die flachen breiten Lisenen und die gerundete Ecke zu einem Bau von klarer sachlicher Grundhaltung | 09295901 |
|                                         | Mietshaus in geschlossener Bebauung | Brandstraße 21 (Karte)                                                              | 1896 (Mietshaus) | historisierende Putzfassade, mit Wirtschaftseingang im Souterrain, baugeschichtlich von Bedeutung Der Baumeister, Zimmermeister und Bauunternehmer Hermann Winkler hat den Bau 1896 entworfen und ausgeführt. Alle Teile dieses Hauses, das in Grundriss und Fassadengliederung dem verbreiteten Schema eines schlichteren Mietshauses der Gründerzeit entspricht, sind- einschließlich der Innenausstattung des Hausflures- original erhalten. | 09295902 |
| Direkt Bild zu diesem Denkmal hochladen | Mietshaus in geschlossener Bebauung, mit Vorgarten | Brandstraße 22 (Karte)                                                              | 1887–1888 | Gründerzeitliche Putzfassade, baugeschichtlich von Bedeutung | 09307281 |
|                                         | Doppelmietshaus in geschlossener Bebauung | Brandstraße 23; 25 (Karte)                                                          | 1912 (Doppelmietshaus) | Putzfassade, Reformstil-Architektur, baugeschichtlich von Bedeutung Doppelmietshaus, 1912 von Architekt und Baumeister Willy Schmidt für Zimmermeister Karl Böcke erbaut. Die betont asymmetrische Fassade wird durch das hohe bandartig genutete Sockelgeschoss und das Gurtgesims zusammengehalten. Die oberen drei Geschosse sind vertikal gegliedert, wobei die beiden zusammenstoßenden ungleich breiten Seitenrisalite der beiden Hausteile einen Mittelrisalit bilden, der in den beiden oberen Etagen noch einmal durch Lisenen vertikal akzentuiert ist. Beispiel für einen geradlinig spröden Übergangsstil der Zeit vor dem 1. Weltkrieg. | 09295903 |
|                                         | Mietshaus in geschlossener Bebauung in Ecklage, mit Vorgarten | Brandstraße 26 (Karte)                                                              | 1887 (Mietshaus) | historisierende Putzfassade, baugeschichtlich von Bedeutung Der Eckbau zusammen mit den anstoßenden Häusern an der Similden- und Brandstraße 1887 vom Maurermeister Otto Jänicke für Karl August Riehl entworfen. In der „verbrochenen Ecke“ befand sich ein Eckladen, Erdgeschoss und Eckachse waren mit Putzquaderung versehen, die Ecksituation durch eine ursprünglich mit Vasen gekrönte Attika betont. Den drei Wohnungen in jeder Etage stand nur ein gemeinsames „Privat“ zur Verfügung. | 09296408 |
| Weitere Bilder                          | Mietshauszeile einer Wohnanlage | Brandstraße 27; 29; 31; 33; 35; 37; 39 (Karte)                                      | 1926–1927 (Mehrfamilienwohnhaus) | Putzfassade mit Erkern und Giebeln, im Stil des Art-Déco, baugeschichtlich von Bedeutung Wohnanlage,1926-1927 nach Plänen von Fritz Riemann für die Gemeinnützige Beamten-Baugenossenschaft errichtet. Reihe von sieben Häusern unterschiedlicher Frontlänge mit plastischer Steigerung nach der Mitte zu: Die mittleren Häuser besitzen je zwei Kastenerker, die seitlichen Bauten, dreieckig vorspringende Erker und Stufengiebel, das Haus Nummer 7 ist nach Westen abgeknickt, da hier ursprünglich eine Verlängerung der in die Brandstraße einmündenden Selnecker Straße geplant war. Zusammengefasst sind die sieben Häuser durch das in Höhe der Hauseingänge verlaufende Sockelgesims und das abschließende 4. Geschoss mit Klappläden. Hauseingänge mit zum Teil spitzwinkligen Oberlichtern und der charakteristische gratig- spitzwinklige Rankenstuck der Erker zeigen die typische Handschrift des Art-Déco der mittleren zwanziger Jahre. aus sieben Häusern bestehende Anlage | 09295904 |
|                                         | Mietshaus in geschlossener Bebauung | Brandstraße 30 (Karte)                                                              | 1890 (Mietshaus) | mit Tordurchfahrt und Laden, Klinker-Putz-Fassade mit Stuckdekorationen, baugeschichtlich von Bedeutung | 09296409 |
|                                         | Mietshaus in geschlossener Bebauung und Hinterhaus | Brandstraße 32 (Karte)                                                              | 1889 (Mietshaus) | mit Tordurchfahrt, Klinkerfassade mit Stuckdekorationen, baugeschichtlich von Bedeutung s. Nummer 30 und 34 | 09296410 |
|                                         | Mietshaus in geschlossener Bebauung | Brandstraße 34 (Karte)                                                              | 1898 (Mietshaus) | mit Tordurchfahrt, Klinkerfassade mit Stuckdekoration, baugeschichtlich von Bedeutung s. Nummer 30 | 09296411 |
|                                         | Mietshaus in halboffener Bebauung und Hinterhaus | Brandstraße 36 (Karte)                                                              | 1889 (Mietshaus) | mit Tordurchfahrt und Laden, historisierende Putzfassade, baugeschichtlich von Bedeutung 1889 von Robert Gneupel als Bauherr und Ausführender mit Seiten- und Querflügel errichtet. Erdgeschoss ursprünglich mit Putzquaderung. Neben dem Haus befand sich die Zufahrt zum Depot der Großen Leipziger Straßenbahn, die Gleisführung und die stark veränderten Gebäude sind noch vorhanden. | 09296412 |
|                                         | Verwaltungsgebäude (Brandstraße 38) und zwei ehemalige Straßenbahndepotgebäude (Simildenstraße 20) | Brandstraße 38 (Karte)                                                              | 1891 (Verwaltungsgebäude), 1890 (Straßenbahndepot) | gründerzeitliche Klinkerbauten auf dem Gelände des letzten durch die Pferdebahngesellschaft errichteten Straßenbahndepots, Durchgangsgrundstück zwischen Brandstraße und Simildenstraße, technikgeschichtlich und ortsgeschichtlich von Bedeutung | 09298218 |
|                                         | Wohnhaus in halboffener Bebauung (bauliche Einheit mit Selneckerstraße 7) | Brandstraße 40 (Karte)                                                              | 1926–1927 (Wohnhaus) | angrenzend an das Paul-Gerhardt-Haus Selneckerstraße 7, Teil des Kirchgemeindehauses, Putzfassade, Eingangsrisalit mit Treppengiebel, Anklänge an den Art-Déco-Stil, baugeschichtlich und ortsgeschichtlich von Bedeutung Gemeindehaus der Paul-Gerhardt-Gemeinde, 1926–1927 nach Plänen des Architekten Richard Wagner erbaut. Saalbau mit hohem Stufengiebel zur Brandstraße, die Längsseite zurückgesetzt hinter einer Grünanlage zur Selneckerstraße. Mit der höher gelegenen Kirche durch eine Treppenanlage verbunden. (Denkmaltopographie Bundesrepublik Deutschland, Denkmale in Sachsen, Stadt Leipzig, Südliche Stadterweiterung, 1998) | 09296902 |
| Direkt Bild zu diesem Denkmal hochladen | Sachgesamtheit Wohnanlage Connewitz der Eisenbahner-Baugenossenschaft, mit den Einzeldenkmalen: Mehrfamilienhäuser Burgstädter Straße 2, 4 (Obj. 09296505), Burgstädter Straße 6, 8 (Obj. 09296728), Burgstädter Straße 10, 12, 14, 16, 18, 20, 22 (Obj. 09301811), Kohrener Straße 3, 5, 7, 9, 11 (Obj. 09296786), Kohrener Straße 13, 15, 17, 19, 21 (Obj. 09295995), Kohrener Straße 14, 16, 18, 20, 22, 24 (Obj. 09295996), Narsdorfer Straße 1, 3, 5 (Obj. 09296503), Narsdorfer Straße 2, 4, 6 (Obj. 09296502), Narsdorfer Straße 7, 9, 11, 13 (Obj. 09296726), Narsdorfer Straße 8, 10, 12, 14, 16 (Obj. 09296727), Probstheidaer Straße 21 (Obj. 09295999), Probstheidaer Straße 23 (Obj. 09296783), Probstheidaer Straße 25, 27, 29 (Obj. 09296504) sowie umgebende Grünflächen als Sachgesamtheitsteile                                                                                 | Burgstädter Straße 2; 4; 6; 8; 10; 12; 14; 16; 18; 20; 22 (Karte)                   | 1939–1940, bezeichnet 1939 (Mehrfamilienwohnhaus) | markante Putzbauten, die Häuser der frühen 1930er Jahre im Stil der Moderne, die der späten 1930er Jahre im traditionalistischen Stil, städtebaulich und baugeschichtlich von Bedeutung Wohnanlage der Eisenbahner-Baugenossenschaft Leipzig Zwischen den beiden östlich der Bornaischen Straße gelegenen Bebauungsgebieten an Klemm- und Gaschwitzer Straße sowie am Connewitzer Friedhof war eine größere Fläche unbebaut geblieben. Hier erwarb, in unmittelbarer Nähe der Bahngleise, die Eisenbahner-Baugenossenschaft Leipzig eGmbH 1929 Bauland. Über einen verhältnismäßig langen Zeitraum von mehr als zehn Jahren entstand in mehreren Bauphasen eine der mit 426 Wohneinheiten größten Wohnanlagen im Leipziger Süden. Von der bereits bestehenden Probstheidaer Straße wurden die neuangelegten Querstraßen erschlossen. Zu dem ersten Bauabschnitt von 1930–1931, für den der Architekt O. M. Rothmann die Pläne lieferte, gehörten zwei sich gegenüberstehende dreigeschossige Zeilen aus fünf und sechs Häusern an der Kohrener Straße mit erhöhten Kopfbauten (Nummer 13/15/17/19/21 und Nummer 14/16/18/20/22/24) sowie an der Probstheidaer Straße ein eingeschossiger Lebensmittelladen (Nummer 21). Die weiteren Bauabschnitte an Narsdorfer und Burgstädter Straße entstanden nach einer durch die Weltwirtschaftskrise verursachten Bauunterbrechung erst ab der Mitte der 1930er Jahre. In den Plänen des nun bauleitenden Architekten Alfred Uttecht ist mit der Verwendung von Walmdächern und Sgraffiti eine Abkehr von Rothmanns im Stil der Neuen Sachlichkeit errichteten Bauten und eine Aufnahme traditionalistischer Tendenzen spürbar. Als erstes wird nach Uttechts Plänen 1934 die Ostseite der Kohrener Straße (Nummer 3/5/7/9/11) fertiggestellt. Es folgt 1935–1936 an der Probstheidaer Straße ein Eckhaus, dessen Hauptfront zur Narsdorfer Straße weist (Nummer 23) und eine freistehende aus drei Häusern bestehende Baugruppe (Nummer 25/27/29). 1936–1937 entstehen die anschließenden Blöcke an der Narsdorfer Straße (Nummer 7/9/11/13 und Nummer 8/10/12/14/16) und 1939–1940 weitere, nun auch das nördliche Teilstück der Burgstädter Straße einschließende Baublöcke (Nummer 1/3/5 mit Burgstädter Straße 6/8 und Nummer 2/4/6 mit Burgstädter Straße 2/4). Die ebenfalls 1939–1940 gegenüber den Bahngleisen an der Westseite der Burgstädter Straße (Nummer 10/12/14/16/18/20/22) errichtete Zeile wurde nach mehr als fünfzigprozentiger Kriegszerstörung 1951–1952 in vereinfachter Form wieder aufgebaut. Entsprechend der baulichen Entwicklung sind die drei von der Probstheidaer Straße abgehenden Straßen angelegt worden, was sich in den Daten ihrer Benennung nach Gemeinden des Leipziger Landes widerspiegelt: Kohrener Straße 1930, Narsdorfer Straße 1935 und Burgstädter Straße 1939. Hauptmerkmal der städtebaulichen Gestaltung ist die gekrümmte Anlage von Kohrener und Narsdorfer Straße. Dadurch sind Straßenräume entstanden, in denen sich der Blick fängt und die verstärkt als einheitliche bauliche Ensembles in Erscheinung treten. Gebildet werden die Straßenräume aus mehreren in geschlossener Bauweise zusammenstehenden Blöcken mit jeweils vier bis sechs Häusern. Zumeist dreigeschossig, besitzen die Zeilen an der Kohrener Straße massiv aufgeführte Bodengeschosse mit Flachdächern und bilden zur Probstheidaer Straße mit viergeschossigen Kopfbauten eine Portalsituation aus. Die lange Reihung der Baublöcke wird durch die Verwendung von vortretenden Runderkern und schmalen gerundeten Risaliten an den Gebäudekanten gestalterisch untergliedert. Die Putzfassaden sind mit Ziegelsockeln versehen, die Eingänge – im Wechsel an der Straßen- und der Hofseite – besitzen Ziegelrahmungen. An den Hofseiten sind Loggien eingelassen. Putzfassaden mit Ziegelsockeln, ziegelge- rahmte Eingänge und rückseitige Loggien finden sich auch an der dreigeschossigen Bebauung der späteren Abschnitte. Durch die Verwendung von Walmdächern anstelle der massiven Bodengeschosse wirkt sie generell niedriger, so dass eine Abstufung von den hohen Kopfbauten bis hierher bemerkbar wird. Auch im gekrümmten Verlauf der Narsdorfer Straße und im nördlichen Teilstück der Burgstädter Straße werden die Zeilen strukturiert, durch vorstehende und die Dachtraufe überragende Eingangsachsen, die durch einen unregelmäßigen und stark aufgerauten Putz von den übrigen Wandflächen abgehoben sind. Zwischen den hier angebrachten Treppenhausfenstern sitzen Felder mit ornamentalen Sgraffiti. Die zur Probstheidaer Straße gehörenden Bauten besitzen ebenfalls Putzfassaden, Ziegelsockel, Eingänge mit Ziegelgewänden und Walmdächer, doch sind die Wandflächen weniger untergliedert. Die aus drei Häusern bestehende Gruppe ist durch einen breiten mittleren Dachausbau untergliedert. Die Geschossgrundrisse sind fast durchgängig dreispännig angelegt und entsprechen damit dem seit den 1890er Jahren in Connewitz am häufigsten verwendeten Grundrisstyp. In der Regel bestehen die Wohnungen aus Zimmer, Stube, Küche und Bad sowie Loggien an den Seitenwohnungen. Bei den früheren Baublöcken an der Kohrener Straße wurde diese Grundrisseinteilung variabel gehandhabt, Rothmann plante in einigen Fällen auch Ein- und Dreizimmerwohnungen. Entsprechend unterschiedlich sind die Wohnflächen, für die Einzimmerwohnungen 45, für die Wohnungen mit zwei Zimmern zwischen 52 und 67 und für die Dreizimmerwohnungen 77,5 Quadratmeter. Der nach Plänen Rothmanns errichtete Lebensmittelladen ist eingeschossig mit großen Fenstern, Ziegelsockel, verputzten Wandflächen und stark vortretendem Flachdach angelegt. Der Gesamteindruck der Anlage wird stark durch die zugehörigen Grünanlagen geprägt, Rasenflächen mit Baumbepflanzungen und Wäschetrockenplätzen hinter den langgestreckten Hauszeilen sowie von Ligusterhecken eingefassten Grünflächen vor den Häusern. Die Straßenecken sind durch Pappeln markiert. (Denkmaltopographie Bundesrepublik Deutschland, Denkmale in Sachsen, Stadt Leipzig, Südliche Stadterweiterung, 1998) | 09304096 |
| Direkt Bild zu diesem Denkmal hochladen | Einzeldenkmal o. g. Sachgesamtheit: Mehrfamilienhäuser einer Wohnanlage (siehe auch Sachgesamtheitsdokument – Obj. 09304096, Burgstädter Straße 2-22) | Burgstädter Straße 2; 4 (Karte)                                                     | 1939–1940, bezeichnet 1939 (Doppelmietshaus) | traditionalistische Putzfassade mit Sgraffiti, baugeschichtlich von Bedeutung | 09296505 |
| Direkt Bild zu diesem Denkmal hochladen | Einzeldenkmal o. g. Sachgesamtheit: Mehrfamilienhäuser einer Wohnanlage (siehe auch Sachgesamtheitsdokument – Obj. 09304096, Burgstädter Straße 2-22) | Burgstädter Straße 6; 8 (Karte)                                                     | Nummer 8, 1936–1937, Teil eines Doppelmietshauses (Doppelmietshaus), Nummer 6, 1939–1940, Teil eines Doppelmietshauses (Doppelmietshaus) | traditionalistische Putzfassade mit Sgraffiti, baugeschichtlich von Bedeutung | 09296728 |
| Direkt Bild zu diesem Denkmal hochladen | Einzeldenkmal o. g. Sachgesamtheit: Mehrfamilienhäuser einer Wohnanlage (siehe auch Sachgesamtheitsdokument – Obj. 09304096, Burgstädter Straße 2-22) | Burgstädter Straße 10; 12; 14; 16; 18; 20; 22 (Karte)                               | 1938–1940 (Wohnblock) | Putzfassade, Eingänge in Natursteinrahmung, im traditionalistischen Stil, hofseitig zwei Sgraffiti-Reliefs, baugeschichtlich von Bedeutung | 09301811 |
| Weitere Bilder                          | Weiße Brücke: Brücke über den Floßgraben im Auwald | Die Linie (Karte)                                                                   | um 1880/1890 (Brücke) | gusseiserne Brücke, baugeschichtlich von Bedeutung | 09296199 |
|                                         | Mietshaus in geschlossener Bebauung in Ecklage | Dölitzer Straße 2 (Karte)                                                           | 1901–1902 (Mietshaus) | Putz-Klinker-Fassade, ortsentwicklungsgeschichtlich von Bedeutung Bauleitung und Ausführung übernahm der Architekt Carl Heinrich Lindemann für das von Emilie Raulf geb. Hauptmann in Auftrag gegebene Bauvorhaben an der Ecke zur Meusdorfer Straße. Schlichte, noch gründerzeitliche Fassade mit verbrochener Ecke, Verblendklinkern und Putzflächen, Verwendung von profilierten Kunststeinelementen unter Verzicht auf Stuckdekor. Das 1901–1902 entstandene Mietshaus mit komplett erhaltener originaler Ausstattung. LfD/2007 | 09297352 |
|                                         | Mietshaus in ehemals geschlossener Bebauung, mit Vorgarten | Dölitzer Straße 3 (Karte)                                                           | 1904 (Mietshaus) | mit Laden, Putzfassade mit reicher Jugendstil-Dekoration, baugeschichtlich von Bedeutung Ein 1904 nach Plänen des Architekten F. Otto Gerstenberger für den Baumeister Otto Föhre errichtetes viergeschossiges Mietshaus. Ziegelverblendeter Sockel und Putzfassade, das Erdgeschoss mit einer fein eingeschnittenen Nutung, die Obergeschosse mit flach aufgelegtem Jugendstilstuckdekor in Form von Masken, Girlanden und Blüten. Die linke Haushälfte ist bis in den Dachbereich massiv ausgeführt mit abschließendem Dreiecksgiebel. Im Erdgeschoss nahezu mittig der von einem wie ebenfalls flach aufgelegten Stuckdekor aus Schweifwerk eingerahmte Eingang mit einer Frauenmaske als Schlussstein. | 09296289 |
|                                         | Mietshaus in geschlossener Bebauung | Dölitzer Straße 4 (Karte)                                                           | 1901–1902 (Mietshaus) | Klinkerfassade mit Sandsteingliederungen, baugeschichtlich von Bedeutung Mit Nummer 6, 8 und 10: Vier gleichartig gestaltete viergeschossige Mietshäuser, die 1901–1902 nach Plänen des Architekten Heinrich Lindemann errichtet wurden, Nummer 4 und 6 für den Bauunternehmer Franz Dietze, Nummer 8 und 10 für den Schlossermeister Max Stephan. Über den verhältnismäßig hohen mit Bruchsteinimitat verkleideten Sockeln glattverputzte Erdgeschosse, darüber die Obergeschosse mit Klinkerverkleidung und einfachen Sandstein- und Stuckgliederungen. | 09296288 |
|                                         | Mietshaus in geschlossener Bebauung mit Vorgarten | Dölitzer Straße 5 (Karte)                                                           | 1904 (Mietshaus) | Klinkerfassade mit Sandsteingliederung und Stuckdekoration, baugeschichtlich von Bedeutung Nummer 5 und Nummer 7: Die beiden viergeschossigen Mietshäuser wurden 1904–1905 nach Plänen des Architekten Max Todt errichtet, Nummer 5 für den Maurerpolier Gustav Heyer, Nummer 7 für den Bauunternehmer August Meinicke. Beide Häuser mit Klinkerfassaden, das Erdgeschoss bei Nummer 5 verputzt und ursprünglich mit einer Nutung versehen, das bei Nummer 7 ebenfalls klinkerverkleidet. Die Obergeschosse mit Sandsteingesimsen und Stuckgliederungen. Beidseitig sind die beiden äußeren Fensterachsen bei Nummer 5 durch gerahmte Brüstungsfelder und Ornamentfelder unter den Verdachungen als durchlaufende Putzachsen gestaltet. Bei Nummer 7 sind die ornamentierten Brüstungsfelder mit Jugendstildekor unter den Fenstern des ersten Obergeschosses und ein kräftiges Konsolgesims wichtige Gestaltungselemente. Der Dachausbau bei Nummer 7 stammt von 1932. | 09296290 |
|                                         | Mietshaus in geschlossener Bebauung | Dölitzer Straße 6 (Karte)                                                           | 1901 (Mietshaus) | Klinkerfassade mit Sandsteingliederungen, baugeschichtlich von Bedeutung Dölitzer Straße 4/6/8/10 Vier gleichartig gestaltete Mietshäuser, 1901–1902 nach Plänen des Architekten Heinrich Lindemann errichtet, Nummer 4 und 6 für den Bauunternehmer Franz Dietze, Nummer 8 und 10 für den Schlossermeister Max Stephan. Über den hohen mit Bruchsteinimitat verkleideten Sockeln glattverputzte Erdgeschosse, darüber die Obergeschosse mit Klinkerverkleidung und einfachen Sandstein- und Stuckgliederungen. (Denkmaltopographie Bundesrepublik Deutschland, Denkmale in Sachsen, Stadt Leipzig, Südliche Stadterweiterung, 1998) | 09296287 |
|                                         | Mietshaus in geschlossener Bebauung mit Vorgarten | Dölitzer Straße 7 (Karte)                                                           | 1904 (Mietshaus) | Klinkerfassade mit Sandsteingliederungen und Jugendstil-Dekoration, baugeschichtlich von Bedeutung Nummer 5 und Nummer 7: 1904–1905 nach Plänen des Architekten Max Todt errichtet: Nummer 5 für den Maurerpolier Gustav Heyer, Nummer 7 für den Bauunternehmer August Meinicke. Beide Häuser mit Klinkerfassaden, das Erdgeschoss bei Nummer 5 verputzt und ursprünglich genutet. Die Obergeschosse mit Sandsteingesimsen und Stuckgliederungen. Beidseitig sind die äußeren Fensterachsen bei Nummer 5 durch gerahmte Brüstungsfelder und Ornamentfelder unter den Verdachungen als durchlaufende Putzachsen gestaltet. Bei Nummer 7 sind die ornamentierten Brüstungsfelder mit Jugendstildekor und ein kräftiges Konsolgesims die wichtigsten Gestaltungselemente. Der Dachausbau bei Nummer 7 stammt von 1932. LfD/1998 (Denkmaltopographie Bundesrepublik Deutschland, Denkmale in Sachsen, Stadt Leipzig, Südliche Stadterweiterung, 1998) | 09296291 |
|                                         | Mietshaus in geschlossener Bebauung | Dölitzer Straße 8 (Karte)                                                           | 1901 (Mietshaus) | Klinkerfassade mit Sandsteingliederungen, baugeschichtlich von Bedeutung Dölitzer Straße 4/6/8/10 Vier gleichartig gestaltete Mietshäuser, 1901–1902 nach Plänen des Architekten Heinrich Lindemann errichtet, Nummer 4 und 6 für den Bauunternehmer Franz Dietze, Nummer 8 und 10 für den Schlossermeister Max Stephan. Über den hohen mit Bruchsteinimitat verkleideten Sockeln glattverputzte Erdgeschosse, darüber die Obergeschosse mit Klinkerverkleidung und einfachen Sandstein- und Stuckgliederungen. (Denkmaltopographie Bundesrepublik Deutschland, Denkmale in Sachsen, Stadt Leipzig, Südliche Stadterweiterung, 1998) | 09296286 |
|                                         | Mietshaus in geschlossener Bebauung | Dölitzer Straße 10 (Karte)                                                          | 1901–1902 (Mietshaus) | Klinkerfassade mit Sandsteingliederungen, baugeschichtlich von Bedeutung Dölitzer Straße 4/6/8/10 Vier gleichartig gestaltete Mietshäuser, 1901–1902 nach Plänen des Architekten Heinrich Lindemann errichtet, Nummer 4 und 6 für den Bauunternehmer Franz Dietze, Nummer 8 und 10 für den Schlossermeister Max Stephan. Über den hohen mit Bruchsteinimitat verkleideten Sockeln glattverputzte Erdgeschosse, darüber die Obergeschosse mit Klinkerverkleidung und einfachen Sandstein- und Stuckgliederungen. (Denkmaltopographie Bundesrepublik Deutschland, Denkmale in Sachsen, Stadt Leipzig, Südliche Stadterweiterung, 1998) | 09296285 |
|                                         | Mietshaus in geschlossener Bebauung und Ecklage | Dölitzer Straße 12 (Karte)                                                          | 1901–1902 (Mietshaus) | historisierende Klinkerfassade mit Sandsteingliederung und Jugendstil-Dekoration, baugeschichtlich von Bedeutung Nummer 12 und 14: Die beiden an der Kreuzung zur Ecksteinstraße sich gegenüberstehenden viergeschossigen Eckbauten wurden mit gleicher Fassadengestaltung 1901–1902 (Nummer 12) und 1902–1903 (Nummer 14) nach Plänen des Architekten Heinrich Lindemann für den Bauunternehmer Franz Dietze errichtet. Die Obergeschosse klinkerverkleidet mit Sandsteingesimsen und Stuckgliederungen, diese im Vergleich zu denen der gleichzeitig durch denselben Architekten erbauten Nachbarhäuser Nummer 4-10 durch die Verwendung von Rund- und Dreiecksgiebeln repräsentativer. Die breiten zweiachsig abgefasten Kanten wie auch die sie flankierenden Achsen an den Straßenfronten werden von Lisenen mit Stuckrankendekor eingefasst. In Nummer 14 erfolgte der Einbau einer Gaststätte mit Laden im Erdgeschoss, der Dachausbau zur Dölitzer Straße stammt aus dem Jahr 1927. | 09296297 |
|                                         | Mietshaus in ehemals geschlossener Bebauung und Ecklage | Dölitzer Straße 14 (Karte)                                                          | 1902–1903 (Mietshaus) | historisierende Klinkerfassade mit Sandsteingliederung und Jugendstildekoration, baugeschichtlich von Bedeutung Dölitzer Straße 12/14 Die beiden an der Kreuzung zur Ecksteinstraße sich gegenüberstehenden viergeschossigen Eckbauten wurden mit gleicher Fassadengestaltung 1901–1902 (Nummer 12) und 1902–1903 (Nummer 14) nach Plänen des Architekten Heinrich Lindemann für den Bauunternehmer Franz Dietze errichtet. Die Obergeschosse klinkerverkleidet mit Sandsteingesimsen und – im Vergleich zu Nummer 4-10 durch die Verwendung von giebelförmigen Verdachungen auffälligeren – Stuckgliederungen. Die breiten zweiachsig abgefasten Eckrisalite werden von Vertikalgliederungen mit Stuckrankendekor eingefasst. Der Dachausbau zur Dölitzer Straße von 1927. Dölitzer Straße 18/20. (Denkmaltopographie Bundesrepublik Deutschland, Denkmale in Sachsen, Stadt Leipzig, Südliche Stadterweiterung, 1998) | 09296296 |
|                                         | Mietshaus in ehemals geschlossener Bebauung und Hinterhaus | Dölitzer Straße 18 (Karte)                                                          | 1902 (Mietshaus) | Vorderhaus mit Tordurchfahrt, Klinkerfassade mit Sandsteingliederung, baugeschichtlich von Bedeutung Nummer 18 und 20: Zwei nach Plänen des Architekten Heinrich Lindemann für den Bauunternehmer Franz Dietze errichtete viergeschossige Mietshäuser. Das Erdgeschoss bei Nummer 20 wie ehemals auch bei Nummer 18 mit feingliedriger Putznutung, die Obergeschosse klinkerverkleidet mit Stuck- und Sandsteingliederungen, dabei die Sohlbänke der Fenster des dritten Obergeschosses bei Nummer 18 und auch des zweiten bei Nummer 20 ein durchlaufendes Gesims bildend und die Rund- und Dreiecksgiebel die Achsenabfolgen gliedernd. Den oberen Abschluss beider Fassaden markieren zwei kräftige Konsolgesimse. Zu beiden Häusern gehören eingeschossige, als Niederlagen errichtete Hintergebäude, im Hof von Nummer 20 befindet sich zudem eine kleine Ziegellaube. Die mittleren Dachausbauten bei Nummer 20 entstanden 1919 und 1921. | 09296295 |
|                                         | Mietshaus in geschlossener Bebauung, mit Hinterhaus und Gartenpavillon im Hof | Dölitzer Straße 20 (Karte)                                                          | 1902 (Mietshaus) | Vorderhaus mit Tordurchfahrt, Klinkerfassade mit Sandsteingliederung und Stuckdekoration, Pavillon an der Grundstücksgrenze zu Nummer 18, baugeschichtlich von Bedeutung Dölitzer Straße 18/20 1902 nach Plänen des Architekten Heinrich Lindemann für den Bauunternehmer Franz Dietze errichtet. Das Erdgeschoss bei Nummer 20 wie ehemals auch bei Nummer 18 mit dünner Putznutung, die Obergeschosse klinkerverkleidet mit Stuck- und Sandsteingliederungen. Die Sohlbänke bilden teilweise ein durchlaufendes Gesims, während giebelförmige Verdachungen die Achsenfolge akzentuieren. Den Abschluss beider Fassaden markieren zwei kräftige Konsolgesimse. Zu beiden Häusern gehören eingeschossige, als Niederlagen errichtete Hintergebäude, im Hof von Nummer 20 befindet sich zudem eine kleine Ziegellaube. Die Dachausbauten bei Nummer 20 von 1919 und 1921. (Denkmaltopographie Bundesrepublik Deutschland, Denkmale in Sachsen, Stadt Leipzig, Südliche Stadterweiterung, 1998) | 09296294 |
|                                         | Mietshaus in geschlossener Bebauung | Dölitzer Straße 22 (Karte)                                                          | 1902 (Mietshaus) | gelbe Klinkerfassade mit grün glasierten Schmuckbändern und Stuckgliederung, baugeschichtlich von Bedeutung 1902 errichtetes viergeschossiges Mietshaus mit Klinkerfassade und einfacher Stuckgliederung. Das Erdgeschoss verputzt mit Nutung, die Brüstungen der vertieft in die Erdgeschosszone eingelassenen Fenster sind als Putzfelder mit ornamentalen Ritzmotiven gestaltet. | 09296293 |
|                                         | Doppelmietshaus in geschlossener Bebauung mit Vorgarten | Dölitzer Straße 23; 25 (Karte)                                                      | 1910–1911 (Doppelmietshaus) | Putzfassade, Reformstil-Architektur, baugeschichtlich von Bedeutung Dreigeschossiges, 1910–1911 nach Plänen des Architekten Hugo Grasemann für den Baumeister Otto Bergelt erbautes Doppelmietshaus. Die Putzfassade im Bereich der Obergeschosse mit Lisenengliederung, Putzspiegeln und geometrisierenden Antragsarbeiten, eingebogene Rauten in Ovalen. Die sechs mittleren Achsen wurden ursprünglich überhöht von breitem gebrochenem Giebel. Die beiden straßenseitigen Eingänge besitzen thermenfensterartigen Supraporten. Die Wirkung des Doppelhauses ist nachhaltig gestört durch die Kriegszerstörung des Daches und der Giebelhälfte bei Nummer 7 sowie durch eine Neuverputzung der Fassade von Nummer 5 bei Weglassung der dortigen Ornamentik. | 09296301 |
|                                         | Mietshaus in geschlossener Bebauung mit Vorgarten | Dölitzer Straße 27 (Karte)                                                          | 1911 (Mietshaus) | Putzfassade, Reformstil-Architektur, baugeschichtlich von Bedeutung Nummer 27 und 29: Die beiden 1911 errichteten, sich spiegelsymmetrisch entsprechenden Mietshäuser gehen auf eine Gesamtplanung des letztendlich als ausführender Bauherr nur für Nummer 27 verantwortlichen Maurerpolier Robert Rödiger. Einzelne Abweichungen in der Fassadengestaltung bei Nummer 29 gehen auf eine Überarbeitung von Rödigers Entwurf durch den Architekten Moritz H. Eulitz für den Zimmermann Bernhard Mätzschker zurück. Beide Häuser mit dreigeschossigen Putzfassaden und jeweils vier bis in Dachbereich massiv ausgeführten Achsen mit bei Nummer 27 geschweiftem und bei Nummer 29 gebrochenem Giebel. Die Fensterachsen werden in den Obergeschossen durch Putzrahmungen zusammengefasst, zwischen den Fenstern befinden sich Putzspiegel. Die beiden Eingänge mittig in der Hausfront, der Eingang bei Nummer 27 mit dreiteiliger Supraporte. | 09296303 |
| Weitere Bilder                          | Sachgesamtheit Wohnanlage Dölitzer Straße des Bauvereins zur Beschaffung preiswerter Wohnungen, mit folgenden Einzeldenkmalen: Mehrfamilienhäuser (siehe auch Einzeldenkmaldokument – Obj. 09295957) und Vorgärten | Dölitzer Straße 28; 30; 32; 34; 36; 38; 40; 42; 44; 44a; 44b (Karte)                | 1928–1929 (Mehrfamilienwohnhaus) | in Zeilenform mit zum Teil originalen Läden (bei Nummer 30, Nummer 44 und Nummer 44a), Putzfassade, Relief des Bauvereins über der Haustür von Nummer 38, im traditionalistischen Stil, baugeschichtlich und sozialgeschichtlich von Bedeutung | 09304095 |
|                                         | Einzeldenkmale o. g. Sachgesamtheit: Mehrfamilienhäuser einer Wohnanlage (siehe auch Sachgesamtheitsdokument – Obj. 09304095, gleiche Anschrift) | Dölitzer Straße 28; 30; 32; 34; 36; 38; 40; 42; 44; 44a; 44b (Karte)                | 1928–1929 (Mehrfamilienwohnhaus) | in Zeilenform mit zum Teil originalen Läden (bei Nummer 30, Nummer 44 und Nummer 44a), Putzfassade, Relief des Bauvereins über der Haustür von Nummer 38, im traditionalistischen Stil, baugeschichtlich und sozialgeschichtlich von Bedeutung Die breitgelagerte, sich über elf Parzellen hinziehende Wohnanlage 1928–1929 wurde nach Plänen des Architekten Walther R. Beyer für den Bauverein zur Beschaffung preiswerter Wohnungen in Leipzig eGmbH errichtet. Fünf Häuser bilden den zurückgesetzten viergeschossigen Mittelflügel mit erhöhtem fünfgeschossigen mittleren Abschnitt und Walmdach, er wird flankiert von zwei aus jeweils drei Häusern gebildeten vorstehenden Seitenflügeln. Untergliedert werden die drei Baublöcke durch die vortretenden Eingangsachsen, die Eingänge selbst sind durch eine vertikale Bänderung gestaltet. Bestimmend für den Charakter der ansonsten ungegliederten Putzfassaden ist der Bewuchs mit Efeu. Pro Eingang und Geschoss enthält die Anlage zwei Kleinwohnungen aus jeweils zwei Zimmern, Küche und Bad. Zur Infrastruktur gehörten ein Fleischerladen in Nummer 30, ein Bäcker- und Konditorladen in Nummer 44 mit zugehöriger Bäckerei in Nummer 42 sowie ein Molkereiladen in Nummer 44a, fünf Waschküchen und zwei Rollräume. Die Vorgärten mit Kantsteineinfassungen, niedrigen Ligusterhecken und Rasenflächen. | 09295957 |
|                                         | Mietshaus in geschlossener Bebauung mit Vorgarten | Dölitzer Straße 29 (Karte)                                                          | 1911 (Mietshaus) | Putzfassade, Reformstil-Architektur, baugeschichtlich von Bedeutung Nummer 27 und 29: Die beiden 1911 errichteten, sich spiegelbildlich entsprechenden Mietshäuser gehen auf die Gesamtplanung des Maurerpoliers Robert Rödiger zurück. Beide Häuser mit dreigeschossigen Putzfassaden und jeweils vier bis in Dachbereich erhöhten Achsen, Nummer 27 mit geschweiftem, Nummer 29 mit gebrochenem Giebel. Die Fensterachsen werden in den Obergeschossen durch Putzrahmungen zusammengefasst, zwischen den Fenstern befinden sich Putzspiegel. Die beiden Eingänge mittig in der Hausfront, der Eingang bei Nummer 27 mit dreiteiliger Supraporte. | 09296304 |
|                                         | Mietshaus (mit drei Hausnummern) in geschlossener Bebauung mit Vorgarten | Dölitzer Straße 31; 31a; 33 (Karte)                                                 | 1926–1927 (Mietshaus) | Putzfassade, durch mittleren Giebel betont, im Art-Déco-Stil, baugeschichtlich von Bedeutung Die privat durch den Baumeister F. Herbert Heine errichtete breitgelagerte dreigeschossige Wohnanlage entstand 1926–1927. Die Putzfassade wird lediglich durch die drei leicht vortretenden Eingangsachsen, die Ziegelrahmung der Eingänge und das profilierte Kranzgesims gegliedert, dagegen ist die Dachlandschaft abwechslungsreicher gestaltet durch den breiten, abgestuften Mittelgiebel, den zwei kleineren ebenso abgestuften Giebeln über den beiden seitlichen Eingangsachsen und dem Mansarddach mit einer dichten Abfolge von gerade abschließenden Gaupen. Im mittleren Giebel ein zackig im Art-Déco-Stil zugeschnittenes Fenster. | 09296305 |
|                                         | Doppelmietshaus in geschlossener Bebauung, mit Vorgarten und Einfriedung | Dölitzer Straße 35; 37 (Karte)                                                      | 1912–1913 (Doppelmietshaus) | Hausflure mit originaler Ausstattung und Ausmalung, Putzfassade, Reformstil-Architektur, Vorgarten mit originalen Zaunpfosten, baugeschichtlich von Bedeutung Dreigeschossiges Doppelmietshaus, das 1912–1913 nach Plänen des Architekten Richard Teichmann für den Maurerpolier Karl Richter und den Bauunternehmer Otto Albrecht errichtet wurde. Breitgelagerte Putzfassade, deren acht mittlere Achsen im Dachbereich massiv ausgeführt sind und mit einem Walmdach abschließen. An den Fensterbrüstungen der mittleren Achsen kleine Putzspiegel, ansonsten als einzige Fassadengliederung zwei Gurtgesimse in Sohlbankhöhe der Fenster des Erdgeschosses und des ersten Obergeschosses. Dekorativ gestaltet sind die beiden ädikulaartigen Hauseingänge mit ein Blumenbouquet haltenden Kindern im Giebelfeld sowie Ornamentfeldern und grimassenschneidenden Masken an den seitlichen Pfen. Original erhalten haben sich die Ausstattung der Hausflure mit Wandkacheln und einer Ausmalung in Nummer 37 sowie die Zementpfen und bei Nummer 37 auch der Staket der Vorgarteneinfriedung. (Denkmaltopographie Bundesrepublik Deutschland, Denkmale in Sachsen, Stadt Leipzig, Südliche Stadterweiterung, 1998) | 09296298 |
|                                         | Doppelmietshaus in geschlossener Bebauung, mit Vorgarten und Einfriedung | Dölitzer Straße 39; 41 (Karte)                                                      | 1911–1912 (Doppelmietshaus) | Putzfassade, Reformstil-Architektur, baugeschichtlich von Bedeutung Das dreigeschossige Doppelmietshaus wurde 1911–1912 womöglich nach Plänen des Bauunternehmers Wilhelm Kother errichtet, Nummer 39 für die Bauunternehmergattin Selma Albrecht, Nummer 41 für Eduard Feichtinger und Ernst Hoppe. Breitgelagerte Putzfassade, die acht mittleren Achsen sind mit abschließendem Walmdach bis in das Dachgeschoss massiv ausgeführt und weisen in den Obergeschossen eine Gliederung durch Putzlisenen auf sowie kleinteilige Antragsarbeiten unter den obersten Fenstern. In der Souterrainzone ein vertikaler Kammputz, das Erdgeschoss mit einer über die gesamte Doppelhausbreite durchgezogener dünn in den Rauputz eingeschnittenen Putznutung sowie den beiden pilastergerahmten Hauseingängen mit Ziegelverdachungen. Die Hausflurausstattungen original vorhanden mit Wandkacheln, flachen Stuckbändern und figuralen, wasserausschüttende Frauen zeigenden Stuckreliefs. | 09296299 |
|                                         | Mietshaus in geschlossener Bebauung | Dölitzer Straße 43 (Karte)                                                          | 1911–1912 (Mietshaus) | ehemals mit Laden, Putzfassade, Reformstil-Architektur, baugeschichtlich von Bedeutung Dreigeschossiges Mietshaus, 1911–1912 wohl nach Plänen des Bauunternehmers Wilhelm Kother für den Maurerpolier Richard Hänseroth und den Zimmerpolier Otto Hänseroth errichtet. Putzfassade mit Putzspiegeln und kleinteiligen Antragsarbeiten unter den Fenstern des zweiten Obergeschosses. Bestimmend für die Form des Hauses der hohe gebrochene Giebel über den vier Achsen links. In der Mittelachse sitzt das Portal mit genuteten Pfen und einem Dreiecksgiebel, dessen Giebelfeld Stuckdekor enthält. Im Hausflur wasserausschüttende Frauen zeigende Reliefs. | 09296300 |
|                                         | Mietshaus einer Wohnanlage | Dölitzer Straße 43a (Karte)                                                         | 1928–1931 (Mietshaus) | Putzfassade mit Klinkergliederung, mehrere Kasten-Erker, stilistisch zwischen Traditionalismus und Moderne, siehe auch Bornaische Straße 90-102 und Probstheidaer Straße 13/15, baugeschichtlich von Bedeutung siehe Bornaische Straße 90-102 | 09295992 |
| Weitere Bilder                          | Mietshaus in offener Bebauung, mit Vorgarten und Einfriedung | Dölitzer Straße 45 (Karte)                                                          | 1908–1909 (Mietshaus) | repräsentatives Gebäude, Putzfassade mit einem dreigeschossigen abgeschrägten Vorbau, rechts in der Fassade Loggien, Reformstil-Architektur, baugeschichtlich von Bedeutung Freistehendes dreigeschossiges, zusammen mit dem auf dem rückseitig angrenzenden Grundstück Bornaische Straße 106 errichteten Wohngebäude 1908–1909 durch den Baumeister Arthur Riehl für Baumaterialienhändler Bruno Paukert erbautes Mietshaus. Putzfassade mit Gurtgesims und flach aufgelegten Stuckdekorationen. Vor dem leicht vorstehenden Mittelrisalit mit in den Dachbereich reichendem gebrochenem Giebel asymmetrisch versetzt ein dreigeschossiger abgeschrägter Vorbau. Rechts in der Fassade Loggien und gerundet vortretende Balkons mit schmiedeeisernen Gittern. An der linken Giebelseite ein eingeschossiger Windfanganbau aus Holz mit Außentreppe, daran anstoßend ein kaum vortretender Treppenhausrisalit mit polygonalem, ehemals von einer geschweiften Haube bekröntem Turmaufsatz. Die drei jeweils ein Geschoss einnehmenden Wohnungen von herrschaftlichem Zuschnitt. Zum Haus gehörend die schmiedeeiserne Einfriedung mit verputzten Ziegelsockel und -pfosten. | 09295961 |
|                                         | Mietshaus in halboffener Bebauung mit Vorgarten, Einfriedung und seitlicher Toreinfahrt sowie Hinterhaus | Dölitzer Straße 46 (Karte)                                                          | 1909 (Mietshaus) | zeittypische Putzfassade mit zwei Erkern, Reformstil-Architektur, baugeschichtlich von Bedeutung Das dreigeschossige freistehende Mietshaus entstand 1909 nach Plänen des Architekten Hugo Grasemann für den Steinsetzmeister Edwin Berger. An der breitgelagerten Putzfassade zwei Erker mit einfacher Lisenengliederung, die drei Achsen links bis in das Dachgeschoss erhöht mit Krüppelwalmgiebel. Die linke Giebelseite mit leicht vorstehendem Risalit und Blendfachwerkgiebel. In der mittleren Gebäudeachse ein barockisierendes Portal mit Pilastern, der Hausflur mit Wandkacheln, korbbogigem Gewölbe und Windfangtür. Im Hof ein zweigeschossiges Hintergebäude, ehemals mit Stall, Futterboden und Kutscherwohnung. Als Vorgarteneinfriedung ein Staketenzaun mit verputzten Ziegelsockel und -pfeilern. | 09295958 |
|                                         | Mietshaus in halboffener Bebauung und Ecklage, mit Vorgarten und Einfriedung | Dölitzer Straße 48 (Karte)                                                          | 1911–1912 (Mietshaus) | Putzfassade, das zweite Obergeschoss mit umlaufender Pilastergliederung, abgerundete Hausecke als beherrschendes Gestaltungsmotiv, Reformstil-Architektur, baugeschichtlich von Bedeutung Dreigeschossiges, 1911–1912 nach Plänen des Architekten G. George für den Maurermeister Wilhelm Richter erbautes Eckgebäude mit abgerundeter Ecke als beherrschendem Gestaltungsmotiv. Das Erdgeschoss der Putzfassade mit über beide Straßenfronten und die Eckabrundung durchlaufender Nutung, das durch ein Gurtgesims abgesetzte zweite Obergeschoss mit umlaufender Pilastergliederung. Zu beiden Straßenfronten jeweils zwei leicht vorstehende und in den Obergeschossen vorkragende Risalite, die beiden inneren mit kleinen Walmdachaufsätzen, während sich über den beiden äußeren massive Dachausbauten befinden. Der Hausflur mit Wandkacheln, Pilastergliederung, Stuckgesims und einer Tonnenwölbung mit Stuckgurten. | 09295959 |
|                                         | Mietshaus (mit drei Hausnummern) in offener Bebauung, mit Vorgarten | Dölitzer Straße 52; 54; 56 (Karte)                                                  | 1911–1912 (Mietshaus) | markante Putzfassade, Reformstil-Architektur, baugeschichtlich von Bedeutung 1911–1912 nach Plänen des Architekten F. Otto Gerstenberger für den Maurermeister Hermann Freiberg errichteter dreigeschossiger Wohnblock mit drei Hauseingängen. Die breite 22-achsige Putzfassade erhält einen repräsentativen Charakter durch zwei leicht vorstehende von Dreiecksgiebeln überhöhte mittlere Kompartimente, welche von zwei äußeren stärker vortretenden Risaliten mit massiven Dachaufsätzen flankiert werden. Souterrain und Erdgeschoss an den vorstehenden Teilen mit dünn eingeschnittener Nutung, die Wandpartien zwischen den Doppelfenstern am Erdgeschoss in Höhe der Stürze mit Gesims und pflanzlich-ornamental dekoriertem Stuckband. Stuckdekor gleichen Stils befindet sich auch als Einfassung an dem hochovalen Oberlicht über dem Eingang zu Nummer 54 und in den Dreiecksgiebeln. Der Hausflur von Nummer 54 mit Wandverkachelung, Lisenengliederung und Tonnenwölbung mit Stuckgurten. | 09295960 |
|                                         | Villa mit Terrasse, Einfriedung und Villengarten | Dölitzer Straße 58 (Karte)                                                          | 1905 (Villa) | Putzfassade, im Reform- und Heimatstil, Architekt: Paul Würzler-Klopsch, erbaut für Johanna Schiele-Berdux, der Ehefrau des Münchner Verwaltungsdirektors Fritz Schiele, baugeschichtlich und kunstgeschichtlich von Bedeutung 1905 nach Plänen des Architekten Paul Würzler-Klopsch für Johanna Schiele-Berdux, der Ehefrau des Münchner Verwaltungsdirektors Fritz Schiele errichtete eingeschossige Villa mit ausgebautem Mansardgeschoss und großem angrenzenden Garten. Das Äußere wird bestimmt durch das kontrastierende Absetzen des hohen, dunkel verschieferten Daches von dem weiß gestrichenen Rauputz der Wandflächen und den ebenfalls weiß gehaltenen Fenstern, Gesimsen, Rinnen und Fallrohren. Zur Dölitzer Straße hin befindet sich ein halbrunder bis in das Dachgeschoss reichender Vorbau, der den Eingang aufnimmt und in der Dachzone mit Blendfachwerk versehen ist. An der dem Garten zugewandten Südseite wie auch an der Nordseite jeweils ein leicht vorstehender Mittelrisalit mit Krüppelwalmgiebel, an der Rückfront ein weiterer halbrunder Vorbau, eingeschossig mit Balkon. Durch das den straßenseitigen Vorbau und die Dachausbauten einbeziehende Mansarddach erhält der Bau einen kompakten Charakter. Die Dach- und Giebelformen wie auch das Blendfachwerk und die Fensterläden weisen die kleine Villa dem Heimatstil zu. Über den halbrunden Eingangsvorbau und einen kleinen Vorraum ist eine hohe Diele mit dem Treppenhaus zu erreichen, daran anschließend befinden sich Wohnzimmer, Speisezimmer, Küche und Anrichte. Das Mansardgeschoss enthält einen Wohnraum mit ausgerundeter Fensteranlage über dem Eingangsrisalit, drei Schlafzimmer und das Bad. Den Gesamteindruck nicht beeinträchtigende Veränderungen erfolgten 1919 durch einen eingeschossigen Anbau neben dem nördlichen Risalit, 1920 durch den Bau einer Terrasse mit Kellerräumen vor der Südseite und 1924 durch den Einbau von zwei Garagen in den Räumen unter der Terrasse. | 09296306 |
|                                         | Mietshaus in geschlossener Bebauung in Ecklage | Ecksteinstraße 29 (Karte)                                                           | 1905 (Mietshaus) | mit Ladenzone, Eckbetonung durch Eckerker, Klinker-Putz-Fassade mit Stuckgliederungen, baugeschichtlich von Bedeutung Nummer 29 und 31: Zwei viergeschossige, 1904–1905 nach Plänen des auch als Bauherr zeichnenden Architekten Hugo Grasemann errichtete Mietshäuser. Nummer 29 in Ecklage zur Biedermannstraße mit im Eckbereich abgefasten und mit einer Putznutung versehenem Erdgeschoss, darüber die im rechten Winkel und mit Ecksäulen vorstehenden Obergeschosse klinkerverkleidet mit Stuckgliederungen. An den äußeren Achsen zu beiden Straßenfronten hohe segmentbogig schließende Loggien mit vorkragenden schmiedeeisernen Balkonen. Die beiden Läden im Erdgeschoss mit originalen Fronten, In den Geschosse jeweils zwei Wohnungen. Der Dachausbau zur Ecksteinstraße von 1926. Nummer 31 mit kräftig durchgebildeter, in Rohziegelverblendern ausgeführter Front. Die seitlichen Achsen mit breiten korbbogigen und verglasten Loggien, deren vortretende Brüstungen Balkone andeuten, die Fenster der mittleren Achsen hingegen segmentbogig mit profilierten Gewänden und Rauputzfeldern aufweisenden Brüstungen. Der Hausflur mit Ornamentfliesen, Wandkacheln und Tonnengewölbe, in den Geschossen jeweils zwei Wohnungen. Das Dachgeschoss enthielt ursprünglich ein Gemeinschaftsbad. | 09296378 |
|                                         | Mietshaus in geschlossener Bebauung | Ecksteinstraße 31 (Karte)                                                           | 1904–1905 (Mietshaus) | Ziegelfassade mit Putzfeldern, die seitlichen Achsen mit breiten verglasten Loggien, baugeschichtlich von Bedeutung Nummer 29 und 31: Zwei viergeschossige, 1904–1905 nach Plänen des auch als Bauherr zeichnenden Architekten Hugo Grasemann errichtete Mietshäuser. Nummer 29 in Ecklage zur Biedermannstraße mit im Eckbereich abgefasten und mit einer Putznutung versehenem Erdgeschoss, darüber die im rechten Winkel und mit Ecksäulen vorstehenden Obergeschosse klinkerverkleidet mit Stuckgliederungen. An den äußeren Achsen zu beiden Straßenfronten hohe segmentbogig schließende Loggien mit vorkragenden schmiedeeisernen Balkonen. Die beiden Läden im Erdgeschoss mit originalen Fronten, In den Geschosse jeweils zwei Wohnungen. Der Dachausbau zur Ecksteinstraße von 1926. Nummer 31 mit kräftig durchgebildeter, in Rohziegelverblendern ausgeführter Front. Die seitlichen Achsen mit breiten korbbogigen und verglasten Loggien, deren vortretende Brüstungen Balkone andeuten, die Fenster der mittleren Achsen hingegen segmentbogig mit profilierten Gewänden und Rauputzfeldern aufweisenden Brüstungen. Der Hausflur mit Ornamentfliesen, Wandkacheln und Tonnengewölbe, in den Geschossen jeweils zwei Wohnungen. Das Dachgeschoss enthielt ursprünglich ein Gemeinschaftsbad. | 09296275 |
| Direkt Bild zu diesem Denkmal hochladen | Mietshaus in geschlossener Bebauung | Ecksteinstraße 32 (Karte)                                                           | 1904–1905 (Mietshaus) | Putzfassade mit geometrischer Putzdekoration, baugeschichtlich von Bedeutung Viergeschossiges, 1904–1905 nach Plänen des Architekten Max Todt für den Bauunternehmer und Maurerpolier Karl Geissler erbautes Mietshaus. Die Putzfassade in den Obergeschossen mit ausgeprägter Vertikalgliederung, zu der die horizontale Putzstreifung des Erdgeschosses wie auch die in den Fensterzwischenräumen rückgelegten Putzstreifen als Fortführung der Sohlbänke in einem Spannungsverhältnis stehen. An den Brüstungsfeldern der beiden äußeren Achsen Stuckarbeiten mit von Kränzen umgebenen Wappenschilden. Das von einem Zahnschnittfries unterzogene Hauptgesims auf mit Masken besetzten Konsolen aufliegend. Der Hausflur nahezu mittig angeordnet, in den Geschossen jeweils zwei Wohnungen. | 09296278 |
|                                         | Mietshaus in geschlossener Bebauung | Ecksteinstraße 33 (Karte)                                                           | 1901–1902 (Mietshaus) | gelbe Klinkerfassade mit Sandsteingliederungen, baugeschichtlich von Bedeutung Durch den Maurermeister Otto Gruner 1901–1902 für den Maurerpolier Hermann Gruner errichtetes viergeschossiges Mietshaus. Das Erdgeschoss verputzt und ursprünglich mit Nutung, die Obergeschosse klinkerverkleidet mit Stuckgliederungen. Im Hausflur Stuckdekorationen in Jugendstilformen, pro Geschoss zwei Wohnungen. | 09296276 |
| Direkt Bild zu diesem Denkmal hochladen | Mietshaus in geschlossener Bebauung | Ecksteinstraße 34 (Karte)                                                           | 1902 (Mietshaus) | Klinkerfassade mit Sandsteingliederungen, baugeschichtlich von Bedeutung Durch den auch als Bauherr zeichnenden Maurerpolier Wilhelm Billig 1902 errichtetes viergeschossiges Mietshaus. Das Erdgeschoss verputzt mit Nutung, die Obergeschosse klinkerverkleidet mit Stuckgliederungen. Der nahezu mittig angeordnete Hausflur mit Ornamentfliesen und vier in Stuckrahmen eingefügten, Landschaften zeigenden Ölbildern. In den Geschossen jeweils zwei Wohnungen. | 09296277 |
|                                         | Mietshaus in halboffener Bebauung in Ecklage | Ecksteinstraße 35 (Karte)                                                           | 1904–1905 (Mietshaus) | ehemals mit Laden, Klinkerfassade mit Sandsteingliederungen, baugeschichtlich von Bedeutung Nummer 35 und 37: Zwei 1904–1905 nach Plänen des Architekten F. Otto Gerstenberger für den Maurermeister Eduard Möller errichtete viergeschossige Mietshäuser als Klinkerbauten mit verputzten Erdgeschossen, Stuckgliederungen und reichhaltigem, unter anderem Wappen und Girlanden zeigendem Stuckdekor an Fensterrahmungen, Giebelfeldern, Brüstungen, Verdachungen und den Kanten an der Abfasung der in Ecklage zur Dölitzer Straße liegenden Nummer 35. Vor Nummer 35 zur Dölitzer Straße ein Vorgarten mit schmiedeeiserner Einfriedung, zwischen beiden Häusern eine Belüftungslücke. Im Erdgeschoss zwei Läden mit Kontor und Ladenwohnungen, in den Obergeschossen jeweils drei Wohnungen in unterschiedlichen Größen. Bei Nummer 37 der Hausflur mit Ausmalung und Stuckausstattung, die Geschosse mit jeweils zwei Wohnungen. | 09296279 |
|                                         | Mietshaus in halboffener Bebauung | Ecksteinstraße 37 (Karte)                                                           | 1904–1905 (Mietshaus) | Klinkerfassade mit reich dekorierten Fensterrahmungen und Giebelfeldern, Hausflur mit Ausmalung, baugeschichtlich von Bedeutung Nummer 35 und 37: Zwei 1904–1905 nach Plänen des Architekten F. Otto Gerstenberger für den Maurermeister Eduard Möller errichtete viergeschossige Mietshäuser als Klinkerbauten mit verputzten Erdgeschossen, Stuckgliederungen und reichhaltigem, unter anderem Wappen und Girlanden zeigendem Stuckdekor an Fensterrahmungen, Giebelfeldern, Brüstungen, Verdachungen und den Kanten an der Abfasung der in Ecklage zur Dölitzer Straße liegenden Nummer 35. Vor Nummer 35 zur Dölitzer Straße ein Vorgarten mit schmiedeeiserner Einfriedung, zwischen beiden Häusern eine Belüftungslücke. Im Erdgeschoss zwei Läden mit Kontor und Ladenwohnungen, in den Obergeschossen jeweils drei Wohnungen in unterschiedlichen Größen. Bei Nummer 37 der Hausflur mit Ausmalung und Stuckausstattung, die Geschosse mit jeweils zwei Wohnungen. | 09296280 |
|                                         | Mietshaus in geschlossener Bebauung | Ecksteinstraße 39 (Karte)                                                           | 1904–1905 (Mietshaus) | Putzfassade mit Jugendstildekoration, baugeschichtlich von Bedeutung Mit Nummer 41: Zwei viergeschossige, 1904–1905 nach Plänen des Architekten F. Otto Gerstenberger für die Bauunternehmer Alwin Knösing (Nummer 39), Otto Thier und Alwin Schütze (Nummer 41) errichtete Mietshäuser. Über hohen Sockelzonen die mit Gliederungen und Dekorationen in Jugendstilformen gestalteten Putzfassaden. Bei Nummer 41 Mittelbetonung durch zwei in den Obergeschossen leicht vortretende mittlere Achsen mit Dreiecksgiebel und Stuckmaske. Die Fenster bei Nummer 39 in einfacher Reihung, doch auch hier die Gebäudemitte akzentuiert durch zwei plastisch vortretende Stuckmasken. Die Hausflure nahezu mittig, in den Geschossen jeweils zwei Wohnungen. 1955–1956 Wiederaufbau von kriegszerstörtem drittem Obergeschoss und Dach bei Nummer 39. | 09296281 |
|                                         | Wohn- und Verwaltungsgebäude in halboffener Bebauung, mit seitlicher Toreinfahrt | Ecksteinstraße 40 (Karte)                                                           | 1909–1910 (Wohn- und Bürogebäude) | ehemaliges Verwaltungsgebäude und Beamtenwohnhaus der Städtischen Energieversorgung, gelbe Ziegelfassade mit grünem Klinkerornament, zugehöriges Umspannwerk siehe Bornaische Straße 53 (siehe Objekt 09296358), baugeschichtlich und ortsentwicklungsgeschichtlich von Bedeutung | 09295945 |
|                                         | Mietshaus in geschlossener Bebauung | Ecksteinstraße 41 (Karte)                                                           | 1904–1905, bezeichnet 1904 (Mietshaus) | Putzfassade mit Jugendstildekoration, baugeschichtlich von Bedeutung s. Nummer 39 | 09296282 |
|                                         | Mietshaus in geschlossener Bebauung | Ecksteinstraße 42 (Karte)                                                           | 1908–1909 (Mietshaus) | Putzfassade, zwischen Reform- und Jugendstil, baugeschichtlich von Bedeutung 1908–1909 nach Plänen des Architekten F. Otto Gerstenberger für die Bauunternehmergattin Auguste Engel errichtetes viergeschossiges Mietshaus. Die Putzfassade lebendig wirkend aufgrund einer ausgeprägten, die Fensterachsen segmentbogig umfassenden Vertikalgliederung der Obergeschosse und dem Wechsel von Rau- und Glattputzflächen an Sockelzone, Erdgeschoss und den Brüstungsfeldern der Obergeschosse. Die glatt verputzten Vertikalgliederungen im oberen Bereich mit für eine Jugendstildekoration charakteristischen parallelen Streifen. Der mittig angeordnete Hausflur mit Wandkacheln, durch Pilaster gegliederten Wänden und einer Korbbogentonne. Im Erdgeschoss zwei, in den Obergeschossen jeweils drei Wohnungen. | 09295946 |
|                                         | Mietshaus in geschlossener Bebauung | Ecksteinstraße 43 (Karte)                                                           | 1904 (Mietshaus) | Klinkerfassade mit Sandsteingliederungen, baugeschichtlich von Bedeutung Mit Nummer 45: Zwei 1904–1905 nach Plänen des Architekten F. Otto Gerstenberger für die Bauunternehmer Otto Thier und Alwin Schütze errichtete viergeschossige Mietshäuser als Klinkerbauten mit einfachen Stuckgliederungen. Die verhältnismäßig hohen Sockel und die Erdgeschosse verputzt. Nummer 45 in abgefaster Ecklage zur Zwenkauer Straße. Die Hausflure nahezu mittig, der Eingangsbereich in Nummer 43 mit Stuckdekor in Jugendstilformen. In den Geschossen von Nummer 43 jeweils zwei, in denen von Nummer 45 jeweils drei Wohnungen. | 09296283 |
|                                         | Mietshaus in geschlossener Bebauung und in Ecklage | Ecksteinstraße 45 (Karte)                                                           | 1904–1905 (Mietshaus) | ehemals mit Eckladen, Klinkerfassade mit Sandsteingliederung, baugeschichtlich von Bedeutung s. Nummer 43 | 09296284 |
| Direkt Bild zu diesem Denkmal hochladen | Mietshaus in offener Bebauung in Ecklage, mit Vorgarten | Ecksteinstraße 46 (Karte)                                                           | 1938 (Mietshaus) | Putzfassade, im traditionalistischen Stil der Zeit, baugeschichtlich von Bedeutung | 09299213 |
| Direkt Bild zu diesem Denkmal hochladen | Mietshaus in offener Bebauung in Ecklage | Ecksteinstraße 50 (Karte)                                                           | 1914–1915 (Mietshaus) | Putzfassade, Eckbetonung durch Eckerker mit Türmchen, Reformstil-Architektur, baugeschichtlich von Bedeutung Nach Plänen des auch als Bauherrn zeichnenden Architekten Arthur Nagel weitgehend in den Jahren 1914–1915 errichtetes dreigeschossiges Mietshaus in Ecklage zur Frohburger Straße. Putzbau mit Ziegelsockel. An beiden Straßenfronten Balkone und gebrochene Giebel mit sparsamem Stuckdekor, die Brüstungsfelder mit Putzspiegeln. Die Ecke hervorgehoben durch einen polygonalen Erker mit geschweifter Haube und ein massiv ausgeführtes, die beiden Giebel mit dem Eckerker verbindendes Dachgeschoss. Rückseitig Küchenaustritte. In den Geschossen jeweils drei Wohnungen. Die Fertigstellung erfolgte aufgrund des Ersten Weltkrieges erst 1919. | 09296217 |
| Direkt Bild zu diesem Denkmal hochladen | Mietshaus in offener Bebauung mit Vorgarten | Ecksteinstraße 52 (Karte)                                                           | 1929–1930 (Mietshaus) | Putzfassade, Haustürgewände aus Sandstein, zur Straße große, mittig angeordnete Loggien, baugeschichtlich von Bedeutung Als „letztes Projekt in der ganzen Straße“ entstand 1929/1930 der unmodern wirkende Mietshausbau mit Mansardwalmdach und grauer Edelputzfassade über gelber Klinkerverblendung. Paul Schulze übernahm in Personalunion mit seinem in der Bornaischen Straße 49 ansässigen Baugeschäft für Hoch- und Tiefbau die Umsetzung des Vorhabens. Pläne vermutlich von den akademischen Architekten Jaeger & Hertel. Die Straßenfassade des freistehenden Gebäudes durch große, mittig angeordnete Loggien stark gebrochen, wenig einfühlsamer Loggienübergang bis ins Dachgeschoss. Langwierige Diskussionen mit der Baupolizei betrafen den Ausbau des Dachgeschosses, am 4. Dezember 1943 Bombenschäden und in den 1960er Jahren Bemühungen für einen Wiederaufbau der beschädigten Bereiche. Im Jahr 1996 Übergang vom Volkseigentum in Privathand. Pro Etage liegen drei Wohnungen mit drei Stuben, Küche, Balkon sowie Bad mit Innenclosett. „Die Malerarbeiten [auch des Treppenhauses] wurden in einfacher geschmackvoller Weise gehalten“ und die Waschküche sowie zwei PKW-Einstellräume im Keller untergebracht. Baugeschichtlich von Interesse als letztes abgeschlossenes Bauvorhaben in einem Mietshausquartier eines Connewitzer Ortserweiterungsgebietes. LfD/2012 | 09299060 |
| Direkt Bild zu diesem Denkmal hochladen | Doppelmietshaus in offener Bebauung, mit Einfriedung und Vorgarten | Ecksteinstraße 53; 55 (Karte)                                                       | 1913–1914 (Doppelmietshaus) | Putzfassade, Reformstil-Architektur, baugeschichtlich von Bedeutung Dreigeschossiges, 1913–1914 nach Plänen des Architekten Richard Teichmann für den Klempnermeister Hermann Ackermann erbautes freistehendes Doppelmietshaus. Der breitgelagerte Putzbau an seiner Hauptfront mit zwei durch spitze Giebel abschließenden Risaliten, seitlich daran anstoßend zwei noch stärker vortretende Veranden. Die Giebelfronten jeweils mit einem durch ein abgewalmtes Dach abgeschlossenen Mittelrisalit. An Dekorformen fanden ein umlaufendes Ziegelgesims mit Zahnschnitt und an den Risaliten Putzspiegel Anwendung. Die Hausflure mit Wandkacheln, in den Geschossen pro Doppelhaushälfte jeweils drei Wohnungen. | 09296220 |
| Direkt Bild zu diesem Denkmal hochladen | Mietshaus in ehemals geschlossener Bebauung | Eichendorffstraße 3 (Karte)                                                         | 1902 (Mietshaus) | Klinkerfassade mit Stuckgliederungen, baugeschichtlich von Bedeutung Durch den auch als Bauherrn zeichnenden Zimmermeister und Bauunternehmer 1902 errichtetes viergeschossiges Mietshaus. Sockelzone und Erdgeschoss verputzt und ursprünglich mit Nutung, die Obergeschosse klinkerverkleidet mit Stuckgliederungen. Leicht vortretender, durch Putzflächen und Gliederungen sich von der Klinkerfassade abhebender Mittelrisalit. Der nahezu mittig angeordnete Hausflur mit Ornamentfliesen, Holzpaneelen und Stuckdekor in Jugendstilformen. Pro Geschoss zwei Wohnungen. | 09296407 |
| Direkt Bild zu diesem Denkmal hochladen | Mietshaus in ehemals geschlossener Bebauung | Eichendorffstraße 6 (Karte)                                                         | 1913 (Mietshaus) | Putzfassade, Reformstil-Architektur, baugeschichtlich von Bedeutung Eichendorffstraße 6 1913 durch den Architekten Alfred Lingner, der auch als Bauherr zeichnet, errichtet. Putzbau mit hohem, sandsteinverblendetem Sockel. Das Erdgeschoss mit vertikalem Riffelputz, davon durch ein Gurtgesims abgesetzt die Obergeschosse. Die vier Achsen rechts über dem Hauptgesims erhöht, die anderen im Dachbereich nachträglich massiv ausgebaut. Zwei flache Risalite mit gequaderten Vertikalgliederungen, Putzspegeln und abschließenden Zahnschnittfriesen fassen den mittig angeordneten sandsteinumrahmten Eingang ein, über dessen Oberlicht eine Männermaske angebracht ist. Weitere Masken befinden sich an den Risaliten unterhalb des Hauptgesimses. Der Hausflur mit Wandkacheln und Tonnengewölbe. (Denkmaltopographie Bundesrepublik Deutschland, Denkmale in Sachsen, Stadt Leipzig, Südliche Stadterweiterung, 1998) | 09296406 |
| Direkt Bild zu diesem Denkmal hochladen | Mietshaus in ehemals geschlossener Bebauung | Eichendorffstraße 7 (Karte)                                                         | 1902–1903 (Mietshaus) | mit Laden, Klinker-Putz-Fassade mit Stuckgliederungen, zwei Erker, baugeschichtlich von Bedeutung Viergeschossiges, durch den Baumeister Kurt Bergk 1902–1903 für den Schlossermeister Theodor Bergk errichtetes Mietshaus. Durch zwei erheblich vortretende kantige Erker und kräftige Stuckgliederungen stark plastisch erscheinende Klinker-Putz-Fassade, die sich von dem durch gequadert erscheinende Putzflächen gestalteten Erdgeschoss bis zu dem in feinerer Jugendstilornamentik gehaltenen obersten Stockwerk steigert. Über dem ausladenden Hauptgesims ein Dachausbau von 1936. Der Hausflur nahezu mittig mit Holzpaneelen Lisenen sowie flachem Wand- und Deckenstuck. Das Erdgeschoss ehemals mit Laden, kleiner Ladenwohnung und einer weiteren Wohnung, die Obergeschosse mit jeweils zwei Wohnungen. | 09296405 |
| Direkt Bild zu diesem Denkmal hochladen | Verwaltungsgebäude (Anschriften: Karl-Liebknecht-Straße 143, Eichendorffstraße 9/11 und Richard-Lehmann-Straße 34) | Eichendorffstraße 9; 11 (Karte)                                                     | 1913–1915 (Verwaltungsgebäude) | langgestrecktes, repräsentatives Gebäude mit halbrundem Risalit, Fassade mit Werksteinverkleidung und figürlichen Reliefs, Architekten: Gustav Hänichen und Heinrich Tscharmann, Dresden, im Reformstil der Zeit um 1910, baugeschichtlich, kunstgeschichtlich und ortsgeschichtlich von Bedeutung Ehemalige Teutonia-Versicherung, errichtet 1913–1915 nach Plänen der Architekten Gustav Hänichen und Richard Tscharmann für die Teutonia-Versicherungsaktiengesellschaft in Leipzig. Dreiflügeliges Verwaltungsgebäude mit langgestreckter Front zur Karl-Liebknecht-Straße. Über der gequaderten Sockelzone eine vertikalgegliederte Werksteinfassade mit Attikageschoss und halbrund vorstehendem Mittelrisalit, der das über eine Außentreppe erreichbare Portal enthält. Das Portal mit antikisierendem Porträtkopf im Halbprofil. Der Mittelrisalit wird durch Pilaster, Tiermasken und dekorativ mit Bogenfeldern ausgestaltete Fenster hervorgehoben, über den Erdgeschossfenstern des Hauptflügels handwerkliche Tätigkeiten zeigende Medaillons. Die beiden Seitenflügel zu Richard-Lehmann-Straße und Eichendorffstraße weniger durchgestaltet und im Dachbereich für die Aufnahme von Wohnungen ausgebaut. An der Rückseite des Hauptflügels analog zu dem Risaliten der Vorderfront ein gerundet vortretender Treppenhausvorbau mit Marmortreppe. Die Innenaufteilung der Geschosse doppelhüftig mit Mittelkorridoren, der Mittelrisalit im Erdgeschoss enthält ein ovales Vestibül. In der ursprünglichen Nutzung im Erdgeschoss Büroräume und Fernsprechzentrale, während die Seitenflügel jeweils eine Wohnung enthielten. Das erste Obergeschoss mit Büros, Buchhaltung und Ärztezimmer sowie einem von zwei Direktorenzimmern flankierten Sitzungssaal im Mittelrisalit. Zweites Ober- und Attikageschoss mit Großraumbüros und jeweils einer Wohnung. Zwei weitere Wohnungen sowie Archivräume im Dachgeschoss. Die Erreichbarkeit der Geschosse war neben dem Treppenhaus durch vier elektrische Aufzüge gewährleistet. 1923 Verkauf des Gebäudes an die Reichsfinanzverwaltung, anschließend Nutzung als Landesfinanzamt. LfD/1998 | 09296654 |
| Direkt Bild zu diesem Denkmal hochladen | Lipsius-Bau: Verwaltungsgebäude (Anschriften: Karl-Liebknecht-Straße 145, Eichendorffstraße 10 und Gustav-Freytag-Straße 41) | Eichendorffstraße 10 (Karte)                                                        | 1922–1926 (Verwaltungsgebäude) | langgestreckter Bau mit siebenachsigem Mittelrisalit, darin sechs eingestellte Säulen mit Kapitellen in Zackendekor, drei Werkstein-Reliefs über Eingangstüren mit Eisengittern, Architekt: Postbaurat Willibald Seckt, baugeschichtlich, ortsgeschichtlich und ortsbildprägend von Bedeutung Ehemalige Oberpostdirektion Leipzig, errichtet 1922–1926 nach Plänen des Postbaurates Willibald Seckt. Viergeschossiger Putzbau mit Seitenflügel zur Eichendorffstraße und langgestreckter Hauptfront zur Karl-Liebknecht-Straße, aus der ein siebenachsiger, portikusartiger Mittelrisalit mit eingestellten, abgekanteten Säulen, Mezzaningeschoss und ausladendem Hauptgesims hervortritt. Die Kapitelle der Säulen mit Zackendekor. Die drei mittleren Achsen des Risalites mit den Eingängen, darüber drei expressionistische Werksteinreliefs mit dramatisch bewegten Figuren, ausgeführt durch den Bildhauer Wilhelm Andreas nach Entwürfen des Bildhauers Alfred Thiele. Die Fenster der seitlichen Mittelrisalitachsen wie die der rückgelegten Fronten bis zum zweiten Obergeschoss achsenweise durch schmale Vorlagen zusammengefasst. Vestibül und Treppenhaus mit Keramikausstattung und -brunnen durch den Keramiker Kurt Feuerriegel, rückseitig eine doppelläufige Treppenanlage. Die Innenaufteilung der Geschosse zweihüftig mit Mittelkorridoren, an denen die Büroräume liegen. | 09296320 |
| Direkt Bild zu diesem Denkmal hochladen | Funktionsbau Fernmeldewesen | Eichendorffstraße 12 (Karte)                                                        | um 1925 (Funktionsbau Fernmeldewesen) | Putzfassade, siehe auch Gustav-Freytag-Straße 43/45 und Eichendorfstraße 14, ortsgeschichtlich von Bedeutung | 09296905 |
| Direkt Bild zu diesem Denkmal hochladen | Mehrere Hochschulgebäude (mit originaler Ausstattung, Anschriften: Gustav-Freytag-Straße 43/45 und Eichendorffstraße 14), mit Vorgärten und Innenhof am Haupteingang, Toranlage an der Eichendorffstraße sowie im Hof Laubengang am Gebäude Eichendorffstraße 14 | Eichendorffstraße 14 (Karte)                                                        | 1952–1955 (Hochschule) | Putzfassaden im Stil der Nationalen Bautradition der 1950er Jahre, nördlicher Funktionsbau siehe Eichendorffstraße 12, ortsgeschichtlich und baugeschichtlich von Bedeutung | 09298251 |
|                                         | Villa mit seitlicher Einfriedung und Toranlage | Fockestraße 75 (Karte)                                                              | 1925–1926 (Villa) | Putzfassade mit Art-Déco-Dekor, erbaut für den Privatschuldirektor Prof. Hermann Schuster (geb. 1858), Architekt: Richard Wagner, Leipzig, baugeschichtlich von Bedeutung Baugenehmigung für das im Februar des Jahres 1925 begehrte Gesuch für ein zweigeschossiges Landhaus erging ein Vierteljahr später an Herrn Prof. Dr. phil Hermann Emil Schuster. Dieser hatte den Architekten und Bauanwalt Richard Wagner verpflichtet, der wenige Jahre später das evangelische Gemeindehaus in Connewitz entwarf. Im Februar 1926 Meldung der bezugsfertigen Herstellung durch das in Leipzig und Chemnitz mit Niederlassungen präsente Baugeschäft Carl Brömme. Die Entwürfe zeigen neubarocken Fassadendekor der in der Ausführung weitgehend durch prägenden Art-Déco-Schmuck ersetzt wurde. Kalk-Zement-Putz in Spritzmanier überzog die Fassade, deren Pilaster, Profile und der Sockel in Granitputz hergestellt waren, das wirkungsvolle hohe Mansarddach mit Biberschwanz-Doppeldeckung und repräsentativem Dachhaus. Erhalten sind einige der eingebauten Doppelrahmen-Schiebefenster und der Kastenfenster ebenso wie einige Details im Inneren. Prägender Art-Déco-Bau im Villenquartier, bauhistorisch bedeutsam. LfD/2012 | 09299269 |
| Direkt Bild zu diesem Denkmal hochladen | Wohnhaus in offener Bebauung | Fockestraße 79 (Karte)                                                              | 1930 (Wohnhaus) | im Bauhausstil, Putzfassade mit Flachdach, Architekt: Georg Staufert, baugeschichtlich von Bedeutung Zwei Entwürfe lieferte Architekt Georg Staufert für das im Auftrag von Frau Maria Mühlberg zu errichtende Zweifamilienhaus auf dem gut 850 Quadratmeter großen Grundstück. Trotz der im Oktober 1929 erteilten Baugenehmigung wurden im März 1930 neue Zeichnungen eingereicht, die nach baubehördlicher Unterschrift dem Baugeschäft Paul George als Grundlage für die Ausführung des modernen Hauses diente. Zwei Monate später ging die Bauleitung in die Hände der Architekten Fischer und Fiedler aus Raschwitz über, die nochmals Fassadenänderungen als Tekturen einreichten. Wenige Klinkerbänder gliedern den glatt verputzten, recht kompakt wirkenden Baukörper mit teilweise aufgesetztem Mezzanin und Flachdach. In beiden Etagen ehemals vorgesehen jeweils Speise-, Wohn-, Schlaf- und Herrenzimmer, ein Mädchenzimmer sowie Küche und Sanitärräume, im Keller waren neben einer Garage eine gen Süden ausgerichtete Wohnung für den Chauffeur und Hausmann eingerichtet. Zu den wenigen originalen Ausstattungsstücken gehören die Wohnungseingangstüren mit Lüftungsflügel und Gitter sowie Solnhofener Natursteinplatten im Entrée. Eines der wenigen vom Bauhaus beEinflussten Gebäude im Leipziger Süden – baugeschichtliche Bedeutung. LfD/2012 | 09299329 |
|                                         | Mietshaus in offener Bebauung | Frohburger Straße 33 (Karte)                                                        | um 1901/1902 (Mietshaus) | Klinkerfassade mit Stuckdekoration, baugeschichtlich von Bedeutung Dreigeschossiges, wohl 1901 oder 1902 errichtetes freistehendes Mietshaus. Über dem ursprünglich mit einer Nutung versehenen verputzten Erdgeschoss die klinkerverkleideten Obergeschosse mit farbigem Ziegeldekor. Die stark plastischen Stuckgliederungen im Bereich des ersten Obergeschosses, auf Kämpferkonsolen aufsitzende Dreiecksgiebeln an den mittleren und äußeren Fensterachsen, geben der Fassade ein für die Zeit nach der Jahrhundertwende zurückschauend- historisierendes Gepräge. | 09296437 |
|                                         | Doppelmietshaus in offener Bebauung | Frohburger Straße 34; 36 (Karte)                                                    | 1903–1904 (Doppelmietshaus) | gelbe Klinkerfassade mit grün glasiertem Schmuckbändern und Stuckgliederungen, baugeschichtlich von Bedeutung Viergeschossiges freistehendes Doppelgebäude mit breitgelagerter Front, das 1903–1904 nach Plänen des Baumeisters Julius Richard Porsche für Minna Gerhardt, die Ehefrau des Bauunternehmers Curt Gerhardt erbaut wurde. Das Erdgeschoss verputzt und mit einer Nutung versehen, die Obergeschosse klinkerverkleidet mit Stuckgliederungen. Die Fenstergewände werden gestaltet durch einen Wechsel von gelben Blendsteinen mit grün glasierten Klinkern. An beiden Doppelhaushälften beidseitig die zwei äußeren Achsen leicht vorstehend und akzentuiert durch geschwungene die Fenster zusammenfassende Verdachungen am ersten und zweiten Obergeschoss. | 09296438 |
|                                         | Dreifachmietshaus in offener Bebauung | Frohburger Straße 35; 37; 39 (Karte)                                                | 1901 (Mietshaus) | Klinkerfassade mit Stuckgliederungen und Zierfriesen aus farbig glasierten Ziegeln, errichtet für den »Konsumverein Leipzig-Connewitz und Umgebung«, baugeschichtlich von Bedeutung 1901 nach Plänen des Architekten Bruno Richter für den Consumverein Leipzig-Connewitz und Umgebung errichtete Baugruppe mit drei Mietshäusern. Die breite, insgesamt 21-achsige Klinkerfassade mit Zierbögen und Friesen aus farbig glasierten Ziegeln dominiert die gesamte seite des Straßenzuges. Im Hintergelände befand sich von 1904–1908 die Sporthalle des Turnvereins Vorwärts Leipzig-Südatiert Der 1905 in den Konsum-Verein Leipzig-Plagwitz und Umgegend aufgegangene Connewitzer Konsumverein richtete im Hof von Nummer 33 seine Fleischereiabteilung ein und erbaute auf dem Gelände von Nummer 35 1908–1909, nach dem Abriss der Turnhalle, ein Maschinen- und Kesselhaus. | 09296439 |
|                                         | Doppelmietshaus in offener Bebauung sowie Hinterhaus bei Nr. 38 | Frohburger Straße 38; 40 (Karte)                                                    | 1903–1905, bezeichnet 1904 (Mietshaus), 1903–1904, Nummer 38 (Mietshaus), 1903–1905 (Hinterhaus) | mit Laden, gelbe Klinkerfassade, historisierend mit Jugendstil-Stuckdekorationen, baugeschichtlich von Bedeutung 1903–1905 nach Plänen von Curt Zweck für den Bauunternehmer und Schlossermeister Gustav Busch errichtetes freistehendes Doppelmietshaus. Der Sockel mit Bruchsteinimitat, darüber das Erdgeschoss ehemals mit einer Nutung, die Obergeschosse klinkerverkleidet mit Stuckgliederungen. An beiden Doppelhaushälften treten die beiden jeweils inneren Achsen leicht vor, mit Pilastergliederungen im Bereich des ersten Obergeschosses, das zweite und dritte Obergeschoss einfassenden geschwungenen Bogenmotiven und abschließenden Schweifgiebeln. In den Bogenmotiven sind die Wandflächen dekorativ gestaltet, als Rauputzspiegel unten, darüber als Stuckfelder mit üppigem Schweifwerk, Jahreszahl und den Initialen des Bauherrn und oben als Bäume, mit den Baumstämmen zwischen den Fenstern des dritten Obergeschosses und sich über den Fensterstürzen ausbreitenden dichtbelaubten Kronen. Ähnlich üppige Jugendstildekorationen finden sich auch bei Nummer 38 als schmiedeeiserne Gitter und Schnitzereien an den Haus- und Wohnungstüren sowie, ebenfalls mit dem Monogramm des Bauherrn, als Stuckarbeiten an den Wandgliederungen der Hausflure. Im Hof von Nummer 38 ein eingeschossiges, ursprünglich auch als Hausmannswohnung verwendetes Seitengebäude. Sanierung 1995–1997, keine Einfriedung mehr vorhanden. LfD/1993/1998, 2015 | 09296440 |
|                                         | Mietshaus in offener Bebauung, mit Hofpflaster und Hofgebäude | Frohburger Straße 41 (Karte)                                                        | 1902–1903 (Mietshaus) | Klinker-Putz-Fassade mit Stuckgliederung, baugeschichtlich von Bedeutung Viergeschossiges freistehendes, 1902–1903 durch den Maurerpolier Hermann Reuss errichtetes Mietshaus. Das Erdgeschoss und beidseitig die zwei äußeren Achsen verputzt und ursprünglich mit einer Nutung versehen, die Obergeschosse ansonsten klinkerverkleidet mit Stuckgliederungen. Der Zugang an der Rückseite. Im Hof ein eingeschossiges, ursprünglich als Pferdestall und Niederlage genutztes Hintergebäude. | 09296441 |
|                                         | Mietshaus in offener Bebauung und in Ecklage | Frohburger Straße 43 (Karte)                                                        | 1903 (Mietshaus) | ehemals mit Eckladen, Klinkerfassade mit Stuckdekoration, baugeschichtlich von Bedeutung Das freistehende viergeschossige abgefaste Eckgebäude entstand 1903 nach Plänen des Architekten Gustav Liebmann für den Maurer und Gastwirt Arthur Bertram und den Maurerpolier Hermann Reuss. Das mit einer Putznutung versehene Erdgeschoss an der Eckachse nachträglich zugesetzt. Die Obergeschosse klinkerverkleidet mit Stuckgliederungen, dabei das dritte Obergeschoss durch ein Gurtgesims abgesetzt. Die abgefaste Ecke wird von einem befensterten Spitzgiebel bekrönt. | 09296442 |
| Direkt Bild zu diesem Denkmal hochladen | Mietshaus in ehemals geschlossener Bebauung | Gaschwitzer Straße 2 (Karte)                                                        | 1885 (Mietshaus) | mit Hausdurchgang, zeittypische Putzfassade, eisernes Vordach hofseitig, baugeschichtlich von Bedeutung Bauantrag für ein Wohnhaus und Nebengebäude erging Juni 1885 und wurde bis September gleichen Jahres durch das Bauunternehmen Hermann Döge für Carl Franz Schulze ausgeführt. Holzstall, Waschhaus und zwei Aborte waren im Hofgebäude untergebracht, im Wohnhaus selbst zwei kleine Wohnungen pro Etage eingerichtet. Wasserspülaborte wurden im Vorderhaus erst 1938 eingebaut durch Baugeschäft Paul Randel. Ein zunächst abgelehnter Abbruchantrag wurde im Widerspruchsverfahren durch das Leipziger Regierungspräsidium 2005 positiv beschieden (Antragsteller Roland Golmick aus Markkleeberg), jedoch nicht ausgeführt. Der dreigeschossige Putzbau mit zurückhaltender Fassadenzier, schmalem Hausdurchgang und flach geneigtem Pultdach vertritt jenen Haustyp in den Leipziger Vororten, die ein Bindeglied zwischen den spätklassizistischen Handwerkerhäusern an den Einfallstraßen und den größeren Historismus- und Jugendstilmietshäusern darstellen. Als eines der wenigen erhaltenen Beispiele der einfacheren Mietshäuser in den Randlagen der Stadterweiterungsgebiete ortsteilentwicklungsgeschichtlich von Bedeutung. LfD/2012 | 09299100 |
| Direkt Bild zu diesem Denkmal hochladen | Mietshaus in ehemals geschlossener Bebauung und Hofgebäude | Gaschwitzer Straße 6 (Karte)                                                        | 1901–1902 (Mietshaus) | zeittypische Klinkerfassade, baugeschichtlich von Bedeutung 1901–1902 nach Plänen des Architekten Heinrich Lindemann für den Maurermeister Julius Ihme errichtetes dreigeschossiges Mietshaus. Über einem verhältnismäßig hohen Souterrain eine schlichte Klinkerfassade mit Gliederungen. | 09296009 |
| Direkt Bild zu diesem Denkmal hochladen | Mietshaus in halboffener Bebauung | Gaschwitzer Straße 7 (Karte)                                                        | 1903 (Mietshaus) | historisierende Klinkerfassade, baugeschichtlich von Bedeutung Nummer 7, 9 und 11: Die drei nach Plänen des Architekten Heinrich Lindemann für den Bauunternehmer und Maurer Karl Bielig erbauten Mietshäuser entstanden 1903–1904 im Zusammenhang mit der Bebauung der Klemmstraße. Wie dort verwendete Lindemann auch hier denselben Typ des dreigeschossigen neunachsigen Mietshauses mit leicht vortretendem Mittelrisalit und drei Wohnungen je Obergeschoss, doch sind die Fassadengestaltungen stark variiert. Nummer 7 ist als gelbe Klinkerfassade mit Sandsteingliederungen und farbig wechselnden Ziegelbändern ausgeführt, Nummer 9 mit rotem Klinker und Sandsteingliederungen. Die aufwendigste Gestaltung erhielt Nummer 11 mit einer abwechslungsreichen Putzfassade: das Erdgeschoss mit einer Werkstein imitierenden Putzverfugung, die Obergeschosse mit einem fein geriffelten horizontalen Kammputz und Spiegeln in geometrischen Jugendstilformen unter den Sohlbänken, die vorstehenden Achsen mit einer reichhaltigen Dekoration aus Stuckgirlanden. Die Hausflure in allen drei Häusern sind mit Stuckdekorationen und -decken ausgestattet. In Nummer 11 befinden sich zudem Wand- und Deckenmalereien des um 1920 hier wohnenden akademischen Malers Albert Ihle mit der Darstellung von Connewitzer Motiven an den Hausflurwänden. | 09296011 |
| Direkt Bild zu diesem Denkmal hochladen | Mietshaus in geschlossener Bebauung | Gaschwitzer Straße 9 (Karte)                                                        | 1903 (Mietshaus) | historisierende Klinkerfassade, baugeschichtlich von Bedeutung Gaschwitzer Straße 7/9/11 Die drei nach Plänen des Architekten Heinrich Lindemann für den Bauunternehmer und Maurer Karl Bielig erbauten Mietshäuser entstanden 1903–1904 im Zusammenhang mit der Bebauung der Klemmstraße. Wie dort verwendete Lindemann auch hier denselben Typ des dreigeschossigen, neunachsigen Mietshauses mit flachem Mittelrisalit und drei Wohnungen je Obergeschoss, doch sind die Fassadengestaltungen variiert. Nummer 7 und 9 sind als gelbe und rote Ziegelfassaden ausgeführt, geschmückt mit farbigen Zierfriesen oder geradlinigen Putzrahmungen an den Fenstern Beide sind schlicht aber mit der sicheren Geschmackskultur der vom Jugendstil geprägten Zeit gestaltet. Hingegen überrascht die elegante Jugendstilfassade von Nummer 11 in der engen Vorstadt-Straße: Vom Eingang ausgehend, windet sich über den flachen Mittelrisalit das typische „Bandnudel“-Dekor um die Fenster und unter den Sohlbänken. Die Obergeschosse über dem Streifen-Gurtgesims sind durch feinen Kammputz belebt, auf den flache, schildartige Glattputzfelder aufgelegt sind. Alle drei Häuser mit schönen Portalen und Türblättern, in den Fluren Jugendstil-Stuckdekorationen, in Nummer 11 befinden sich Wand- und Deckenmalereien des um 1920 hier wohnenden akademischen Malers Albert Ihle unter anderem mit Darstellungen aus Alt-Connewitz. (Denkmaltopographie Bundesrepublik Deutschland, Denkmale in Sachsen, Stadt Leipzig, Südliche Stadterweiterung, 1998) | 09296012 |
| Direkt Bild zu diesem Denkmal hochladen | Mietshaus in geschlossener Bebauung und Gedenktafel für R. Reinhardt | Gaschwitzer Straße 10 (Karte)                                                       | 1904 (Mietshaus) | historisierende Putzfassade, langjähriger Wohnort des Veterinärmediziner Prof. Dr. Dr. Richard Reinhardt, baugeschichtlich und personengeschichtlich von Bedeutung Mit Nummer 12: Die beiden dreigeschossigen Mietshäuser wurden 1903–1904 nach Plänen des Architekten F. Otto Gerstenberger für den Maurermeister Julius Illge errichtet. Obwohl Nummer 10 eine Putz- und Nummer 12 eine Klinkerfassade aufweist, besitzen beide Häuser die gleichen einfachen Gliederungen wie auch gleichermaßen hohe Souterrains. Über beiden Hauseingängen Schlusssteine mit Frauenmasken. In Nummer 10 lebte bis 1967 Prof. Dr. Dr. Richard Reinhardt, ein Mitbegründer der modernen Veterinärmedizin. | 09296008 |
| Direkt Bild zu diesem Denkmal hochladen | Mietshaus in geschlossener Bebauung | Gaschwitzer Straße 11 (Karte)                                                       | 1903–1904 (Mietshaus), um 1920 (Wandmalerei) | ehemals mit originalem Laden, Putzfassade mit üppiger Jugendstildekoration, Hausflur mit Deckenmalerei, baugeschichtlich von Bedeutung s. Nummer 7 | 09296265 |
| Direkt Bild zu diesem Denkmal hochladen | Mietshaus in geschlossener Bebauung | Gaschwitzer Straße 12 (Karte)                                                       | 1903–1904 (Mietshaus) | historisierende Klinkerfassade, baugeschichtlich von Bedeutung Gaschwitzer Straße 10/12 Die beiden dreigeschossigen Mietshäuser wurden 1903–1904 nach Plänen des Architekten F. Otto Gerstenberger für den Maurermeister Julius Illge errichtet. Obwohl Nummer 10 eine Putz- und Nummer 12 eine Klinkerfassade aufweist, besitzen beide Häuser die gleichen einfachen und für die Zeit konventionellen Gliederungen. Über beiden Hauseingängen Schlusssteine mit Frauenmasken. In Nummer 10 lebte bis 1967 Prof. Dr. Dr. Richard Reinhardt, ein Mitbegründer der modernen Veterinärmedizin. (Denkmaltopographie Bundesrepublik Deutschland, Denkmale in Sachsen, Stadt Leipzig, Südliche Stadterweiterung, 1998) | 09296007 |
|                                         | Mietshaus in geschlossener Bebauung | Gustav-Freytag-Straße 18 (Karte)                                                    | 1913 (Mietshaus) | Putzfassade mit zwei durch Balkons verbundenen Kastenerkern, Hausflur mit originaler Ausstattung und Ausmalung, Reformstil-Architektur, baugeschichtlich von Bedeutung 1913 vom Architekten Albert Mißlitz als Bauherr, Bauleiter, Ausführender und nach eigenen Plänen errichtetes Mietshaus. Mit den beiden durch Balkons verbundenen Erkern mit Dachausbau bzw. BalkonAbschluss und der in ein Rechteck-Schema eingefügten teigig-floralen Dekoration entspricht der Bau den zeittypischen Formen. Der in den hohen Werkstein-Sockel eingefügte bogige Eingang mit Werkstein-Rahmung. Im hinteren Treppenhaus-Vorbau die Mädchenkammern. Besonders bemerkenswert ist die (1992) vollständig erhaltene dekorative Malerei in Treppenhaus und Vorflur. | 09296403 |
|                                         | Mietshauszeile in geschlossener Bebauung | Gustav-Freytag-Straße 18a; 18b; 18c (Karte)                                         | 1936–1937 (Mietshaus) | Putzfassade, dreieckig vorspringende Treppenhäuser oberhalb der Eingänge, Rhombenmotive in den Türgewänden, Leipziger Bautraditionen der 1902er Jahre fortgeführt, baugeschichtlich von Bedeutung Im Auftrag des Baumeisters Albin Neumann, der als Unternehmer und Ausführender zeichnete, entwarf der Architekt Ernst Steinkopf die Pläne für eine 1937 vollendete zusammenhängende Reihe von 3 Mietshäusern. Obwohl fünfgeschossig, nimmt die Reihe die Hauptgesimshöhe der benachbarten älteren Häuser auf. Die Fassaden in getöntem Edelputz über Granitwaschputz-Sockel besitzen dreieckig vorspringende Treppenhäuser, eine Form, die ebenso wie die Rhombenmotive in den Türgewänden und die gefelderte Farbverglasung der Treppenhausfenster Leipziger Bautraditionen der zwanziger Jahre fortführt. Die Häuser enthalten je eine Zwei- und Dreiraumwohnung pro Etage. Zugunsten einer besseren Raumausnutzung wurde das durchgehende Treppenhaus aufgegeben, im trotzdem vorhandenen rückseitigen „Treppenhaus“-Vorsprung befinden sich die Küchen, flankiert von Balkons. | 09296404 |
|                                         | Drei Mietshäuser einer Wohnanlage (bauliche Einheit mit Windscheidstraße 17), mit Vorgarten und Einfriedung vor Nr. 23 | Gustav-Freytag-Straße 19; 21; 23 (Karte)                                            | 1925–1926, bezeichnet 1925 (Mietshaus) | kleine Wohnanlage, Vorgarten mit niedriger Kunststeinmauer als Einfassung, Putzfassade im Art-Déco-Stil, baugeschichtlich von Bedeutung 1925–1926 im Auftrag der Gemeinnützigen Beamten-Baugenossenschaft nach Plänen von Fritz Riemann erbaute Dreiflügel-Anlage an der Ecke Windscheidstraße. Der Mittelbau mit zwei Eingängen zur Gustav-Freytag-Straße viergeschossig, mit breitem Zwerchhaus über Fußwalm, die Seitenflügel, die einen Innenhof umschließen, dreigeschossig mit ausgebautem Mansardgeschoss. Die gesamte Anlage als Gruppenbau mit Höhenstaffelung nach der Mitte zu und mit belebter Dachlandschaft gestaltet. Der Mittelbau von polygonalen Standerkern flankiert. Ebenso Treppenhäuser und Eckrisalite aus der Front vorspringend. Horizontale Zusammenfassung durch schmales Gurtgesims. Eingänge und Erker mit Baudekor im Art-Déco-Stil, Fenster des Erdgeschosses mit Bogenblenden. Im Mansardgeschoss zur Windscheidstraße zwei lebensgroße Steinguß-Frauenfiguren. Hofseitig Loggien. Enthält insgesamt 33 eher kleine Drei- bzw. Vier-Zimmer-Wohnungen. Ursprünglich mit Vorgarten und Einfriedung. | 09296397 |
|                                         | Mietshaus in geschlossener Bebauung (bauliche Einheit mit Nr. 22) und Hinterhaus | Gustav-Freytag-Straße 20 (Karte)                                                    | 1914–1915 (Mietshaus) | Putzfassade, Teil der Baureihe Gustav-Freytag-Straße 20-28, von bemerkenswerter architektonischer Geschlossenheit, zeigt die soliden und kräftigen Formen der frühen Werkbundzeit, im Reformstil, baugeschichtlich von Bedeutung Mit Nummer 22,24,26,28: 1914 beantragte der Architekt Gustav Pflaume den Bau von sechs Reihenhäusern und drei Doppel-Gartenhäusern für seinen Schwager, den Buchhändler Adolf Weigel und Genossen. Von den 1915 vollendeten Bauten sind fünf Vorder- und vier Hinterhäuser erhalten. Das Projekt -ein Familienunternehmen, das sich vom spekulativen Wohnungsbau distanzierte- entsprach vor allem mit den Gartenhäüsern dem Bedürfnis nach kleinen Wohnungen. Es sah 78 Wohneinheiten vor: Zweiraumwohnungen in den Hinterhäusern Drei-Zimmer-Wohnungen im Vorderhaus, die·das zeittypische Bad am Korridorende, eine Mädchenkammer im hinteren Treppenhaus-Vorsprung und ein durch den Küchenbalkon zugängliches, vorgebauten WC an der Gebäude-Rückseite besaßen. In der nach einheitlichem Plan angelegten Straßenfront akzentuiert ein sechsachsiger Giebel die Mitte, während Zwillingsgiebel über den jeweils äußeren Häusern die Baureihe zusammenfassen (an der seite unvollständig nach der Zerstörung von Nummer 30, von der nur das Gartenhaus vorhanden ist). Ionische Pilaster und leicht konvexe Balkonkörbchen vor den dreigeteilten, korbbogigen Fenstern der Außenachsen sowie die unterschiedlich dekorierten Portale kennzeichnen die Einzelhäuser innerhalb der Reihe von bemerkenswerter architektonischer Geschlossenheit in den schlichten und kräftigen Formen der frühen Werkbundzeit. | 09296402 |
|                                         | Mietshaus in geschlossener Bebauung (bauliche Einheit mit Nr. 20) und Hinterhaus | Gustav-Freytag-Straße 22 (Karte)                                                    | 1914–1915 (Mietshaus) | Putzfassade, Teil der Baureihe Gustav-Freytag-Straße 20-28, von bemerkenswerter architektonischer Geschlossenheit, zeigt die soliden und kräftigen Formen der frühen Werkbundzeit, im Reformstil, baugeschichtlich von Bedeutung Gustav-Freytag-Straße 20/22/24/26/28 1914 beantragte der Architekt Gustav Pflaume den Bau von sechs Reihenhäusern und drei Zwillings-Gartenhäusern für seinen Schwager, den Buchhändler Adolf Weigel und Genossen. Von den 1915 vollendeten Bauten sind fünf Vorder- und vier Hinterhäuser erhalten. Das Projekt – ein Familienunternehmen, das sich vom spekulativen Wohnungsbau distanzierte entsprach vor allem mit den Gartenhäusern dem Bedürfnis nach kleinen Wohnungen. Es sah 78 Wohneinheiten vor: Zweiraumwohnungen in den Hinterhäusern und Drei-Zimmer-Wohnungen im Vorderhaus, die_das zeittypische Bad am Korridorende, eine Mädchenkammer im hinteren Treppenhaus-Risalit und ein durch den Küchenbalkon zugängliches, vorgebautes WC an der Gebäude-Rückseite besaßen. In der nach einheitlichem Plan angelegten Straßenfront akzentuiert ein sechsachsiger Giebel die Mitte, während Zwillingsgiebel über den jeweils äußeren Häusern die Baureihe zusammenfassen (an der Ostseite unvollständig nach der Zerstörung von Nummer 30, von der nur das Gartenhaus vorhanden ist). Ionische Pilaster und leicht geschwungene Balkonkörbchen vor den dreigeteilten, korbbogigen Fenstern der Außenachsen sowie unterschiedlich dekorierte Portale kennzeichnen jeweils die Einzelhäuser. Die Baureihe von bemerkenswerter architektonischer Geschlossenheit zeigt die soliden und kräftigen Formen der frühen Werkbundzeit. (Denkmaltopographie Bundesrepublik Deutschland, Denkmale in Sachsen, Stadt Leipzig, Südliche Stadterweiterung, 1998) | 09296401 |
|                                         | Mietshaus in geschlossener Bebauung (bauliche Einheit mit Nr. 26) und Hinterhaus | Gustav-Freytag-Straße 24 (Karte)                                                    | 1914–1915 (Mietshaus) | Putzfassade, Teil der Baureihe Gustav-Freytag-Straße 20-28, von bemerkenswerter architektonischer Geschlossenheit, zeigt die soliden und kräftigen Formen der frühen Werkbundzeit, im Reformstil, baugeschichtlich von Bedeutung Gustav-Freytag-Straße 20/22/24/26/28 1914 beantragte der Architekt Gustav Pflaume den Bau von sechs Reihenhäusern und drei Zwillings-Gartenhäusern für seinen Schwager, den Buchhändler Adolf Weigel und Genossen. Von den 1915 vollendeten Bauten sind fünf Vorder- und vier Hinterhäuser erhalten. Das Projekt – ein Familienunternehmen, das sich vom spekulativen Wohnungsbau distanzierte entsprach vor allem mit den Gartenhäusern dem Bedürfnis nach kleinen Wohnungen. Es sah 78 Wohneinheiten vor: Zweiraumwohnungen in den Hinterhäusern und Drei-Zimmer-Wohnungen im Vorderhaus, die_das zeittypische Bad am Korridorende, eine Mädchenkammer im hinteren Treppenhaus-Risalit und ein durch den Küchenbalkon zugängliches, vorgebautes WC an der Gebäude-Rückseite besaßen. In der nach einheitlichem Plan angelegten Straßenfront akzentuiert ein sechsachsiger Giebel die Mitte, während Zwillingsgiebel über den jeweils äußeren Häusern die Baureihe zusammenfassen (an der Ostseite unvollständig nach der Zerstörung von Nummer 30, von der nur das Gartenhaus vorhanden ist). Ionische Pilaster und leicht geschwungene Balkonkörbchen vor den dreigeteilten, korbbogigen Fenstern der Außenachsen sowie unterschiedlich dekorierte Portale kennzeichnen jeweils die Einzelhäuser. Die Baureihe von bemerkenswerter architektonischer Geschlossenheit zeigt die soliden und kräftigen Formen der frühen Werkbundzeit. (Denkmaltopographie Bundesrepublik Deutschland, Denkmale in Sachsen, Stadt Leipzig, Südliche Stadterweiterung, 1998) | 09296400 |
|                                         | Mietshaus in geschlossener Bebauung (bauliche Einheit mit Nr. 24) | Gustav-Freytag-Straße 26 (Karte)                                                    | 1914–1915 (Mietshaus) | Putzfassade, Teil der Baureihe Gustav-Freytag-Straße 20-28, von bemerkenswerter architektonischer Geschlossenheit, zeigt die soliden und kräftigen Formen der frühen Werkbundzeit, im Reformstil, baugeschichtlich von Bedeutung Gustav-Freytag-Straße 20/22/24/26/28 1914 beantragte der Architekt Gustav Pflaume den Bau von sechs Reihenhäusern und drei Zwillings-Gartenhäusern für seinen Schwager, den Buchhändler Adolf Weigel und Genossen. Von den 1915 vollendeten Bauten sind fünf Vorder- und vier Hinterhäuser erhalten. Das Projekt – ein Familienunternehmen, das sich vom spekulativen Wohnungsbau distanzierte – entsprach vor allem mit den Gartenhäusern dem Bedürfnis nach kleinen Wohnungen. Es sah 78 Wohneinheiten vor: Zweiraumwohnungen in den Hinterhäusern und Drei-Zimmer-Wohnungen im Vorderhaus, die zeittypisch ein Bad am Korridorende, eine Mädchenkammer im hinteren Treppenhaus-Risalit und ein durch den Küchenbalkon zugängliches, vorgebautes WC an der Gebäude-Rückseite besaßen. In der nach einheitlichem Plan angelegten Straßenfront akzentuiert ein sechsachsiger Giebel die Mitte, während Zwillingsgiebel über den jeweils äußeren Häusern die Baureihe zusammenfassen (an der Ostseite unvollständig nach der Zerstörung von Nummer 30, von der nur das Gartenhaus vorhanden ist). Ionische Pilaster und leicht geschwungene Balkonkörbchen vor den dreigeteilten, korbbogigen Fenstern der Außenachsen sowie unterschiedlich dekorierte Portale kennzeichnen jeweils die Einzelhäuser. Die Baureihe von bemerkenswerter architektonischer Geschlossenheit zeigt die soliden und kräftigen Formen der frühen Werkbundzeit. (Denkmaltopographie Bundesrepublik Deutschland, Denkmale in Sachsen, Stadt Leipzig, Südliche Stadterweiterung, 1998) | 09296399 |
|                                         | Mietshaus in halboffener Bebauung | Gustav-Freytag-Straße 28 (Karte)                                                    | 1914–1915 (Mietshaus) | Putzfassade, Teil der Baureihe Gustav-Freytag-Straße 20-28, bildete ehemals bauliche Einheit mit Nummer 30 (dieses Haus kriegszerstört), von bemerkenswerter architektonischer Geschlossenheit, zeigt die soliden und kräftigen Formen der frühen Werkbundzeit, im Reformstil, baugeschichtlich von Bedeutung Gustav-Freytag-Straße 20/22/24/26/28 1914 beantragte der Architekt Gustav Pflaume den Bau von sechs Reihenhäusern und drei Zwillings-Gartenhäusern für seinen Schwager, den Buchhändler Adolf Weigel und Genossen. Von den 1915 vollendeten Bauten sind fünf Vorder- und vier Hinterhäuser erhalten. Das Projekt – ein Familienunternehmen, das sich vom spekulativen Wohnungsbau distanzierte entsprach vor allem mit den Gartenhäusern dem Bedürfnis nach kleinen Wohnungen. Es sah 78 Wohneinheiten vor: Zweiraumwohnungen in den Hinterhäusern und Drei-Zimmer-Wohnungen im Vorderhaus, die_das zeittypische Bad am Korridorende, eine Mädchenkammer im hinteren Treppenhaus-Risalit und ein durch den Küchenbalkon zugängliches, vorgebautes WC an der Gebäude-Rückseite besaßen. In der nach einheitlichem Plan angelegten Straßenfront akzentuiert ein sechsachsiger Giebel die Mitte, während Zwillingsgiebel über den jeweils äußeren Häusern die Baureihe zusammenfassen (an der Ostseite unvollständig nach der Zerstörung von Nummer 30, von der nur das Gartenhaus vorhanden ist). Ionische Pilaster und leicht geschwungene Balkonkörbchen vor den dreigeteilten, korbbogigen Fenstern der Außenachsen sowie unterschiedlich dekorierte Portale kennzeichnen jeweils die Einzelhäuser. Die Baureihe von bemerkenswerter architektonischer Geschlossenheit zeigt die soliden und kräftigen Formen der frühen Werkbundzeit. (Denkmaltopographie Bundesrepublik Deutschland, Denkmale in Sachsen, Stadt Leipzig, Südliche Stadterweiterung, 1998) | 09296398 |
| Direkt Bild zu diesem Denkmal hochladen | Verwaltungsgebäude (Anschriften: Karl-Liebknecht-Straße 145, Eichendorffstraße 10 und Gustav-Freytag-Straße 41) | Gustav-Freytag-Straße 41 (Karte)                                                    | 1922–1926 (Verwaltungsgebäude) | langgestreckter Bau mit siebenachsigem Mittelrisalit, darin sechs eingestellte Säulen mit Kapitellen in Zackendekor, drei Werkstein-Reliefs über Eingangstüren mit Eisengittern, Architekt: Postbaurat Willibald Seckt, baugeschichtlich, ortsgeschichtlich und ortsbildprägend von Bedeutung Ehemalige Oberpostdirektion Leipzig, errichtet 1922–1926 nach Plänen des Postbaurates Willibald Seckt. Viergeschossiger Putzbau mit Seitenflügel zur Eichendorffstraße und langgestreckter Hauptfront zur Karl-Liebknecht-Straße, aus der ein siebenachsiger, portikusartiger Mittelrisalit mit eingestellten, abgekanteten Säulen, Mezzaningeschoss und ausladendem Hauptgesims hervortritt. Die Kapitelle der Säulen mit Zackendekor. Die drei mittleren Achsen des Risalites mit den Eingängen, darüber drei expressionistische Werksteinreliefs mit dramatisch bewegten Figuren, ausgeführt durch den Bildhauer Wilhelm Andreas nach Entwürfen des Bildhauers Alfred Thiele. Die Fenster der seitlichen Mittelrisalitachsen wie die der rückgelegten Fronten bis zum zweiten Obergeschoss achsenweise durch schmale Vorlagen zusammengefasst. Vestibül und Treppenhaus mit Keramikausstattung und -brunnen durch den Keramiker Kurt Feuerriegel, rückseitig eine doppelläufige Treppenanlage. Die Innenaufteilung der Geschosse zweihüftig mit Mittelkorridoren, an denen die Büroräume liegen. | 09296320 |
| Weitere Bilder                          | Schulgebäude, mit niedrigem Verbindungsbau zum Nachbargebäude | Gustav-Freytag-Straße 42 (Karte)                                                    | 1907 (Hochschule) | langgestreckter dreigeschossiger Putzbau mit Hausteinsockel, im Reformstil der Zeit um 1910, baugeschichtlich und ortsgeschichtlich von Bedeutung Nördlicher Seitenflügel des kriegszerstörten ehemaligen Lehrerseminars, errichtet 1907 nach Plänen des Sächsischen Landesbauamts Dresden. Das Hauptgebäude des zur Ausbildung von Volksschullehrern gedachten Seminars lag an der heutigen Bernhard-Göring-Straße, die beiden Seitenflügel an der Gustav-Freytag- und Scheffelstraße (hier noch die Garteneinfriedung erhalten) enthielten Speisesaal, Zeichensaal, Bibliothek, Physik- und Musikzimmer udgl. Der heute noch erhaltene Teil mit halbrundem Treppenhausvorbau und reliefierten Rundbogenportal wird durch die Hochschule für Technik, Wirtschaft und Kultur genutzt. | 09296501 |
| Direkt Bild zu diesem Denkmal hochladen | Denkmal Rosa Luxemburg | Gustav-Freytag-Straße 43 (vor) (Karte)                                              | um 1956 (Denkmal) | zur Erinnerung an die sozialdemokratische und kommunistische Politikerin Rosa Luxemburg (1871–1919), künstlerisch von Bedeutung; Zum 101. Geburtstag des Bestehens der Ingenieurschule für Post- und Fernmeldewesen 1971 fand die Enthüllung des Denkmals statt, nachdem ihr im Jahr zuvor der Name Rosa Luxemburg verliehen worden war. Das Denkmal ist im schmalen, der Längsfront des Gebäudes in der Gustav-Freytag-Straße vorgelagerten Grünstreifen aufgestellt. In unmittelbarer Nähe befindet sich der Haupteingang in das 1952 bis 1953 neu errichtete Hochschulgebäude (heute Hochschule für Telekommunikation Leipzig [HtfL]). Über einem nur geringfügig über die Rasenfläche herausragenden Plattenpodest erhebt sich ein knapp eineinhalb Meter hoher Sockel aus poliertem rotem Granit mit dem Schriftzug Rosa Luxemburg, darüber eine (zu) schmale quadratische Platte aus gleichem Material und die Bronzebüste. Mit Entwurf und Ausführung wurde der 1930 in Gablenz geborene Bildhauer Hans Eickworth beauftragt, der u. a. bei Walter Arnold an der Hochschule für Bildende Künste Dresden (Fachrichtung Plastik) und der Deutschen Akademie der Künste bei Fritz Cremer studiert hatte. Das Denkmal besitzt eine künstlerische Bedeutung. LfD/2018 | 09306656 |
| Direkt Bild zu diesem Denkmal hochladen | Mehrere Hochschulgebäude (mit originaler Ausstattung, Anschriften: Gustav-Freytag-Straße 43/45 und Eichendorffstraße 14), mit Vorgärten und Innenhof am Haupteingang, Toranlage an der Eichendorffstraße sowie im Hof Laubengang am Gebäude Eichendorffstraße 14 | Gustav-Freytag-Straße 43; 45 (Karte)                                                | 1952–1955 (Hochschule) | Putzfassaden im Stil der Nationalen Bautradition der 1950er Jahre, nördlicher Funktionsbau siehe Eichendorffstraße 12, ortsgeschichtlich und baugeschichtlich von Bedeutung | 09298251 |
| Direkt Bild zu diesem Denkmal hochladen | Mehrfamilienhaus (zusammen mit Scheffelstraße 45, 47, 47a) einer Wohnanlage, mit Einfriedung, Vorgarten und Grünflächen | Gustav-Freytag-Straße 46; 48; 50; 52 (Karte)                                        | 1935–1936 (Wohnblock) | Putzfassade mit Klinkergliederung, im traditionalistischen Stil, baugeschichtlich von Bedeutung | 09301279 |
|                                         | Wohnhaus in halboffener Bebauung | Hammerstraße 3 (Karte)                                                              | 1861–1862 (Wohnhaus) | eingeschossiger Putzbau mit Dachhäuschen, vergleiche Wohnhäuser Nummer 5 und 7, sozialgeschichtlich von Bedeutung Mit Nummer 5 und 7: Drei eingeschossige, 1861 durch den Maurermeister Laibe auf der durch Maurermeister Johann August Strasser parzellierten Nordseite der Hammerstraße errichtete Wohnhäuser. Die sechsachsigen Putzbauten mit durch zwei Dachhäuser ausgebautem Satteldach verkörpern mit jeweils vier Wohnungen – zwei im Erd- und zwei im Dachgeschoss – den ersten Typ eines Arbeiterwohnhauses im frühesten Connewitzer Erweiterungsgebiet zwischen Bornaischer und Wolfgang-Heinze-Straße. An Nummer 3 bereits um 1930 Fensterzuschnitt und Grundrisseinteilung zugunsten von zwei weniger beengten, Erd- und Dachgeschoss umfassenden Wohnungen verändert, eine weitere entstellende Veränderung durch Wärmedämmung erfolgte 1993. Rückseitig an Nummer 5 und 7 eingeschossige, ursprünglich Ställe enthaltende Seitengebäude. | 09295859 |
|                                         | Wohnhaus in halboffener Bebauung und Werkstattgebäude im Hof | Hammerstraße 5 (Karte)                                                              | 1861 (Wohnhaus) | eingeschossiger Putzbau mit Dachhäuschen, vergleiche Wohnhäuser Nummer 3 und 7, sozialgeschichtlich von Bedeutung s. Nummer 3 | 09295858 |
|                                         | Wohnhaus in halboffener Bebauung und Werkstattgebäude im Hof | Hammerstraße 7 (Karte)                                                              | 1861 (Wohnhaus) | eingeschossiger Putzbau mit Dachhäuschen, vergleiche Wohnhäuser Nummer 3 und 5, sozialgeschichtlich von Bedeutung s. Nummer 3 | 09295857 |
|                                         | Mietshaus in ehemals geschlossener Bebauung | Hammerstraße 10 (Karte)                                                             | 1897 (Mietshaus) | Putzfassade mit Ziegelgliederung, baugeschichtlich von Bedeutung Anstelle eines eingeschossigen Wohnhauses von 1862 durch den auch als Bauherrn zeichnenden Bau- und Maurermeister 1897 Emil Jänig errichtetes dreigeschossiges Mietshaus. Putzbau mit Ziegelsockel, Ziegel- und Stuckgliederungen. In den Geschossen jeweils zwei Wohnungen. | 09295860 |
| Direkt Bild zu diesem Denkmal hochladen | Turnhalle des Turnvereins Connewitz 1858; heute Sporthalle Biedermannstraße: Turnhalle (mit Anbau) in offener Bebauung | Hammerstraße 11 (Karte)                                                             | 1890er Jahre (Turnhalle) | in rückwärtiger Grundstückslage, im Anbau ehemals Umkleide und Hausmeisterwohnung, Klinkerfassade, im Wechsel von roten und gelben Ziegeln ergebenden Wandgliederung, ortshistorisch und baugeschichtlich von Bedeutung 1905 auf dem Grundstück eines bereits 1866 errichteten zweigeschossigen Wohnhauses erbaute Turnhalle mit Umkleide und Hausmeisterwohnung enthaltenem Anbau. Ziegelbau mit großen rundbogigen Fenstern und einer sich aus dem Wechsel von roten und gelben Ziegeln ergebenden Wandgliederung. | 09296707 |
|                                         | Mietshaus in geschlossener Bebauung sowie Waschhaus im Hof | Hammerstraße 12 (Karte)                                                             | 1905–1906 (Mietshaus) | historisierende Klinkerfassade, baugeschichtlich von Bedeutung 1905–1906 nach Plänen des Bautechnikers Paul Marx für den Maurerpolier Friedrich August Marx und den Zimmermeister Friedrich Wilhelm Marx anstelle eines eingeschossigen Wohnhauses von 1862 errichtetes dreigeschossiges Mietshaus. Klinkerfassade mit Stuckgliederungen, das Erdgeschoss verputzt und ehemals genutet. Der Hausflur mit Ornamentfliesen und Stuckausstattung, in den Geschossen jeweils zwei Wohnungen. | 09295861 |
|                                         | Mietshaus in halboffener Bebauung und Waschhaus im Hof | Hammerstraße 14 (Karte)                                                             | 1905 (Mietshaus) | mit Hausdurchgang, historisierende Klinkerfassade, baugeschichtlich von Bedeutung Anstelle eines eingeschossigen, 1862 errichteten Wohnhauses 1905 nach Plänen des Architekten Emil Franke für den Tapezierermeister August Klunkert erbautes dreigeschossiges Mietshaus. Klinkerbau mit verputztem und ehemals genuteten Erdgeschoss, die Geschosse mit jeweils zwei Wohnungen. Mit späterem Dachausbau. | 09295862 |
|                                         | Wohnhaus in halboffener Bebauung und Werkstattgebäude im Hof | Hammerstraße 16 (Karte)                                                             | 1863 (Wohnhaus) | Putzfassade, Dachgeschoss durch ein breites Dachhäuschen mit Dreiecksgiebel ausgebaut, ortsentwicklungsgeschichtlich von Bedeutung Zweigeschossiges, 1863 durch den Zimmermeister Carl Gottlob Rossing für Gustav Senke erbautes Wohnhaus. Das Dachgeschoss durch eine breite dreiachsige Lukarne mit Dreiecksgiebel und halbrundem Fenster ausgebaut. In den Geschossen mit jeweils einer Wohnung. Rückwärtig links im Hof eine Rollkammer von 1877. | 09295863 |
|                                         | Wohnhaus in ehemals geschlossener Bebauung, mit linkem Nebengebäude im Hof | Hammerstraße 18 (Karte)                                                             | 1866–1867 (Wohnhaus) | Putzfassade, im Satteldach drei Dachhäuschen, ortsentwicklungsgeschichtlich von Bedeutung Eines der ersten dreigeschossigen Wohnhäuser in dem frühen Connewitzer Erweiterungsgebiet zwischen Bornaischer und Wolfgang-Heinze-Straße, 1866–1867 durch den Zimmermeister Carl Gottlob Rossing für Johann Gottlob Göpner errichtet. Putzbau mit Sandsteingesimsen, -sohlbänken und -faschen, das Dach mit drei Dachhäusern. In den Geschossen jeweils zwei Wohnungen. Im Hof links ein zweigeschossiges Seitengebäude mit Wohnungen von 1864. | 09295864 |
|                                         | Mietshaus in halboffener Bebauung | Hammerstraße 19 (Karte)                                                             | 1903 (Mietshaus) | mit Tordurchfahrt, zeittypische Klinkerfassade, baugeschichtlich von Bedeutung Dreigeschossiges, 1903 nach Plänen des Architekten F. Otto Gerstenberger für den Flaschenbierhändler Hermann Nitzschke anstelle eines Anfang der 1860er Jahre entstandenen eingeschossigen Wohnhauses errichtetes Mietshaus. Klinkerfassade mit Stuckgliederungen, das Erdgeschoss verputzt mit Nutung. Über den mittleren Achsen eine zweiachsige Lukarne. Das Erdgeschoss mit zwei, die Obergeschosse mit jeweils drei Wohnungen. Links im Hof ein eingeschossiges, 1904 als Waschhaus und Pferdestall für Nitzschkes Flaschenbierhandlung errichtetes Seitengebäude. Der Dachausbau rechts am Vorderhaus erfolgte 1921. | 09295856 |
|                                         | Villa | Heilemannstraße 1 (Karte)                                                           | 1913–1914 (Villa) | zeittypische monumentale Putzfassade mit kannelierten Ecklisenen, erbaut für den Fabrikbesitzer Anton Loeffler, baugeschichtlich von Bedeutung Villa für den Fabrikbesitzer Anton Loeffler, 1913–1914 nach Plänen von Emil Voigt gebaut. Massiger Bau auf quadratischem Grundriss mit seitlichem treppenturmartigem Anbau (Dienstboteneingang), großer Halbrund-Terrasse mit Wandbrunnen an der Südseite und kleinem polygonalen Erkervorbau im Osten. Der Haupteingang an der Straßenseite führt zur zentralen Diele. Diese ehemals mit plastischem Bauschmuck versehene Hauptfassade ist nach Kriegsschäden geglättet, nur die breiten, kannelierten Ecklisenen mit „Kapitellen“ fassen den massigen Baukörper zusammen. | 09295908 |
| Direkt Bild zu diesem Denkmal hochladen | Wohnhaus in offener Bebauung (mit Ausstattung), heute Kindergarten, sowie Garten, Garage und Einfriedung | Heilemannstraße 19 (Karte)                                                          | 1937–1938 (Wohnhaus) | Putzfassade, im Heimatstil der 1930er Jahre, erbaut für den Juristen Rudolf Blüthner-Haessler, baugeschichtlich von Bedeutung Der Jurist Dr. Rudolf Blüthner-Haessler beauftragte den Architekten Curt Schiemichen mit der Ausarbeitung von Plänen für einen Landhausneubau auf dem Eckgrundstück zum Scheffelweg und reichte am 25. Februar 1937 den Bauantrag ein. Mit der Ausführung wurde das Baugeschäft Rost und Marx betraut. Eine Akzentuierung des eingeschossigen schlichten Hauses übernehmen insbesondere die Fassadenöffnungen und farbig behandelte Fensterläden. Das Erscheinungsbild wurde ehemals geprägt durch rauen, gefärbten Weißkalkmörtelputz und ein naturbraunes Biberschwanzdach in Kronendeckung. In der zweiten Jahreshälfte 1937 entstand auf dem Grundstück ein ebenso schlichter, zeittypischer Garagenbau mit zwei Stellplätzen sowie Waschküche und Bügelzimmer. Ein weiterer Dachgeschossausbau erfolgte 1950, seit 1961 wird das Haus als Kindergarten mit etwa 60 Plätzen genutzt. Die Einfriedung ist erhalten. LfD/2006 | 09299684 |
|                                         | Handschwengelpumpe mit Brunnenschacht und Abdeckplatte | Herderstraße - (Karte)                                                              | 1915 (Handschwengelpumpe) | in Ecklage Biedermannstraße, am Herderplatz, ortsgeschichtlich von Bedeutung In Nähe der Einmündung in die Biedermannstraße befindlicher Brunnenschacht mit Abdeckplatte einer Handschwengelpumpe. | 09296302 |
|                                         | Mietshaus in geschlossener Bebauung und in Ecklage | Herderstraße 1 (Karte)                                                              | 1903 (Mietshaus) | mit zum Teil originalen Läden, Putzfassade, Jugendstil-Dekoration, baugeschichtlich von Bedeutung Nummer 1, 3 und 5: Drei 1903–1904 durch die Baumeister Anton und Hans Möbius errichtete Mietshäuser mit unterschiedlicher Fassadengestaltung, deren Gemeinsamkeit in den phantasievollen figürlichen Stuckdekorationen besteht. Nummer 1 als Putzbau in abgefaster Ecklage zur Wolfgang-Heinze-Straße, zu dieser vier-, zur Herderstraße dreigeschossig. Die Fassade mit Sandsteingliederungen und Jugendstildekor, über der verbrochenen Ecke ein Giebel mit großer Löwenmaske, der Eingang mit Frauenmaske, Blütendekor und der Inschrift „Salve“. Die schmale, nur sechsachsige Fassade von Nummer 3 vollständig klinkerverkleidet mit Sandstein- und Stuckgliederungen. Über Haustür und Fenster Dreiecksgiebel, in den Giebelfeldern Stuckdekor mit aufgehenden Sonnen. Am aufwendigsten sind die Stuckarbeiten an der ansonsten nur wenig gegliederten, breiten neunachsigen Putzfassade von Nummer 5. Hauseingang und Fenster werden von Masken, Schweifwerk und flammenspeienden Gebilden eingefasst. Die seitlichen Fensterachsen jeweils paarweise zusammenstehend, links mit übergreifenden Girlanden, die teilweise Symbole handwerklicher Tätigkeiten wie Hammer und Zange umfassen, rechts mit Brüstungsfeldern, die als Pfau oder mit Frauenmaske und Inschrift „Mein Haus Meine Welt“ gestaltet sind. Die Hausflure mit Stuckausstattung und teilweise mit Ornamentfliesen. In Nummer 1 das Erdgeschoss als Ladenzone, erstes und zweites Obergeschoss mit jeweils drei, das dritte mit zwei Wohnungen. Nummer 3 enthält pro Geschoss jeweils eine Wohnung, Nummer 5 im Erdgeschoss zwei, in den Obergeschossen jeweils drei. | 09295819 |
|                                         | Mietshaus in geschlossener Bebauung | Herderstraße 3 (Karte)                                                              | 1903 (Mietshaus) | zeittypische Klinkerfassade, baugeschichtlich von Bedeutung s. Nummer 1 | 09295815 |
| Direkt Bild zu diesem Denkmal hochladen | Mietshaus in geschlossener Bebauung | Herderstraße 5 (Karte)                                                              | 1903–1904 (Mietshaus) | Putzfassade mit reichem Jugendstildekor, baugeschichtlich von Bedeutung s. Nummer 1 | 09295816 |
| Direkt Bild zu diesem Denkmal hochladen | Doppelmietshaus in ehemals geschlossener Bebauung | Herderstraße 7; 9 (Karte)                                                           | 1906–1907, bezeichnet 1906 (Doppelmietshaus) | Putzfassade in Jugendstil- und Neorokokoformen, baugeschichtlich von Bedeutung Anstelle einer älteren ländlichen Bebauung 1906–1907 nach Plänen des Architekten Curt Einert für den Schlossermeister Theodor Bergk errichtetes dreigeschossiges Doppelmietshaus. Die Putzfassade mit zurückhaltendem Stuckdekor in Formen eines rokokohaften Jugendstils, auch die Mittelrisalite der Doppelhaushälften mit geschweiftem Portal und Giebel in Rokokoformen ausgestaltet. An den Innenachsen ein schieferverkleidetes Dachhaus. Die Hausflure reich ausgestattet mit Holzpaneelen, Stuckdekor und Wandbildern, in den Geschossen pro Haus jeweils zwei Wohnungen. Nummer 7 mit erheblichen Kriegsschäden, original erhalten haben sich das Erdgeschoss sowie ein Großteil der Umfassungsmauern und Scheidewände. Nach Sicherung 1957 erfolgte ein Wiederaufbau 1959–1963, dabei Glättung der Fassade und massiver Ausbau des Dachgeschosses. | 09295817 |
| Direkt Bild zu diesem Denkmal hochladen | Mietshaus in ehemals geschlossener Bebauung | Herderstraße 13 (Karte)                                                             | 1882 (Mietshaus) | Putzfassade mit Stuckgliederungen, baugeschichtlich von Bedeutung Dreigeschossiges, 1882 nach Plänen des Maurermeisters Emil Theodor Pirnsch für den Maurerpolier Carl Riehl erbautes Mietshaus. Putzfassade mit Stuckgliederungen, das Erdgeschoss ursprünglich genutet. In den Geschossen wie im Mansardgeschoss jeweils zwei Wohnungen, das Erdgeschoss außerdem ehemals mit Laden. 1906 Übersetzung des Dachstuhles mit einem steileren Spitzboden. | 09296792 |
| Direkt Bild zu diesem Denkmal hochladen | Wohnhaus in halboffener Bebauung (mit Gaststättenanbau, bauliche Einheit mit Wolfgang-Heinze-Straße 35-39) | Hermannstraße 1 (Karte)                                                             | 1912–1914 (Wohnhaus) | Putzfassade, Bleiglasfenster, Treppenhausausmalung (bezeichnet 1930), bemerkenswerte Reformstil-Architektur, ortshistorisch und baugeschichtlich von Bedeutung siehe Wolfgang-Heinze-Straße 35-39 | 09295821 |
| Direkt Bild zu diesem Denkmal hochladen | Mietshaus in geschlossener Bebauung | Hermannstraße 4 (Karte)                                                             | 1889–1890 (Mietshaus) | Klinker-Putz-Fassade mit aufwendigen Stuckgliederungen, mit Laden, baugeschichtlich von Bedeutung Mit Nummer 6, 8 und 10: Vier dreigeschossige, 1889–1890 nach Plänen des Maurermeisters G. Rietzschel erbaute Mietshäusers, Nummer 4 für den Maler Friedrich Barth, Nummer 6, 8 und 10 für Rietzschels Vater, den Mauermeister G. H. Rietzschel, in dessen Händen auch die Ausführung der Zeile lag. Nummer 4 besitzt mit seiner achtachsigen Klinker-/Putzfassade die aufwendigste Gestaltung. Eine klinkerverkleidete mittlere Rücklage in den Obergeschossen wird umrahmt von den verputzten und durch Stuckgliederungen gestalteten Flächen des Erdgeschosses und der Seitenrisalite sowie durch ein ausladendes, auf Konsolen ruhendes Hauptgesims. Die anderen Häuser nur jeweils fünfachsig, Nummer 6 als Putzbau mit pilastergegliederten Obergeschossen, Nummer 8 und 10 als sich spiegelbildlich entsprechende schlichte Klinkerbauten mit in den Obergeschossen leicht vortretenden verputzten seitlichen Achsen. An sämtlichen Häusern in dichter Reihung angeordnete Dachhäuser. Trotz ihrer geringen Breite enthalten die Häuser 6 bis 10 in den Obergeschossen und im Dachgeschoss wie das Haus Nummer 4 jeweils zwei Wohnungen. In den vier Höfen zwei- bis dreigeschossige Hinterhäuser, bei Nummer 4 mit zwei Wohnungen pro Geschoss, auf den anderen Grundstücken in den Erdgeschossen mit Werkstatt, in den Obergeschossen mit jeweils einer Wohnung. | 09295830 |
| Direkt Bild zu diesem Denkmal hochladen | Mietshaus in geschlossener Bebauung und Hinterhaus | Hermannstraße 6 (Karte)                                                             | 1889–1890 (Mietshaus) | Vorderhaus mit Tordurchfahrt, historisierende Putzfassade, baugeschichtlich von Bedeutung s. Nummer 4 | 09295829 |
| Direkt Bild zu diesem Denkmal hochladen | Doppelmietshaus in halboffener Bebauung, mit zwei Hinterhäusern | Hermannstraße 8; 10 (Karte)                                                         | 1890 (Doppelmietshaus) | Vorderhäuser mit Tordurchfahrten, zeittypische Klinker-Putz-Fassaden, baugeschichtlich von Bedeutung s. Nummer 4 | 09295828 |
| Direkt Bild zu diesem Denkmal hochladen | Mietshaus in geschlossener Bebauung | Hermannstraße 14 (Karte)                                                            | 1886 (Mietshaus) | mit Tordurchfahrt, historisierende Putzfassade, baugeschichtlich von Bedeutung Mit Nummer 16: Zwei für den Bäckermeister Hermann Henrici erbaute dreigeschossige Mietshäuser. Nummer 14 wie die abgegangene Nummer 18 achtachsig 1886 durch den Maurermeister Oscar Hochmuth ausgeführt, Nummer 16 1888 durch den Bauunternehmer Hermann Döge fünfachsig in dem verbliebenen Zwischenraum errichtet. Die Putzfassaden mit Stuckgliederungen, zeittypischem zart gearbeitetem Stuckdekor und Konsolen, die Erdgeschosse wie auch die Gebäudeflanken an Nummer 14 mit Nutung. Die von Dreiecksgiebeln bekrönten Dachhäuser zumeist auf jeweils zwei Gebäudeachsen bezogen. In Nummer 14 das Erdgeschoss ehemals mit zwei Läden und zwei Ladenzonen, in den Obergeschossen und im Dachgeschoss jeweils zwei Wohnungen. In Nummer 16 wurde das Erdgeschoss ursprünglich von Henricis Bäckerrladen eingenommen, während sich im Souterrain Backofen und -stube befanden. Die Obergeschosse und das Dachgeschoss mit je einer Wohnung. In den Höfen dreigeschossige Hinterwohngebäude, die 1887 durch den Bauunternehmer Hermann Döge ausgeführt wurden. | 09295826 |
| Direkt Bild zu diesem Denkmal hochladen | Mietshaus in geschlossener Bebauung | Hermannstraße 16 (Karte)                                                            | 1887 (Mietshaus) | mit Tordurchfahrt, historisierende Putzfassade, baugeschichtlich von Bedeutung s. Nummer 14 | 09295825 |
| Direkt Bild zu diesem Denkmal hochladen | Kontorgebäude einer ehemaligen Fabrik | Hermannstraße 20 (Karte)                                                            | 1896 (Kontorhaus) | Klinkerfassade, interessant im Stadtgefüge als Fabrikbau, bauhistorisch und ortsentwicklungsgeschichtlich von Bedeutung Als erstes Gebäude am Verbindungsweg, auf Feld- und Gartenland sowie in Nähe einer Sandgrube entstand 1860 ein zweigeschossiges Wohngebäude für Louis Hempel nach Entwurf von Zimmermeister Gottlieb Hermann Müller. Der sechsachsige Bau erfuhr 1871 eine hofseitige Erweiterung, 1916 einen WC-Anbau und wurde in den 1980er Jahren nach einer bereits 1971 aufgrund des schlechten Erhaltungszustandes erteilten Genehmigung abgebrochen. Das Vorderwohngebäude gehörte zu jenen vorgründerzeitlichen Gebäuden, die traufständig als straßenbegleitende Wohnhäuser errichtet wurden und nicht das für die Zeit um 1865 typischen Zwerchhaus mit abschließendem Dreieckgiebel besaßen. Erhalten geblieben ist das sogenannte Kontorhaus der Gurkenfabrik Hänse, das an der rechten Grundstücksgrenze 1896 für den Fuhrwerksbesitzer Friedrich Louis Köcke errichtet wurde. 1912 übernahmen Privatmann Alfred Hugo Wetzig und Gastwirt Ernst Paul Wetzig das Grundstück (dazugehörig Leopoldstraße 21/23), 1915 wird ersterer als Alleineigentümer und Fuhrwerksbesitzer genannt. Das Grundstück mit Kraftwagenhof und Reparaturwerkstätte geriet 1927 in Besitz von Kaufmann Franz Richard Hänse, Inhaber einer Firma für Sauerkraut- und Gurken-Einlegerei, Hering- und Fischmarinaden. Zwischen 2003 und 2005 erfolgt die Sanierung des zweigeschossigen Gebäudes für Rüdiger Belk und Sybille Reschke nach Vorlagen von Architekt Stefan Mehner. Die Fassade des Hauses mit roten und gelben Verblendklinkern, Sichtbarbelassung des eisernen Trägers über der ehemaligen Garageneinfahrt und stehenden Gauben im ausgebauten Mansarddach. Als Zeugnis der baulichen Gebietserschließung und der Prosperität gewerblicher Tätigkeit in Connewitz ist das Gebäude von baugeschichtlichem und ortsgeschichtlichem Wert. LfD/2012 | 09295050 |
|                                         | Mietshaus in geschlossener Bebauung und in Ecklage | Hildebrandstraße 28 (Karte)                                                         | 1927 (Mietshaus) | Putzfassade mit roter Bänderung, mit zwei Erkern und Treppengiebeln, im traditionalistischen Stil der Zeit, baugeschichtlich von Bedeutung 1927 nach Plänen der Architekten A. Bohmer und Erich Heiser für den Schlossermeister Richard Rauber in Ecklage zur Biedermannstraße errichtetes Mietshaus. Dreigeschossiger Putzbau mit hoher Sockelzone und ausgebautem Dachgeschoss. Zu beiden Straßenfronten Treppengiebel. Die Hauptfront mit zwei Erkern zur Hildebrandstraße, zur Biedermannstraße stattdessen Loggien. An der Straßenecke Sockel und Erdgeschoss abgefast, die Obergeschosse abgerundet vortretend. In Höhe der Sohlbänke des Erd- und des zweiten Obergeschosses eine vertikale rote Putzbänderung. In den Geschossen wie auch im Dachgeschoss jeweils zwei Wohnungen. | 09296020 |
|                                         | Mietshaus in geschlossener Bebauung | Hildebrandstraße 30 (Karte)                                                         | 1914–1915 (Mietshaus) | Putzfassade, Reformstil-Architektur, baugeschichtlich von Bedeutung Mit Nummer 32: Zwei nach Plänen des Zimmermeisters Karl Zacher 1914–1915 für den Baugeschäftsinhaber Otto Zacher errichtete dreigeschossige Mietshäuser. Die Putzfassaden mit hohen Sockelzonen. Die aneinandergrenzenden Achsen, drei bei Nummer 30, vier bei Nummer 32, sind im Dachbereich massiv ausgeführt. Als dekorative Elemente Antragsarbeiten aus Stuck, bei Nummer 30 in Form von Kränzen, bei Nummer 32 als kleinformatige Masken sowie an beiden Häusern als Girlanden. Die Eingänge mit unterschiedlicher Gestaltung, Nummer 30 mit zwei auf Pfen stehenden girlandenhaltenden Putti, Nummer 32 mit einem ornamental verzierten Rundbogen. Ebenfalls variiert die Grundrissaufteilung, indem bei Nummer 30 das Treppenhaus straßenseitig, bei Nummer 32 zum Hof hin angeordnet ist. In den Geschossen enthalten beide Häuser jeweils zwei Wohnungen. Der Hausflur bei Nummer 32 mit Wandkacheln, einer Tonnendecke mit Stichkappen und Gurten sowie einer Kassettendecke. | 09296021 |
|                                         | Mietshaus in geschlossener Bebauung | Hildebrandstraße 32 (Karte)                                                         | 1914–1915 (Mietshaus) | Putzfassade, Reformstil-Architektur, baugeschichtlich von Bedeutung s. Nummer 30 | 09296022 |
| Direkt Bild zu diesem Denkmal hochladen | Mietshaus in geschlossener Bebauung | Hildebrandstraße 33 (Karte)                                                         | 1905–1906 (Mietshaus) | historisierende Klinkerfassade, baugeschichtlich von Bedeutung Viergeschossiges, 1905–1906 durch den auch als Bauherr zeichnenden Bauunternehmer und Zimmermann Emil Mai errichtetes Mietshaus. Das Erdgeschoss verputzt und ehemals mit Nutung, die Obergeschosse klinkerverkleidet mit einfachen Stuckgliederungen. Mittig angeordneter rundbogiger Eingang, darüber in den Obergeschossen die Mittelachse durch Rund- und Dreiecksgiebel betont. Der Hausflur mit Stuckdecke. Im Erdgeschoss zwei Wohnungen, in den Obergeschossen jeweils drei. | 09295942 |
| Direkt Bild zu diesem Denkmal hochladen | Mietshaus in geschlossener Bebauung in Ecklage | Hildebrandstraße 34 (Karte)                                                         | 1915–1916, Vollendung 1919 (Mietshaus) | Eckbetonung durch erhöhten Eckbau mit Zeltdach, Putzfassade, Reformstil-Architektur, baugeschichtlich von Bedeutung Dreigeschossiges, weitgehend 1915–1916 nach Plänen des Architekten Emil Richter für den Zimmermeister Otto Zacher erbautes Mietshaus in Ecklage zur Dölitzer Straße. Infolge der Kriegseinberufung des Bauherrn blieb der Bau jahrelang unvollendet und konnte erst 1919 nach Zwangsversteigerung fertiggestellt werden. Stattlicher Putzbau mit langgestreckten, nur durch eine Nutung des Erdgeschosses und durch schmale Gurtgesimse untergliederten Fronten zu beiden Straßen. Das beherrschende Motiv ist ein leicht vortretender, zu beiden Seiten dreiachsiger und um ein Geschoss erhöhter Eckbau mit Zeltdach. An ihm als einziger dekorativer Schmuck kleine Antragsarbeiten an den Fensterbrüstungen. In den Geschossen jeweils drei Wohnungen. | 09296023 |
|                                         | Mietshaus in halboffener Bebauung und in Ecklage | Hildebrandstraße 36 (Karte)                                                         | 1912–1913 (Mietshaus) | Eckladen, Putzfassade, Reformstil-Architektur, baugeschichtlich von Bedeutung Dreigeschossiges, 1912–1913 durch den auch als Bauherrn zeichnenden Baumeister Otto Bergelt in Ecklage errichtetes Mietshaus. Gegenüber der Nachbarbebauung an der Dölitzer Straße in der Straßenflucht vorstehender und an der Straßenecke abgerundeter Putzbau. Zu beiden Straßenfronten leicht vorstehende mittlere Risalite mit Antragsarbeiten an den Brüstungsfeldern der Obergeschossfenster, der Risalit zur Hildebrandstraße mit rundbogigem Eingang. Das Dach hechtartig ausgebaut. Der Hausflur mit Wandkacheln und Stuckdecke, im Erdgeschoss zwei, in den Obergeschossen jeweils drei Wohnungen. | 09296024 |
| Weitere Bilder                          | Vier, quer zur Straße stehende Wohnhauszeilen und drei Verbindungsbauten dazwischen, um drei begrünte Innenhöfe | Hildebrandstraße 39a; 39b; 39c; 41a; 41b; 41c; 43a; 43b; 43c; 45a; 45b; 45c (Karte) | 1927 (Wohnhaus) | Verbindungsbauten mit Einfahrten und seitlichen Läden, Wohnhauszeilen zur Straße als Kopfbauten mit turmartigen Risaliten ausgebildet, Putzfassade mit Gliederungselementen und Verkleidungen der Risalite aus eingefärbten Kunststeinformteilen, baugeschichtlich und städtebaulich von Bedeutung 1927 nach Plänen des Architekten Georg Wünschmann für die Gemeinnützige Bau- und Siedlungsaktiengesellschaft Heimat Berlin-Zehlendorf errichtete Wohnanlage. Vier viergeschossige, in Kammstellung zur Straße stehende Zeilen mit breiteren straßenseitigen Kopfbauten und niedrigen Verbindungsbauten um drei begrünte Innenhöfe. Den Kopfbauten vorgestellt sind bis in den Dachbereich hochgeführte turmartige Vorbauten, die, zunächst vierachsig, sich ab dem zweiten Obergeschoss auf zwei Achsen verjüngen. Die Fronten verputzt mit Gliederungen aus Rochlitzer Porphyr, welche an den Vor- und Verbindungsbauten eine gitterartige Struktur bilden. Vorstehende, oberhalb der Traufen leicht einknickende Walmdächer. Die Zeilen enthalten pro Geschoss fünf Wohnungen unterschiedlicher Größe, jeweils drei mit zwei, eine mit drei und eine mit vier Zimmern. In den Verbindungsbauten mittig Durchfahrten zu den Innenhöfen, seitlich Läden. Von den drei Höfen der mittlere ehemals als Schmuckhof mit rückseitiger Halle, Sitzbänken und Pergola gestaltet. In den beiden als Trockenplätzen genutzten äußeren befanden sich rückseitig ehemals halbrunde überdachte Spielhallen. | 09295943 |
| Weitere Bilder                          | Erweiterungsbau einer Technischen Hochschule, mit Relief und Mosaik an den Eingangsbereichen | Karl-Liebknecht-Straße 132 (Karte)                                                  | 1958–1960 (Hochschule) | Erweiterungsbau zu Richard-Lehmann-Straße 32, Ziegelbau mit sandsteinverkleideter Fassade, Hörsaaltrakt in Stahlbetonskelettbauweise, im Stil der Nachkriegsmoderne, baugeschichtlich von Bedeutung Erweiterungsbau der Hochschule für Technik, Wirtschaft und Kultur (ehemalige Hochschule für Bauwesen, Richard-Lehmann-Straße 32), 1958–1960 nach Plänen des Architekten Hans Pape. Der sandsteinverkleidete, den Seitenflügel des Altbaues verlängernde Baukörper aus zwei hintereinander gestaffelten Scheiben. Die vordere Scheibe fünfgeschossig mit strenger, die Vertikale betonender Fensterrasterung. Die hintere um ein Geschoss erhöht mit ungegliederter Wandfläche zur Karl-Liebknecht-Straße, während ihre auf Stützen zur Eichendorffstraße vorstehende Seitenfront eine vertikal gegliederte Rasterung mit großen, Korridore und südliches Treppenhaus belichtenden Fensterflächen aufweist. Der am Anschluss an den Altbau gelegene Haupteingang mit Außentreppe und Vestibul, Windfang und Vestibul enthalten zwei Mosaike nach Entwürfen des Malers Gerhard Eichhorn. Seitlich links neben dem von Straßenecke zur Eichendorffstraße aus zugänglichen südlichen Eingang ein großes, durch den Bildhauer Waldemar Grzimek geschaffenes Sandsteinrelief. | 09296779 |
| Weitere Bilder                          | Verwaltungsgebäude (Anschriften: Karl-Liebknecht-Straße 143, Eichendorffstraße 9/11 und Richard-Lehmann-Straße 34) | Karl-Liebknecht-Straße 143 (Karte)                                                  | 1913–1915 (Verwaltungsgebäude) | langgestrecktes, repräsentatives Gebäude mit halbrundem Risalit, Fassade mit Werksteinverkleidung und figürlichen Reliefs, Architekten: Gustav Hänichen und Heinrich Tscharmann, Dresden, im Reformstil der Zeit um 1910, baugeschichtlich, kunstgeschichtlich und ortsgeschichtlich von Bedeutung Ehemalige Teutonia-Versicherung, errichtet 1913–1915 nach Plänen der Architekten Gustav Hänichen und Richard Tscharmann für die Teutonia-Versicherungsaktiengesellschaft in Leipzig. Dreiflügeliges Verwaltungsgebäude mit langgestreckter Front zur Karl-Liebknecht-Straße. Über der gequaderten Sockelzone eine vertikalgegliederte Werksteinfassade mit Attikageschoss und halbrund vorstehendem Mittelrisalit, der das über eine Außentreppe erreichbare Portal enthält. Das Portal mit antikisierendem Porträtkopf im Halbprofil. Der Mittelrisalit wird durch Pilaster, Tiermasken und dekorativ mit Bogenfeldern ausgestaltete Fenster hervorgehoben, über den Erdgeschossfenstern des Hauptflügels handwerkliche Tätigkeiten zeigende Medaillons. Die beiden Seitenflügel zu Richard-Lehmann-Straße und Eichendorffstraße weniger durchgestaltet und im Dachbereich für die Aufnahme von Wohnungen ausgebaut. An der Rückseite des Hauptflügels analog zu dem Risaliten der Vorderfront ein gerundet vortretender Treppenhausvorbau mit Marmortreppe. Die Innenaufteilung der Geschosse doppelhüftig mit Mittelkorridoren, der Mittelrisalit im Erdgeschoss enthält ein ovales Vestibül. In der ursprünglichen Nutzung im Erdgeschoss Büroräume und Fernsprechzentrale, während die Seitenflügel jeweils eine Wohnung enthielten. Das erste Obergeschoss mit Büros, Buchhaltung und Ärztezimmer sowie einem von zwei Direktorenzimmern flankierten Sitzungssaal im Mittelrisalit. Zweites Ober- und Attikageschoss mit Großraumbüros und jeweils einer Wohnung. Zwei weitere Wohnungen sowie Archivräume im Dachgeschoss. Die Erreichbarkeit der Geschosse war neben dem Treppenhaus durch vier elektrische Aufzüge gewährleistet. 1923 Verkauf des Gebäudes an die Reichsfinanzverwaltung, anschließend Nutzung als Landesfinanzamt. LfD/1998 | 09296654 |
| Weitere Bilder                          | Verwaltungsgebäude (Anschriften: Karl-Liebknecht-Straße 145, Eichendorffstraße 10 und Gustav-Freytag-Straße 41) | Karl-Liebknecht-Straße 145 (Karte)                                                  | 1922–1926 (Verwaltungsgebäude) | langgestreckter Bau mit siebenachsigem Mittelrisalit, darin sechs eingestellte Säulen mit Kapitellen in Zackendekor, drei Werkstein-Reliefs über Eingangstüren mit Eisengittern, Architekt: Postbaurat Willibald Seckt, baugeschichtlich, ortsgeschichtlich und ortsbildprägend von Bedeutung Ehemalige Oberpostdirektion Leipzig, errichtet 1922–1926 nach Plänen des Postbaurates Willibald Seckt. Viergeschossiger Putzbau mit Seitenflügel zur Eichendorffstraße und langgestreckter Hauptfront zur Karl-Liebknecht-Straße, aus der ein siebenachsiger, portikusartiger Mittelrisalit mit eingestellten, abgekanteten Säulen, Mezzaningeschoss und ausladendem Hauptgesims hervortritt. Die Kapitelle der Säulen mit Zackendekor. Die drei mittleren Achsen des Risalites mit den Eingängen, darüber drei expressionistische Werksteinreliefs mit dramatisch bewegten Figuren, ausgeführt durch den Bildhauer Wilhelm Andreas nach Entwürfen des Bildhauers Alfred Thiele. Die Fenster der seitlichen Mittelrisalitachsen wie die der rückgelegten Fronten bis zum zweiten Obergeschoss achsenweise durch schmale Vorlagen zusammengefasst. Vestibül und Treppenhaus mit Keramikausstattung und -brunnen durch den Keramiker Kurt Feuerriegel, rückseitig eine doppelläufige Treppenanlage. Die Innenaufteilung der Geschosse zweihüftig mit Mittelkorridoren, an denen die Büroräume liegen. | 09296320 |
| Direkt Bild zu diesem Denkmal hochladen | Mietshaus in geschlossener Bebauung | Karl-Liebknecht-Straße 151 (Karte)                                                  | 1914–1915 (Mietshaus) | mit Hausdurchgang und Läden, Putzfassade, originale Ausstattung, maßstabbildener, großzügiger Reformstilbau am Connewitzer Kreuz, Dokumentationswert, baugeschichtlich von Bedeutung Im März 1914 übernehmen die Baumeister Alfred Johannes Wetzold & Karl Hermann Beyer aus städtischer Hand den Baustellenplatz 4 an der Südstraße, zwischen heutiger Scheffel- und Gustav-Freytag-Straße gelegen. Nach einheitlichem Plan sollte durch sie als Ausführende eine Mietshausgruppe nach einheitlichem Plan entstehen, die Architekten Crawfurd-Jensen und Edler (Burgstraße 1-5) lieferten hierfür Entwürfe. Statische Berechnungen stammen von Baumeister Otto Bergelt. Am 15. Juni 1915 erfolgte die Schlussabnahme heute unter Nummer 151 geführten Hauses, das infolge Kriegszerstörung der Nachbarbebauung heute zwischen einem in den 1990er Jahren errichteten Sparkassen- und Geschäftshauses in Ecklage Scheffelstraße und einem 2010 eingeweihten neuen Bibliotheks- und Mediengebäudes für die HTWK eingeklemmt ist. Bereits im Herbst 1914 mietete sich der Konsum-Verein Leipzig-Plagwitz und Umgebung eGmbH im Gebäude ein, ab 1. Juli 1934 war dieses im Besitz von Felix Hartmann. Nach Vernachlässigung und insbesondere Feuchteschäden in den oberen Etagen erfolgten Sanierung und Umbau in den Jahren 2006 bis 2008 durch Sebastian Piper, conwert Dresden Invest GmbH unter Einbeziehung von Dipl.-Ing. Conrad Marggraf für Planvorlage und Bauleitung. Leider wurden vor allem die großzügigen Wohnungsgrundrisse beseitigt und in drei Etagen über dem Parterre vier statt bisher zwei Wohnungen sowie im Dachgeschoss drei statt bislang zwei Wohnungen eingerichtet. Wieder hergestellt wurde die repräsentative, axialsymmetrisch konzipierte Schaufassade mit mächtigem Neurenaissanche-Staffelgiebel, Reformstil-Dekorplatten und der Besonderheit eines Rücksprunges des Fassade oberhalb des Erdgeschosses. Der Durchgang ist mit einem kunstvollen schmiedeeisernen Gitter verschlossen. Von Interesse ist die historisierend rekonstruierte Ladenfront mit kleinteiligen Ladenbereichen entsprechend dem Entwurfskonzept mit vier Geschäftseinheiten. Der Reformstilbau mit Zeugniswert und baugeschichtlicher Bedeutung. LfD/2012 | 09296219 |
|                                         | Ehemalige Badeanstalt, heute Gaststätte | Karl-Liebknecht-Straße 154 (Karte)                                                  | 1898 (Badeanstalt) | quadratischer Bau mit Walmdach und Mitteltürmchen, baugeschichtlich und ortsgeschichtlich von Bedeutung Brausebad am Kreuz. 1898 in einer Grünanlage errichtetes Volksbrausebad. Kubischer Baukörper mit Walmdach. Der Dachaufsatz mit Belüftungslamellen. Die gleichzeitig im Winkel von Koch- und Karl-Liebknecht-Straße angelegte Grünanlage besitzt alten Baumbestand. heute Gaststätte Suedbrause | 09296640 |
| Direkt Bild zu diesem Denkmal hochladen | Platzanlage | Karl-Liebknecht-Straße 154 (bei) (Karte)                                            | um 1898 (Stadt- und Siedlungsgrün) | dreieckiger Schmuckplatz zwischen Karl-Liebknecht-Straße, Kochstraße und Scheffelstraße, mit altem Gehölzbestand und mit dem alten Brausebad (siehe Karl-Liebknecht-Straße 154), ortsentwicklungsgeschichtlich und stadtgrüngeschichtlich von Bedeutung | 09264633 |
| Direkt Bild zu diesem Denkmal hochladen | Mietshaus in ehemals geschlossener Bebauung | Karl-Liebknecht-Straße 167 (Karte)                                                  | 1896–1897 (Mietshaus) | mit Läden, Klinkerfassade mit Stuckgliederungen, baugeschichtlich von Bedeutung Viergeschossiges, 1896–1897 nach Plänen des Architekten Otto Lehmann für den Bauunternehmer Hermann Schellenberger errichtetes Mietshaus. Das Erdgeschoss verputzt und ehemals genutet, die Obergeschosse klinkerverkleidet mit Stuckgliederungen und Blendziegelbögen. Beidseitig die beiden äußeren Achsen durch gequaderte Vertikalgliederungen hervorgehoben und im Dachbereich in Renaissancegiebeln mündend. Als die Mitte betonender Akzent im Dachbereich ein kleines Dachhaus mit Krüppelwalmgiebel. Das Erdgeschoss mit zwei Läden, die Ladenfronten neu. Mittig der rundbogige Eingang. In den Obergeschossen jeweils zwei Wohnungen. | 09296641 |
| Direkt Bild zu diesem Denkmal hochladen | Mietshaus in geschlossener Bebauung | Klemmstraße 2 (Karte)                                                               | 1903–1904 (Mietshaus) | Putzfassade mit geometrischen Putzdekorationen, baugeschichtlich von Bedeutung Mit Nummer 4, 6, 8 und 10: Die Bebauung der westlichen Straßenseite der Klemmstraße erfolgte 1902–1904 nach Plänen des Architekten Heinrich Lindemanns, Nummer 2, 4 und 6 für den Maurer und Baumeister Otto Föhre, Nummer 8 und 10 für den Zimmerer und Bauunternehmer Otto Fiedler. Die Häuser Nummer 2 bis 8 zeigen den gleichen neunachsigen Typ mit leicht vorstehenden dreiachsigen Mittelrisaliten, während bei der um eine Achse verkürzten Nummer 10 die Fenster in einfacher Reihung angeordnet sind. Gegenüber den einfachen Klinkerfassaden mit Sandsteingliederungen hebt sich die Fassadengestaltung des zuletzt errichteten Hauses Nummer 2 ab, über einer Putzverfugung mit eingefügten Rauputzfeldern des Erdgeschosses sind die Obergeschosse mit einem horizontalen Kammputz versehen, von dem sich das glatt verputzte mittlere Kompartiment und die jugendstilisch geschwungenen Putzspiegel absetzen. | 09296267 |
| Direkt Bild zu diesem Denkmal hochladen | Mietshaus in ehemals geschlossener Bebauung | Klemmstraße 3 (Karte)                                                               | 1903–1904 (Mietshaus) | historisierende Klinkerfassade, baugeschichtlich von Bedeutung Mit Nummer 5, 7, 9 und 11: Die geschlossene seite der Klemmstraße wurde in den Jahren 1903–1904 nach Plänen des Architekten Heinrich Lindemann erbaut, Nummer 3 und 5 für den Maurer Richard Hochmuth, Nummer 7 für die Zimmereigeschäftsinhaber Otto Winkler und Friedrich Vieweg, Nummer 9 und 11 für den Bau- und Maurermeister Franz Bettzieche. Mit Ausnahme der die Straßenzeile abschließenden Nummer 11 handelt es sich um neunachsige Bauten gleichen Typs mit leicht vorstehendem Mittelrisalit und Klinkerfassaden, die lediglich in der Gestaltung des Erdgeschosses durch Klinkerverkleidung oder Verputzung, den Gesimsen und den Fensterverdachungen variiert werden. Haus Nummer 11 mit breiterer Fassade, großzügiger zugeschnittenen Wohnungen und zu den Bahngleisen hin mit einer Holzveranda. Die Hausflure aller fünf Häuser mit Stuckausstattungen und decken. | 09296001 |
| Direkt Bild zu diesem Denkmal hochladen | Mietshaus in geschlossener Bebauung | Klemmstraße 4 (Karte)                                                               | 1903 (Mietshaus) | Klinkerfassade mit Sandsteingliederungen, baugeschichtlich von Bedeutung Klemmstraße 2/4/6/8/10 Die Bebauung der westlichen Straßenseite der Klemmstraße erfolgte 1902–1904 nach Plänen des Architekten Heinrich Lindemann: Nummer 2, 4 und 6 für den Maurer und Baumeister Otto Föhre, Nummer 8 und 10 für den Zimmerer und Bauunternehmer Otto Fiedler. Die Häuser Nummer 2 bis 8 zeigen den gleichen neunachsigen Typ mit flachen dreiachsigen Mittelrisalit, während bei der Nummer 10 die Fenster in einfacher Reihung angeordnet sind. Gegenüber den einfachen Klinkerfassaden mit Sandsteingliederungen hebt sich die Nummer 2 ab, deren schöne Jugendstilfassade eine vereinfachte Fassung des vom gleichen Architekten gebauten Hauses Gaschwitzer Straße 11 ist. (Denkmaltopographie Bundesrepublik Deutschland, Denkmale in Sachsen, Stadt Leipzig, Südliche Stadterweiterung, 1998) | 09296268 |
| Direkt Bild zu diesem Denkmal hochladen | Mietshaus in geschlossener Bebauung | Klemmstraße 5 (Karte)                                                               | 1903 (Mietshaus) | historisierende Klinkerfassade, baugeschichtlich von Bedeutung Klemmstraße 3/5/7/9/11 Auch die Ostseite der Klemmstraße wurde in den Jahren 1903–1904 nach Plänen des Architekten Heinrich Lindemann erbaut, die Bauherren waren Maurer- und Zimmermeister. Mit Ausnahme der die Straßenzeile abschließenden Nummer 11 handelt es sich um neunachsige Bauten gleichen Typs mit flachem Mittelrisalit und Klinkerfassaden, die lediglich in der Gestaltung des Erdgeschosses durch Klinkerverkleidung oder Verputzung, den Gesimsen und den Fensterverdachungen variiert werden. Haus Nummer 11 mit breiterer Fassade, großzügiger zugeschnittenen Wohnungen und einer Holzveranda an der Giebelseite. Die Hausflure aller fünf Häuser mit Stuckausstattungen. (Denkmaltopographie Bundesrepublik Deutschland, Denkmale in Sachsen, Stadt Leipzig, Südliche Stadterweiterung, 1998) | 09296002 |
| Direkt Bild zu diesem Denkmal hochladen | Mietshaus in geschlossener Bebauung | Klemmstraße 6 (Karte)                                                               | 1902–1903 (Mietshaus) | Klinkerfassade mit Sandsteingliederungen, baugeschichtlich von Bedeutung Klemmstraße 2/4/6/8/10 Die Bebauung der westlichen Straßenseite der Klemmstraße erfolgte 1902–1904 nach Plänen des Architekten Heinrich Lindemann: Nummer 2, 4 und 6 für den Maurer und Baumeister Otto Föhre, Nummer 8 und 10 für den Zimmerer und Bauunternehmer Otto Fiedler. Die Häuser Nummer 2 bis 8 zeigen den gleichen neunachsigen Typ mit flachen dreiachsigen Mittelrisalit, während bei der Nummer 10 die Fenster in einfacher Reihung angeordnet sind. Gegenüber den einfachen Klinkerfassaden mit Sandsteingliederungen hebt sich die Nummer 2 ab, deren schöne Jugendstilfassade eine vereinfachte Fassung des vom gleichen Architekten gebauten Hauses Gaschwitzer Straße 11 ist. (Denkmaltopographie Bundesrepublik Deutschland, Denkmale in Sachsen, Stadt Leipzig, Südliche Stadterweiterung, 1998) | 09296269 |
| Direkt Bild zu diesem Denkmal hochladen | Mietshaus in geschlossener Bebauung | Klemmstraße 7 (Karte)                                                               | 1903 (Mietshaus) | historisierende Klinker-Putz-Fassade, baugeschichtlich von Bedeutung Klemmstraße 3/5/7/9/11 Auch die Ostseite der Klemmstraße wurde in den Jahren 1903–1904 nach Plänen des Architekten Heinrich Lindemann erbaut, die Bauherren waren Maurer- und Zimmermeister. Mit Ausnahme der die Straßenzeile abschließenden Nummer 11 handelt es sich um neunachsige Bauten gleichen Typs mit flachem Mittelrisalit und Klinkerfassaden, die lediglich in der Gestaltung des Erdgeschosses durch Klinkerverkleidung oder Verputzung, den Gesimsen und den Fensterverdachungen variiert werden. Haus Nummer 11 mit breiterer Fassade, großzügiger zugeschnittenen Wohnungen und einer Holzveranda an der Giebelseite. Die Hausflure aller fünf Häuser mit Stuckausstattungen. (Denkmaltopographie Bundesrepublik Deutschland, Denkmale in Sachsen, Stadt Leipzig, Südliche Stadterweiterung, 1998) | 09296003 |
| Direkt Bild zu diesem Denkmal hochladen | Mietshaus in geschlossener Bebauung | Klemmstraße 8 (Karte)                                                               | 1902–1903 (Mietshaus) | Klinkerfassade mit Sandsteingliederungen, baugeschichtlich von Bedeutung Klemmstraße 2/4/6/8/10 Die Bebauung der westlichen Straßenseite der Klemmstraße erfolgte 1902–1904 nach Plänen des Architekten Heinrich Lindemann: Nummer 2, 4 und 6 für den Maurer und Baumeister Otto Föhre, Nummer 8 und 10 für den Zimmerer und Bauunternehmer Otto Fiedler. Die Häuser Nummer 2 bis 8 zeigen den gleichen neunachsigen Typ mit flachen dreiachsigen Mittelrisalit, während bei der Nummer 10 die Fenster in einfacher Reihung angeordnet sind. Gegenüber den einfachen Klinkerfassaden mit Sandsteingliederungen hebt sich die Nummer 2 ab, deren schöne Jugendstilfassade eine vereinfachte Fassung des vom gleichen Architekten gebauten Hauses Gaschwitzer Straße 11 ist. (Denkmaltopographie Bundesrepublik Deutschland, Denkmale in Sachsen, Stadt Leipzig, Südliche Stadterweiterung, 1998) | 09296270 |
| Direkt Bild zu diesem Denkmal hochladen | Mietshaus in geschlossener Bebauung | Klemmstraße 9 (Karte)                                                               | 1903 (Mietshaus) | historisierende Klinkerfassade, baugeschichtlich von Bedeutung Klemmstraße 3/5/7/9/11 Auch die Ostseite der Klemmstraße wurde in den Jahren 1903–1904 nach Plänen des Architekten Heinrich Lindemann erbaut, die Bauherren waren Maurer- und Zimmermeister. Mit Ausnahme der die Straßenzeile abschließenden Nummer 11 handelt es sich um neunachsige Bauten gleichen Typs mit flachem Mittelrisalit und Klinkerfassaden, die lediglich in der Gestaltung des Erdgeschosses durch Klinkerverkleidung oder Verputzung, den Gesimsen und den Fensterverdachungen variiert werden. Haus Nummer 11 mit breiterer Fassade, großzügiger zugeschnittenen Wohnungen und einer Holzveranda an der Giebelseite. Die Hausflure aller fünf Häuser mit Stuckausstattungen. (Denkmaltopographie Bundesrepublik Deutschland, Denkmale in Sachsen, Stadt Leipzig, Südliche Stadterweiterung, 1998) | 09296004 |
| Direkt Bild zu diesem Denkmal hochladen | Mietshaus in geschlossener Bebauung | Klemmstraße 10 (Karte)                                                              | 1903 (Mietshaus) | Klinkerfassade mit Sandsteingliederungen, baugeschichtlich von Bedeutung Klemmstraße 2/4/6/8/10 Die Bebauung der westlichen Straßenseite der Klemmstraße erfolgte 1902–1904 nach Plänen des Architekten Heinrich Lindemann: Nummer 2, 4 und 6 für den Maurer und Baumeister Otto Föhre, Nummer 8 und 10 für den Zimmerer und Bauunternehmer Otto Fiedler. Die Häuser Nummer 2 bis 8 zeigen den gleichen neunachsigen Typ mit flachen dreiachsigen Mittelrisalit, während bei der Nummer 10 die Fenster in einfacher Reihung angeordnet sind. Gegenüber den einfachen Klinkerfassaden mit Sandsteingliederungen hebt sich die Nummer 2 ab, deren schöne Jugendstilfassade eine vereinfachte Fassung des vom gleichen Architekten gebauten Hauses Gaschwitzer Straße 11 ist. (Denkmaltopographie Bundesrepublik Deutschland, Denkmale in Sachsen, Stadt Leipzig, Südliche Stadterweiterung, 1998) | 09296271 |
| Direkt Bild zu diesem Denkmal hochladen | Mietshaus in halboffener Bebauung | Klemmstraße 11 (Karte)                                                              | 1903 (Mietshaus) | historisierende Klinkerfassade, Holzveranda an der Giebelseite, baugeschichtlich von Bedeutung Klemmstraße 3/5/7/9/11 Auch die Ostseite der Klemmstraße wurde in den Jahren 1903–1904 nach Plänen des Architekten Heinrich Lindemann erbaut, die Bauherren waren Maurer- und Zimmermeister. Mit Ausnahme der die Straßenzeile abschließenden Nummer 11 handelt es sich um neunachsige Bauten gleichen Typs mit flachem Mittelrisalit und Klinkerfassaden, die lediglich in der Gestaltung des Erdgeschosses durch Klinkerverkleidung oder Verputzung, den Gesimsen und den Fensterverdachungen variiert werden. Haus Nummer 11 mit breiterer Fassade, großzügiger zugeschnittenen Wohnungen und einer Holzveranda an der Giebelseite. Die Hausflure aller fünf Häuser mit Stuckausstattungen. (Denkmaltopographie Bundesrepublik Deutschland, Denkmale in Sachsen, Stadt Leipzig, Südliche Stadterweiterung, 1998) | 09296005 |
| Direkt Bild zu diesem Denkmal hochladen | Mietshaus in halboffener Bebauung und in Ecklage | Klemmstraße 14 (Karte)                                                              | 1903–1904 (Mietshaus) | Fassade mit geometrischer Putzdekoration, baugeschichtlich von Bedeutung In Ecklage zur Gaschwitzer Straße 1903–1904 nach Plänen des Architekten Hans Knoblauch für den Zimmerer und Bauunternehmer Otto Fiedler errichtetes dreigeschossiges Mietshaus. Der Eckbereich als leicht vorspringender Kopfbau mit Abfasung, dabei wird die abgeschrägte Kante durch kaum eingetiefte Loggien mit vorstehenden schmiedeeisernen Balkongittern und einem Segmentbogengiebel akzentuiert. Die Fassade ist durch gegenseitig abgesetzte Glatt- und Rauputzflächen, Putzspiegel und Stuckstreifen in Jugendstilformen gestaltet. Das Erdgeschoss enthielt in dem vorstehenden Kopfbau ursprünglich einen Laden, ansonsten zwei Wohnungen, die Obergeschosse mit jeweils drei Wohnungen. | 09296272 |
| Direkt Bild zu diesem Denkmal hochladen | Mietshaus in geschlossener Bebauung und in Ecklage | Klemmstraße 16 (Karte)                                                              | 1902–1903 (Mietshaus) | historisierende Klinkerfassade mit Jugendstildekoration, Eckbau an der Wendeschleife der Straßenbahn, baugeschichtlich und ortsentwicklungsgeschichtlich von Bedeutung Dreigeschossiges, 1902–1903 nach Plänen des Architekten F. Otto Gerstenberger für den Maurermeister Julius Illge in abgefaster Ecklage zur Gaschwitzer Straße erbautes Mietshaus. Klinkerbau mit einfachen Stuckgliederungen, über einem Ziegelsockel das Erdgeschoss verputzt mit Nutung. In den Geschossen jeweils drei Wohnungen. | 09296006 |
| Direkt Bild zu diesem Denkmal hochladen | Wohnhaus (Nr. 1) in offener Bebauung und Saalbau (Nr. 3) im Hof, Relieftafel für Erich Zeigner und ehemaliger Eiskeller | Koburger Straße 1; 3 (Karte)                                                        | 1873 (Wohnhaus) | Wohnhaus mit Stuckgliederungen, ehemals zur Ausflugsgaststätte »Eiskeller« gehörend, Relief für Oberbürgermeister Erich Zeigner (1886–1949), vor dem Zweiten Weltkrieg eine der beliebten Ausflugsgaststätten mit Konzertbetrieb, heute alternatives Jugendzentrum, ortsgeschichtlich von Bedeutung 1873 als Wirtschaftsgebäude für das neuerrichtete Gartenrestaurant „Eiskeller“ erbaut, enthielt Pferdestall, Remise und Leutestube. 1887 durch Anbau eines rückwärtigen Trakts durch Julius Mosenthin erweitert und zum Wohnhaus umgebaut. Der „Eiskeller“, zunächst ein Kühlhaus mit dem aus der Mühlpleiße gewonnenen Eis, seit 1873 zum Gartenrestaurant umgebaut und bis vor dem Krieg eine der beliebten Ausflugsgaststätten mit Konzertbetrieb, ist durch Umbauten verändert und heute alternatives Jugendzentrum. | 09296648 |
| Direkt Bild zu diesem Denkmal hochladen | Gaststätte, mit Teilen der Ausstattung, Keramikbrunnen, Keramiksäule, Teich, sowie Freiflächengestaltung mit Terrassen und Aufgängen, Rasenflächen, Busch- und Baumgruppen sowie auwaldtypischem Gehölzbestand | Koburger Straße 12 (Karte)                                                          | 1976–1978 (Ausflugslokal), 1978 (Brunnen), 1911, Hakenteich (Teich), bezeichnet 1980 (Keramiksäule) | Teich von 1911 und Gaststätte von 1976–1978, Seltenheitswert, Erinnerungswert, baugeschichtlich und stadtgeschichtlich bedeutsam, künstlerischer Wert Der Beschluss der Leipziger Stadtverordnetenversammlung zum (weiteren) Ausbau des Connewitzer Wildparks datiert von 1972, Ausführungsunterlagen für die „Gaststätte Wildpark Leipzig“ aus dem Jahr 1977. Als Auftraggeber fungierte die Direktion Naherholung beim Rat der Stadt Leipzig (1976–1978), das Grundstück lag im Eigentum des Volkes. Zur Finanzierung wurden neben Mitteln aus dem Staatshaushalt auch Lottogelder eingesetzt. Es ging um eine „Realisierung des Wildparkes Leipzig bis zum 30. Jahrestag der DDR“, wobei der Wildparkgaststätte eine besondere Rolle zukam: „Das Gebäude wird in unbebautem Gelände als Ausflugsziel und niveauvolle Gaststätte im Wildpark an dominierender Stelle eingeordnet“. Hierbei sollten 'optimale Bedingungen zu den Himmelsrichtungen, Blickbeziehungen von und zum Objekt in Einklang mit der Nutzung der vorhandenen Erschließungen und dem Waldbestand sowie eine Unterordnung und Primat natürlicher Umwelt hergestellt werden. Im Blick der Planer war die Wechselwirkung von Tiergehege, Wald-, Wasser- und Wiesenflächen einerseits und der Inszenesetzung der Gaststätte andererseits, die Attraktivität und den Erholungswert der gesamten Anlage des Wildparks steigern sollte'. Zunächst war die Einordnung des Gebäudes am Ostufer des bereits 1911 entstandenen Hakenteiches vorgesehen, später der heutige Standort als in vielerlei Hinsicht günstiger betrachtet. Oberbauleiter Roland übernahm die Ausführungsunterlagen aus Händen des Projektierungskollektivs Seifert/Volker Sieg, die Fundamentplanung von Baugrundingenieur Schmidt, Mitarbeit auch Winfried Sziegoleit. Die Arbeiten am Haus begannen bereits 1977, obwohl der Prüfbescheid noch nicht ausgestellt worden war. Es entstand ein eingeschossiger Massivbau mit Holzdachkonstruktion und einem Zwischengeschoss nur über dem Küchentrakt. Auf Wunsch des Auftraggebers erhielt die Gaststätte in Form und Gestaltung Anlehnung an die im Wildpark angeordneten Futterraufen. Mit Dübel- bzw. Bolzenverbindungen war die abgebundene Holzdachkonstruktion samt den weiten Dachüberständen zu fertigen. Aufgrund der Hochwassergefahr des Geländes wurde auf einen Keller verzichtet. Über Natursteinsockeln zeigen sich große Flächen der Schauseiten großzügig durchfenstert und mit Holz verkleidet (Giebelseiten als architekturbezogene Arbeiten durch den Holzbildhauer Friedemann Lenk, einen der namhaftesten Holzgestalter der DDR). Massivholz kam im Wesentlichen auch im Inneren zum Einsatz, als gestäbte Wand- und Deckenverkleidungen mit 2000 handgeschmiedeten Ziernägeln der PGH Kunst- und Bauschlosserhandwerk Leipzig bzw. dekorative Bemalung und als rustikale Holzmöbel – im Naturton oder graugrün gebeizt. 'Kunstschaffende, die vorwiegend in der künstlerischen Holzbearbeitung tätig sind, sollten gestalterische Akzente setzen', so u. a. Holzgestalter Günt(h)er Schumann mit der Einordnung von drei hölzernen Wagenrädern als Raumteiler. Dekorative Fensterscheiben im Innenraum übernahm die PGH Glasgestaltung Magdeburg. Zum Charme des großzügigen Gastraumes mit 120 bis 136 Plätzen trug die indirekte Beleuchtung durch Strahler und der Verzicht auf dekorative Lampen bei. Eine kleine Tanzfläche ist an zentraler Stelle vertieft eingeordnet, mit Blumenkästen und Geländer gefasst. Weitere Gastronomieplätze boten separate Räumlichkeiten im sogenannten Zwischengeschoss, mit 16 und 30 Plätzen, deren schmückende Gestaltung auch durch acht in Auftrag gegebene Kleinplastiken erfolgen sollte. Großer Wert wurde zudem auf einen großzügigen Terrassenbereich gelegt (60-80 Plätze), der über Selbstbedienungsschalter an der westlichen Giebelseite gastronomisch angeschlossen war, die knappe Hälfte der knapp 500 Quadratmeter zählenden Fläche war überdacht. Ferner kam in unmittelbarer Nähe zu einer großen Eiche ein Grillplatz mit Betonplattenflächen zur Einrichtung, der im Westen und Süden für Abpflanzung vorgesehen war. Hinzuzurechnen zur Freiflächengestaltung sind Verkehrswege, auch Treppen und Blumenkästen sowie die befestigten Wege in Richtung Schwarzwildgehege und beidseitig des Hakenteiches. Für die Terrassen waren wie im Gastraum große geschliffene Granitplatten vorgesehen, flache Natursteinmauern, flache Stufenanlagen mit Blöcken und Kleinpflasterung sowie vier Pflanzbecken aus Sichtbeton. Geschickt wurden die vorhandenen Waldbereiche insbesondere im Norden planerisch einbezogen und ergänzt, wirkt die Ansicht der Hauptfront gestalterisch überaus geschickt in Szene gesetzt durch den vorgelagerten Teich (mit Insel) und die Wiesenflächen. Ganz im Sinne eines klassischen Landschaftsparks bestehen Blickbeziehungen von der Parkerschließungsstraße (Hauptweg von der Koburger Straße abzweigend) und sind mit einem Trinkbrunnen sowie einer mit Tiermotiven künstlerisch gestalteten Säule – beide vorwiegend aus Keramik – Erlebnisbereiche an den Hauptzugängen geschaffen, ferner ein Ruheplatz mit Bänken. Der Trinkbrunnen „Kühler Conni“ aus dem Jahr 1979 erinnert wohl an die Kühle des Connewitzer Waldes, die auf 1980 datierte Säule vom gleichen Künstler Bruno Kubas gelangte 1981 zur Aufstellung. 'Auf den Höhepunkt „Gaststätte“ sollte die Besucher unmittelbar vor der Restaurantterrasse ein sechseinhalb Meter breiter Rosenstreifen lenken'. Einzelne Bäume waren zur Auflockerung der Pflanzung gedacht, während die östlichen Wiesenflächen durch auwaldtypische Gewächse Akzente erhielten. Für das gesamte zu gestaltende Areal waren insgesamt gut 3000 Sträucher und Bäume sowie 7500 Bodendecker geordert. Die Wildparkgaststätte besitzt nebst ihrer Ausstattung und der umgebenden, hochwertig gestalteten Freiraumgestaltung einen hohen baugeschichtlichen, gartenhistorischen und künstlerischen Wert. LfD/2019 | 09305727 |
|                                         | Villa | Koburger Straße 13 (Karte)                                                          | 1874 (Villa) | im Landhausstil, Ziegel-Putz-Fassade mit Holzbalkon und Fachwerkgiebeln, erbaut von Maurermeister Julius Mosenthin für die eigene Familie, baugeschichtlich von Bedeutung Villa, 1874 vom Maurermeister Julius Mosenthin der im letzten Jahrhundertdrittel den überwiegenden Teil der anspruchsvolleren Bauten in Connewitz, Lößnig und Dölitz schuf, für die eigene Familie erbaut. Der mit dem Wechsel von Ziegel- und Putzlagen, reichem Schnitzwerk an den vier Giebeln, an Balkons und Veranda malerisch konzipierte Bau entsprach dem damals modernsten Landhausstil. | 09296649 |
| Direkt Bild zu diesem Denkmal hochladen | Bootshaus an der Pleiße, mit Vorplatz | Koburger Straße 17 (Karte)                                                          | 1921 (Bootshaus) | ehemaliges Bootshaus des Kanu-Clubs Aegir Leipzig, Putzbau, Zeugnis Leipziger Sportgeschichte, Seltenheitswert Kurt Rost und Hans Hilbert zeichneten für den Kanu-Club „Aegir“, der am 5. März 1921 ein Bootshaus an der Pleiße, oberhalb der Raschwitzer Brücke, erbauen lassen wollte. Der eingetragene Verein war Mitglied des Deutschen Kanu-Verbandes und nahm den Ingenieur G. Heuschild für die Ausführungen und die statischen Berechnungen unter Vertrag. Da „auch Ausschank und Speisen für Vereinsmitglieder und deren 'eingeführte Gäste'“ beabsichtigt war, machte sich die Erbauung eines kleinen Wirtschaftsgebäudes notwendig. Schon am 24. August erfolgt die Schlussprüfung für „das neuerbaute zweigeschossige Klubhaus nebst Bootshausanbau sowie das eingeschossige Wirtschaftsgebäude“. Die Elektro-Union GmbH Leipzig sorgt für den Anschluss an das Stromnetz. Im Jahr 1924 wird der Neubau von heute nicht mehr erhaltener Bootshalle sowie eines offenen Spieleschuppens beantragt und ausgeführt. 1945 erging die Aufforderung zur Übergabe des Vereinsvermögens und 1951 übernimmt das Forstamt die Verwaltung der Immobilie im Zusammenhang mit der Grundbuch-Eintragung als Eigentum des Volkes. Bereits im Januar 1949 wurde eine Mietschätzung der im Erdgeschoss vorhandenen Hausmannswohnung vorgenommen, bewohnt wurde diese vom Ehepaar Thordsen, das später die DDR verließ. Somit stand das Objekt seit 1947 ungenutzt und gelangte in Verwaltung der GST, Nutzung durch deren Teckelgruppe. Im Jahr 2006 Antrag auf Vorbescheid für die Instandsetzung und Nutzung als Bootsverleihstation mit Imbißangebot sowie der Errichtung eines Schwimmsteges. Die ehemals sehr schöne Einfriedung zur Pleiße ist nicht mehr vorhanden, Bootshaus und Schliefplatz stehen unter Denkmalschutz. Nach der Sanierung 2009 bis 2013 präsentiert sich das verputzte Gebäude wieder sehr wirkungsvoll im Verlauf des Pleißeflusses mit großzügig durchfensterter Giebelfront und rotem Ziegeldach, das niedrigere Bootshaus mit sehr flachem Dach ist ebenfalls erhalten. Verantwortlich für die verdienstvolle Sicherung und Erhaltung eines originalen baulichen Zeugnisses des deutschen Kanusports ist Mario Krafft. Der Klub übrigens wird auch im Zusammenhang mit einem Kanu-Pionier gebracht, dem 1909 in Leipzig geborenen Kanusportler und Schriftsteller Herbert Rittlinger. Als eines der wenigen original erhaltenen Bootshäuser des Kanusports von Seltenheitswert, somit baugeschichtlich und architekturgeschichtlich bedeutsam, Erinnerungswert als Sport- und Ausflugsstätte. LfD/2013 | 09299243 |
|                                         | Zwei Mehrfamilienhäuser einer Wohnanlage | Kochstraße 84; 86 (Karte)                                                           | 1926 (Doppelwohnhaus) | Bestandteil der Wohnanlage Kochstraße 84-100, Putzfassade, Dokument sozialen Wohnungsbaus in den 1920 Jahren, baugeschichtlich und sozialgeschichtlich von Bedeutung, straßenraumcharakterisierend Städtische, im Rahmen des Wohnungsbauprogramms 1926 errichtete, aus drei den gekrümmten Verlauf der Kochstraße aufnehmenden Baugruppen bestehende Wohnanlage. Eine langgestreckte, nach Plänen des Architekten M. Krämer errichtete Mittelgruppe mit fünf Eingängen wird flankiert von zwei Doppelhäusern, für die der Architekt G. Steinert die Pläne lieferte. Die drei Gruppen als Putzbauten mit Ziegelsockel, schmalen Ziegelgesimsen und Walmdächern, die Eingänge mit abgeschrägten Laibungen. An der in ihrer Gestaltung etwas aufwendigeren Mittelgruppe wird das Ziegelband der Sockelzone um die Eingänge geführt, darüber die Fensterachsen im ersten Obergeschoss leicht vorstehend mit spitzgiebeligen Umrahmungen. Das mittlere Haus Nummer 92 mit vierachsigem, bis in das Dachgeschoss reichenden Mittelrisalit. Die Geschosse pro Haus mit jeweils zwei Wohnungen nach den im Hochbauamt der Stadt Leipzig entwickelten Typengrundrissen des Bauprogramms 1926, eine davon nach Typ 1/1926 mit Bad, kleiner Küche, Kammer und zwei Stuben, die andere nach Typ 2/1926 mit Bad, einer größeren Küche, zwei Kammern und zwei Stuben. In dem massiv ausgebauten Dachgeschoss von Nummer 92 war ein Atelier eingerichtet. Zwischen der Mittel- und den Seitengruppen zwei eingeschossige Lebensmittelläden als schlichte Putzbauten mit Ziegelsockel, ebenfalls 1926 nach den Plänen von G. Steinert. | 09296254 |
| Weitere Bilder                          | Mietshauszeile einer Wohnanlage, mit seitlichen Läden-Zwischenbauten | Kochstraße 88; 90; 92; 94; 96 (Karte)                                               | 1926–1927 (Mehrfamilienwohnhaus) | Mittelgruppe der Wohnanlage Kochstraße 84-100, Putzfassade, Eingänge in Klinkerrahmung, mit spitzgiebeligen Fensterumrandungen im ersten Obergeschoss, Läden als eingeschossige Verbindungsbauten zu den Seitengruppen, Dokument sozialen Wohnungsbaus in den 1920 Jahren, baugeschichtlich und sozialgeschichtlich von Bedeutung, straßenraumcharakterisierend Städtische, im Rahmen des Wohnungsbauprogramms 1926 errichtete, aus drei den gekrümmten Verlauf der Kochstraße aufnehmenden Baugruppen bestehende Wohnanlage. Eine langgestreckte, nach Plänen des Architekten M. Krämer errichtete Mittelgruppe mit fünf Eingängen wird flankiert von zwei Doppelhäusern, für die der Architekt G. Steinert die Pläne lieferte. Die drei Gruppen als Putzbauten mit Ziegelsockel, schmalen Ziegelgesimsen und Walmdächern, die Eingänge mit abgeschrägten Laibungen. An der in ihrer Gestaltung etwas aufwendigeren Mittelgruppe wird das Ziegelband der Sockelzone um die Eingänge geführt, darüber die Fensterachsen im ersten Obergeschoss leicht vorstehend mit spitzgiebeligen Umrahmungen. Das mittlere Haus Nummer 92 mit vierachsigem, bis in das Dachgeschoss reichenden Mittelrisalit. Die Geschosse pro Haus mit jeweils zwei Wohnungen nach den im Hochbauamt der Stadt Leipzig entwickelten Typengrundrissen des Bauprogramms 1926, eine davon nach Typ 1/1926 mit Bad, kleiner Küche, Kammer und zwei Stuben, die andere nach Typ 2/1926 mit Bad, einer größeren Küche, zwei Kammern und zwei Stuben. In dem massiv ausgebauten Dachgeschoss von Nummer 92 war ein Atelier eingerichtet. Zwischen der Mittel- und den Seitengruppen zwei eingeschossige Lebensmittelläden als schlichte Putzbauten mit Ziegelsockel, ebenfalls 1926 nach den Plänen von G. Steinert. | 09296255 |
|                                         | Zwei Mehrfamilienhäuser einer Wohnanlage | Kochstraße 98; 100 (Karte)                                                          | 1926 (Doppelmietshaus) | Bestandteil der Wohnanlage Kochstraße 84-100, Putzfassade, Dokument sozialen Wohnungsbaus in den 1920 Jahren, baugeschichtlich und sozialgeschichtlich von Bedeutung, straßenraumcharakterisierend Städtische, im Rahmen des Wohnungsbauprogramms 1926 errichtete, aus drei den gekrümmten Verlauf der Kochstraße aufnehmenden Baugruppen bestehende Wohnanlage. Eine langgestreckte, nach Plänen des Architekten M. Krämer errichtete Mittelgruppe mit fünf Eingängen wird flankiert von zwei Doppelhäusern, für die der Architekt G. Steinert die Pläne lieferte. Die drei Gruppen als Putzbauten mit Ziegelsockel, schmalen Ziegelgesimsen und Walmdächern, die Eingänge mit abgeschrägten Laibungen. An der in ihrer Gestaltung etwas aufwendigeren Mittelgruppe wird das Ziegelband der Sockelzone um die Eingänge geführt, darüber die Fensterachsen im ersten Obergeschoss leicht vorstehend mit spitzgiebeligen Umrahmungen. Das mittlere Haus Nummer 92 mit vierachsigem, bis in das Dachgeschoss reichenden Mittelrisalit. Die Geschosse pro Haus mit jeweils zwei Wohnungen nach den im Hochbauamt der Stadt Leipzig entwickelten Typengrundrissen des Bauprogramms 1926, eine davon nach Typ 1/1926 mit Bad, kleiner Küche, Kammer und zwei Stuben, die andere nach Typ 2/1926 mit Bad, einer größeren Küche, zwei Kammern und zwei Stuben. In dem massiv ausgebauten Dachgeschoss von Nummer 92 war ein Atelier eingerichtet. Zwischen der Mittel- und den Seitengruppen zwei eingeschossige Lebensmittelläden als schlichte Putzbauten mit Ziegelsockel, ebenfalls 1926 nach den Plänen von G. Steinert. | 09296256 |
|                                         | Mietshaus in ehemals geschlossener Bebauung | Kochstraße 109 (Karte)                                                              | 1911 (Mietshaus) | Putzfassade mit zwei Erkern und Balkons, Reformstil-Architektur, baugeschichtlich von Bedeutung 109/111: 1909 erwarb der Baumeister Kurt Bergk von der Stadtgemeinde beide Parzellen und entwarf die Pläne für zwei Mietshäuser, die Nummer 109 wurde nachfolgend von Bauunternehmer Karl Kriegsmann erworben. In der Tradition des nachlebenden Jugendstils hatte Bergk die Fassaden mit eleganten Fensterrahmungen und unter Verwendung dekorativer Putzstrukturen entworfen. Beide wurden von Stadtbauinspektor Strobel verworfen und Korrekturen im Sinne einer neuzeitlichen Fassadengestaltung gefordert. Diese reduzierte Variante mit angedeuteten Lisenen und Putzspiegeln entsprach dem hier vertretenen Bautyp mit zwei von ungleich großen Giebeln überfangenen Erkern. Dekorative Akzente setzen nur die hohen übergiebelten Eingänge. Die ein Jahr früher entstandene Nummer 11 weist dabei noch eine größere Schmuckfreudigkeit auf. | 09296257 |
|                                         | Mietshaus in halboffener Bebauung und in Ecklage | Kochstraße 110 (Karte)                                                              | 1897 (Mietshaus) | Eckbetonung durch Abschrägung, Balkons und Giebelaufbauten, Ziegelfassade mit Putzgliederung, baugeschichtlich von Bedeutung Das Eckhaus zur Gustav-Freytag-Straße 1897 von Architekt und Maurermeister Bruno Rückardt für den Bauunternehmer August Zimmermann errichtet. Am massig wirkenden Ziegelbau nur der Ecktrakt mit gequaderten Putzlisenen und giebelbekrönter Attika dekorativ hervorgehoben. In der verbrochenen Ecke ursprünglich der Eingang zu einem Eckladen, zu beiden Seiten Schaufenster. Die neobarocke Flurausstattung mit Stuckmedaillons usw. und spindelförmigen Treppenhaus erhalten. | 09296250 |
|                                         | Mietshaus in geschlossener Bebauung | Kochstraße 111 (Karte)                                                              | 1911 (Mietshaus) | Putzfassade, zwei Erker und Balkons, Fassadengliederung durch Lisenen mit Keramikplatten, Reformstil-Architektur, baugeschichtlich von Bedeutung s. Nummer 109 | 09296249 |
|                                         | Mietshaus in geschlossener Bebauung | Kochstraße 112 (Karte)                                                              | 1893 (Mietshaus) | historisierende Putzfassade, baugeschichtlich von Bedeutung 1892 von Maurermeister Ernst Louis Regel errichtet. Der fünfgeschossige Putzbau symmetrisch angelegt, über gequadertem Erdgeschoss sorgfältig in Horizontale und Vertikale ausgewogen durch Gurtgesimse, Betonung der Außenachesen mit Pilastern und übergreifende Fensterbekrö- nungen. Feinteiliger Stuck in Brüstungsfeldern und Konsolen. FassadenAbschluss mit prachtvollem Feston-Fries. Hinter der anspruchsvollen Fassade ausgesprochene Kleine-Leute – Wohnungen, zusätzliche Kleinstwohnung (Stube, Kammer, Küche) in der Vorderfront. | 09296251 |
|                                         | Mietshaus in halboffener Bebauung und in Ecklage | Kochstraße 118 (Karte)                                                              | 1897 (Mietshaus) | mehrfarbige Ziegelfassade mit Putzgliederung, Eckbetonung, baugeschichtlich von Bedeutung Das Eckhaus zur Scheffelstraße ist eine Variante des im gleichen Jahr 1897 vom selben Architekten Bruno Rückert errichteten Eckbaus zur Gustav-Freytag-Straße (Nummer 110). Die Fassade ist hier durch mehrfarbige Ziegel und Lisenen zwischen den Fensterachsen aufgewertet. | 09296247 |
|                                         | Mietshaus in ehemals geschlossener Bebauung | Kochstraße 121 (Karte)                                                              | 1898 (Mietshaus) | mit Laden im Sockelbereich, Klinkerfassade mit Sandsteingliederungselementen, über dem Eingang Erker auf dreieckigem Grundriss, baugeschichtlich von Bedeutung Kochstraße 121 Das Mietshaus als Teil der ehemals geschlossenen Blockrandbebauung 1898 nach Plänen des Architekten Otto Lehmann für die Maurermeister Köhler und Uhlig erbaut. Die Fassade setzt bewusst auf den Kontrast von roten Ziegelverblendern und hellen Sandstein-Gliederungen. Plastische Akzentuierung zusätzlich durch zwei flache Seitenrisalite und einem Erker dessen Grundriss die markante Dreiecksbedachung des Mitteleingangs aufnimmt. Auch die Dachzone durch spitz vorspringende Traufe und Giebelaufbauten belebt. Im hohen Souterrain wie bei den Nachbarhäusern kleine Werkstätten (um 1900 Schusterwerkstatt) (Denkmaltopographie Bundesrepublik Deutschland, Denkmale in Sachsen, Stadt Leipzig, Südliche Stadterweiterung, 1998) | 09296246 |
| Weitere Bilder                          | Fabrikgebäude in rückwärtiger Lage (Scheffelstraße 30a/30b) und weiteres Fabrikgebäude im Hof (Scheffelstraße 30, auf winkelförmigem Grundriss) sowie Hofpflasterung (Kochstraße 122) | Kochstraße 122 (Karte)                                                              | 1910–1911 (Fabrikgebäude), 1910–1911 (Fabrikgebäude) | Fabrikbauten mit zeittypischen Klinkerfassaden, Gebäude der wohl bedeutendsten deutschen Firma für gesunde Ernährung und Bekleidung, baugeschichtlich und firmengeschichtlich von Bedeutung In den Bauakten sind der Kaufmann Hermann Sand und Otto Friedrich Dürr als Besitzer des Grundstückes an der Ecke zur Scheffelstraße namhaft. Am 2. Juni 1906 wird von August Leo Maximilian Montag (Max Montag) aus Borsdorf ein Vorprojekt für Wohnhaus und Fabrik – entworfen von dem Leutzscher Architekten und Baumeister Kurt Sennewald – eingereicht. Unter Rückgriff auf dieses Vorprojekt wird am 19. März ein Bauantrag durch den neuen Besitzer Paul Erich Garms – Inhaber der Deutschen Reformwaren-Werke Thalysia – eingereicht. Der aus Ostpreußen gebürtige Garms interessierte sich für naturnahe Lebensweise und gesunde Ernährung, entwickelte seine Verkaufsunternehmungen zur respektablen Reformwarenfirma Thalysia und gründete einen eigenen Verlag, in dem zu Werbezwecken Handbücher und Ratgeber zu gesunder Lebensweise erschienen. Somit kann Paul Erich Garms gemeinsam mit seiner ebenfalls sehr umtriebigen Gattin Amalie als ein Wegbereiter der Reformhaus-Bewegung bzw. der heutigen Ökoindustrie gelten. Ein Firmenbogen der 1888 gegründeten Firma wirbt mit zwölf eigenen Reformhaus-Filialen in deutschen Großstädten, 35 Anschluss-Reformhäusern, 60 Allein-Vertretungen und Auslandsaktivitäten in verschiedenen europäischen Ländern und Argentinien. Zunächst Ablehnung des von Baumeister und Architekt Max Lorenz gezeichneten Fabrikbau-Entwurfs, Einreichung geänderter Pläne im Mai 1910. Erteilung der Baugenehmigung am 28. Juli des Jahres für zwei Vorderwohngebäude, ein Fabrikgebäude und ein Stallgebäude. Die Fa. Eisenbeton-Konstruktionen und Beton-Brunnen Johann Odorico aus Dresden zeichnet für Entwurf und Ausführung der Säulenfundamente verantwortlich. Der Aufzug durch die bekannte Fa. Unruh & Liebig, die schmiedeeiserne Treppe durch Fa. Münch & Richter. Fertigstellung des Fabrikgebäudes im Mai 1911. Im März 1912 erfolgte die Schlussabnahme der viergeschossigen Wohngebäude an der Kochstraße, die mit Ausnahme der Kellerräume und des Erdgeschosses kriegszerstört sind. Die wirkungsvollen Mietshäuser mit einheitlicher Fassadengestaltung, großer Durchfahrt zur Andienung des rückwärtig gelegenen Fabrikgebäudes und Kontorräumen im Erdgeschoss (Umzug aus Peterskirchhof 7). Verantwortlicher Architekt auch hier Max Lorenz, Architektur- und Ingenieur-Büro Leipzig, Bayerschestraße 102. Der wirkungsvolle gelbe Klinkerbau der Fabrik ist komplett als Stahlbetonkonstruktion errichtet worden, die verwendeten dicken Moniereisen zeigen Parallelen zum nur wenig später erbauten Kino in der heutigen Wolfgang-Heinze-Straße 12a (UT Connewitz). Die Stahlbetondecken weisen eine Dicke von ca. 24 Zentimetern auf, die soliden Stützkonstruktionen ermöglichen eine großzügige Belichtung durch große Fensterflächen. Der sowohl mit der vorderen Fassade als auch auf der Rückseite um eine Fensterachse zurückspringende Mitteltrakt ist einschließlich des nutzbaren Souterrains viergeschossig, die sich gleichsam anschmiegenden Seitentrakte mit jeweils drei Vollgeschossen. Schräge Dachfenster ermöglichten gute Fabrikationsbedingungen auch im Dachbereich. LfD/2008 | 09301892 |
|                                         | Mietshaus in geschlossener Bebauung, mit Hinterhaus und Fabrikgebäude im Hof | Kochstraße 124 (Karte)                                                              | 1906–1908 (Mietshaus), 1906–1908 (Hinterhaus), 1911 (Fabrikgebäude) | Vorderhaus mit Tordurchfahrt, Fassade mit Putzdekoration in Jugendstil- und Reformstilformen, zwei Kastenerker, im Hof ehemaliges Fabrikgebäude der Leipziger Essenzfabriken Dr. Helff & Co., ortsgeschichtlich und baugeschichtlich von Bedeutung An die Stelle der hier ansässigen Connewitzer Gärtnereien und zweigeschossigen Wohnhäuser ließ der Baumeister Emil Jänig 1906 bis 1908 ein neues Vorderhaus und Hofgebäude errichten. Die Fassade des Vorderhauses setzt in Fortführung von Jugendstiltraditionen auf die ästhetische Wirkung verschiedener Materialien und Strukturen: Schablonen-Putzdekorationen über gequadertem Natursteinsockel und verschieferte Erker-Obergeschosse. Wie das schöne Türblatt ist auch die Flurausstattung mit Wandkacheln und Deckenstuck erhalten. 1911 entstand im Hof hinter dem Wohn- und Kontorgebäude ein dreigeschossiger Fabrikbau (Leipziger Essenzfabriken Dr. Helff und Co). | 09296248 |
|                                         | Mietshaus in halboffener Bebauung, mit Hinterhaus | Kochstraße 126 (Karte)                                                              | bezeichnet 1904 (Mietshaus) | Klinker-Putz-Fassade, Erker mit reicher Jugendstil-Dekoration, Balkons mit schmiedeeisernen Gittern, baugeschichtlich von Bedeutung Der Connewitzer Architekt Emil Franke ließ 1904 sein Mietshaus als ersten Bau in der neuen Straßenfluchtlinie errichten. Auch hier verleiht die bewusst eingesetzte Materialvielfalt im Verein mit den unterschiedlichen Fensterformen und feinen Details an Gewänden und Erker- konsolen dem Bau einen malerischen Charakter. Im Portalgiebel weisen Architekten-Insignien auf den Beruf des Bauherrn hin. Neben dem schönen Türblatt ist auch die qualitätvolle Flur-Ausstattung erhalten. Das gleichzeitig entstandene zweigeschossige Hofgebäude enthält Kleinwohnungen. | 09296243 |
|                                         | Mietshaus in halboffener Bebauung, mit Vorgarten | Kochstraße 128 (Karte)                                                              | um 1830 (Mietshaus) | zeittypische Putzfassade, baugeschichtlich von Bedeutung In dem 1894 durch den Baumeister Richard Hofmann um ein Geschoss erhöhten und mit neuer Fassade versehenem Bau ist das letzte der um 1830 erbauten Connewitzer Gärtnerhäuser erhalten, deren Gelände sich bis zur Brandstraße erstreckte. Hinter breitem Vorgarten von der Straße zurückgesetzt, bezeichnet es die alte Baufluchtlinie der ehemaligen Leipziger Straße. Ursprünglich war die Fassadenmitte bis zur Beletage durch eine Veranda auf eisernen Säulen betont. | 09296244 |
|                                         | Ehemalige Fabrikantenvilla, mit Einfriedung und Vorgarten | Kochstraße 130 (Karte)                                                              | 1878 (Fabrikantenvilla) | zweigeschossiger Rechteckbau mit Mittelrisalit und flachem Walmdach, Fabrikantenvilla der Gasapparatefabrik Schirmer, Richter u. Co. (siehe Kochstraße 132), ortsgeschichtlich und baugeschichtlich von Bedeutung s. Nummer 132 | 09296245 |
|                                         | Fabrikanlage, bestehend aus mehreren Gebäuden und Hofpflaster | Kochstraße 132 (Karte)                                                              | 1886–1907 (Fabrik), 1907 (Nordflügel, Küche, Kantine, Aufenthaltsräume), 1906 (westl. Anbau), 1886 (Fabrikationshalle u. Seitenhallen), 1897 (hinter der Villa)                                                                                 | zeittypische Ziegel- und Putzbauten, baugeschichtlich und ortsgeschichtlich von Bedeutung, siehe auch Windscheidstraße 51 und Kochstraße 130 | 09296481 |
|                                         | Mietshaus (mit zwei Hausnummern) in geschlossener Bebauung | Kochstraße 134; 136 (Karte)                                                         | bezeichnet 1900 (Doppelmietshaus) | mit Tordurchfahrt und mit Läden, großer Mittelgiebel mit Zierfachwerk, Klinker-Putz-Fassade, baugeschichtlich von Bedeutung 134/136: Das praktisch fünfgeschossige Doppelhaus am „Connewitzer Kreuz“ schließt die Bebauung der Kochstraße ab. Die von der Straße zurückgesetzte Front deutet auf den Standort eines älteren zweigeschossigen Hauses an dieser Stelle hin, das vor Errichtung des Neubaus 1899 abgerissen wurde. In dessen Hinterland befand sich seit 1863 die Eisengießerei Weitgas, später eine Senffabrik deren Gebäude 1889 für die Papierstuck-Fabrik Fischer erweitert wurden (zum Teil noch vorhanden). Nach 1900 waren hier eine Werkzeugfabrik, elektrischer Apparatebau, eine rheinische Sektkellerei und die Holz- und Polsterwarenfabrik Goldmann ansässig, die 1941 als jüdischer Besitz enteignet wurde. Das Vorderhaus mit der zentralen Durchfahrt zum Fabrikhof wurde 1898 für den Fabrikbesitzer Guido Fischer von den Architekten Richard Hahn (Hahn im Wappenfeld rechts neben der Durchfahrt) und Julius Zeißig entworfen. Der hohe Putzbau über Ziegelsockel leicht asymmetrisch angelegt, dominiert vom vierachsigen Mittelgiebel mit Zierfachwerk, der ebenso wie die holzverblendeten Dachfenster im Mansarddach und der Erdgeschoss-Erker in Form eines „Chörleins“ den Bau in die Nähe des Heimatstils rückt. | 09296483 |
| Direkt Bild zu diesem Denkmal hochladen | Einzeldenkmal o. g. Sachgesamtheit: Mehrfamilienhäuser einer Wohnanlage (siehe auch Sachgesamtheitsdokument – Obj. 09304096, Burgstädter Straße 2-22) | Kohrener Straße 3; 5; 7; 9; 11 (Karte)                                              | 1934, Wohnblock (Mehrfamilienwohnhaus) | Putzfassade mit Graffiti, Eingänge in Ziegelrahmung, im traditionalistischen Stil, Teil der Wohnanlage Narsdorfer-, Burgstädter- und Probstheidaer Straße, baugeschichtlich von Bedeutung | 09296786 |
| Direkt Bild zu diesem Denkmal hochladen | Einzeldenkmal o. g. Sachgesamtheit: Mehrfamilienhäuser einer Wohnanlage (siehe auch Sachgesamtheitsdokument – Obj 09304096, Burgstädter Straße 2-22) | Kohrener Straße 13; 15; 17; 19; 21 (Karte)                                          | 1930–1931 (Mehrfamilienwohnhaus) | Hauszeile in Straßenkrümmung, Putzfassade mit Ziegelsockel, im Stil der Moderne, Teil der Wohnanlage Narsdorfer-, Burgstädter- und Probstheidaer Straße, baugeschichtlich von Bedeutung | 09295995 |
|                                         | Einzeldenkmal o. g. Sachgesamtheit: Mehrfamilienhäuser einer Wohnanlage (siehe auch Sachgesamtheitsdokument – Obj. 09304096, Burgstädter Straße 2-22) | Kohrener Straße 14; 16; 18; 20; 22; 24 (Karte)                                      | 1930 (Mehrfamilienwohnhaus) | Hauszeile in Straßenkrümmung, Putzfassade mit Ziegelsockel, im Stil der Moderne, Teil der Wohnanlage Narsdorfer-, Burgstädter- und Probstheidaer Straße, baugeschichtlich von Bedeutung | 09295996 |